# Historia Katowic

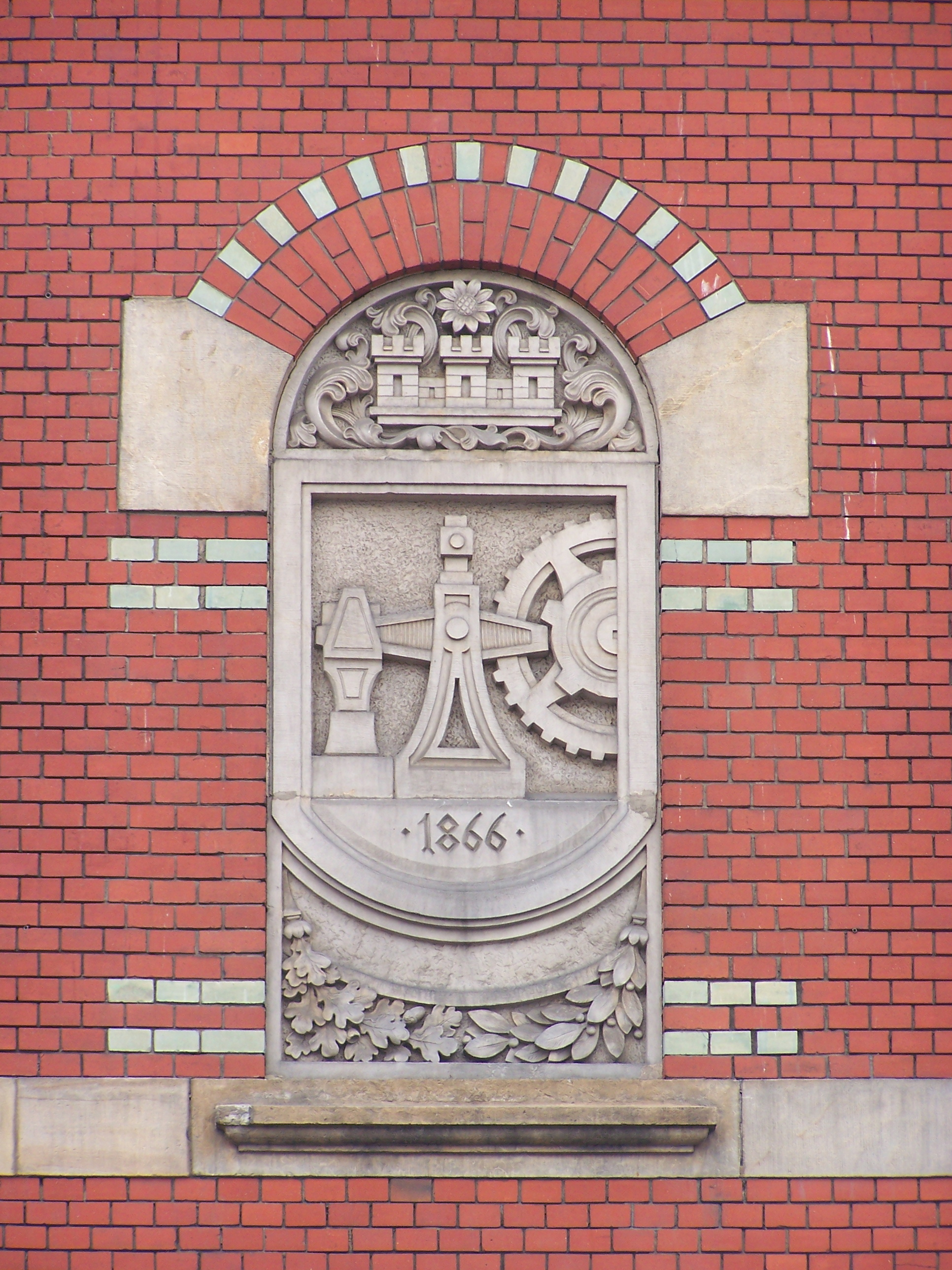
Herb Katowic na fasadzie gmachu III Liceum Ogólnokształcącego im. A. Mickiewicza z datą „1866”, kiedy to wprowadzono zarząd miejski

Historia Katowic – zarys dziejów miasta Katowice począwszy od jego najdawniejszej historii po wydarzenia XXI wieku.

## Przed uzyskaniem praw miejskich
Pierwotnie do XII wieku rejon współczesnego Śródmieścia Katowic wchodził w skład kasztelanii bytomskiej, należącej wówczas do Małopolski. W 1178 bądź 1179 roku książę Kazimierz II Sprawiedliwy przekazał ziemię bytomską i pszczyńską swemu bratankowi Mieszkowi I Plątonogiemu, który sprawował władzę nad księstwem raciborskim. W ten sposób oba księstwa na trwałe zostały przyłączone do Śląska, a jedynym śladem ich historycznych związków z Małopolską była przynależność dekanatów bytomskiego i pszczyńskiego do diecezji krakowskiej aż do początków XIX wieku.
Pierwsi osadnicy na obszarze współczesnych Katowic pojawili się w połowie XIII wieku, rozpoczynając karczowanie porastających te tereny gęstych lasów. Najwcześniej lokowano osady na prawie niemieckim, w tym Dąb, który pierwszy raz był wzmiankowany w dokumencie Kazimierza Bytomskiego 19 marca 1299 roku jako Crasni Domb. Książę nadał wówczas tę wieś wraz z Chorzowem (Starym) na własność klasztorowi bożogrobców w Miechowie.
W akcie sprzedaży z 15 grudnia 1360 roku zawartym między księciem opawsko-raciborskim Mikołajem II a wojewodą sandomierskim Ottonem z Pilczy zostały wymienione kolejne osady: Bogucice, Jaźwce, Ligota, Rozdzień, Szopienice i Załęże, które tworzyły wraz z Mysłowicami dobra mysłowickie. Na podstawie tego dokumentu na terenie wymienionych osad zostały ustanowione dobra rycerskie.
Fragment dokumentu darowizny:

Mikołaj z Bożej łaski Książę Opawski i Raciborski wszystkim do wiadomości […], że mu miłe i wierne służby, które umiłowany i szlachetny rycerz Otto, zwany de Pylcz, nieprzerwanie pełni […] wynagrodzić pragnąc, jemu oraz dziedzicom i prawym następcom jego te wsie […] to jest wieś Jazwicze i wieś Zalenze, z dziedzictwa ojcowskiego jemu bezspornie należące, podobnie i wieś Boguczyce z wsią Rozdzen i z miastem Myslowicze […] dajemy, zezwalamy i darujemy.

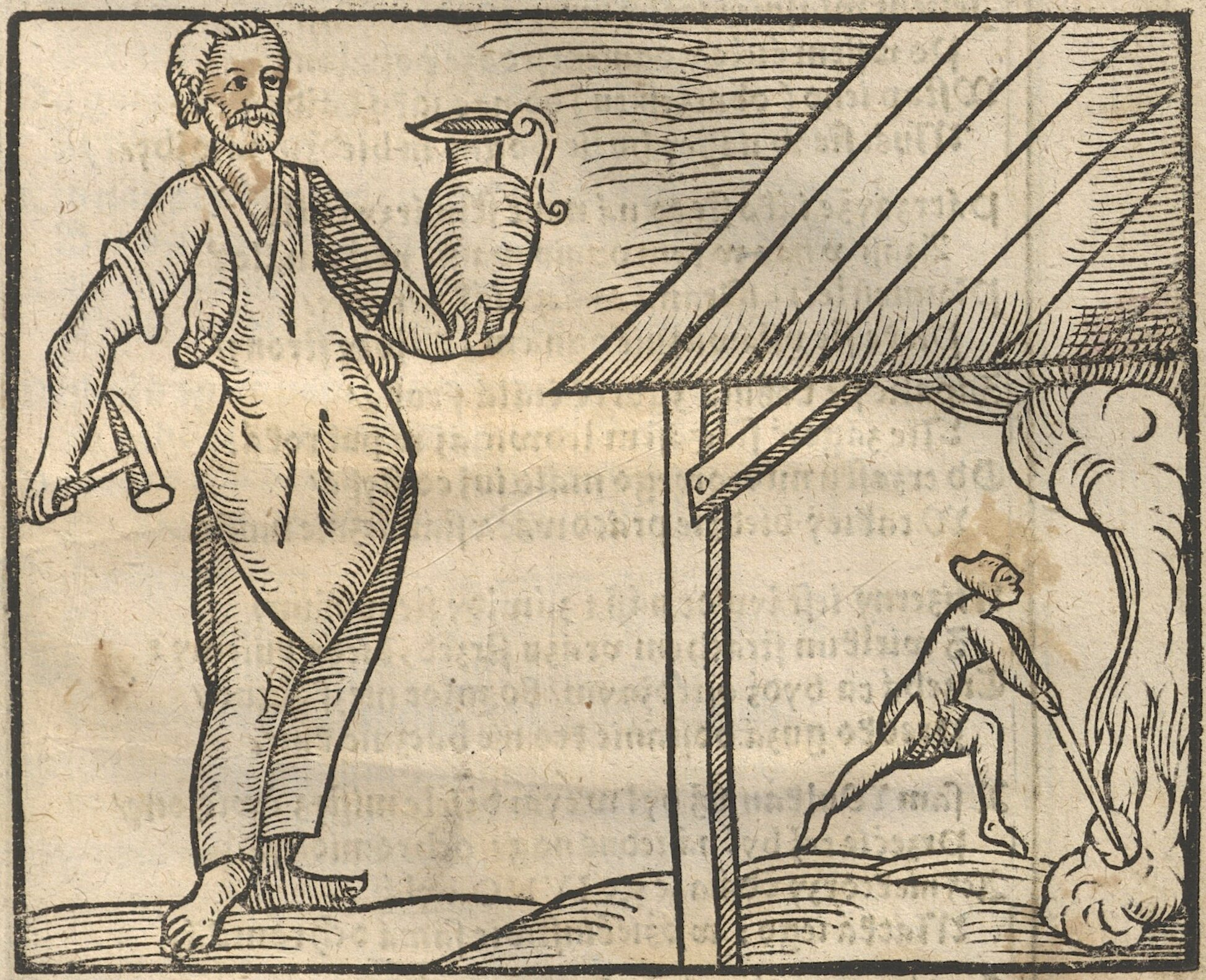
Walenty Roździeński na drzeworycie z poematu Officina ferraria

W średniowieczu na słabych w rejonie Katowic glebach uprawiano żyto, jęczmień, owies, tatarkę, groch, proso i chmiel, a dodatkowym źródłem utrzymania była hodowla ryb w stawach. Lesiste i bagniste tereny pokryte gęstą siecią rzek obfitowały w płytko zalegające rudy żelaza, a bliskość ośrodków miejskich (Bytom i Gliwice) sprzyjała rozwojowi zakładów hutniczych. Według hipotezy Ludwika Musioła prawdopodobnie już w 1360 roku istniała Kuźnica Bogucka, natomiast pierwsza wzmianka o jej działalności pojawiła się w 1397 roku w orzeczeniu wyroku sądowego w sprawie sporu o kolaturę kościoła w Mysłowicach. Kuźnica ta była jednym z najstarszych tego typu zakładów w Polsce.

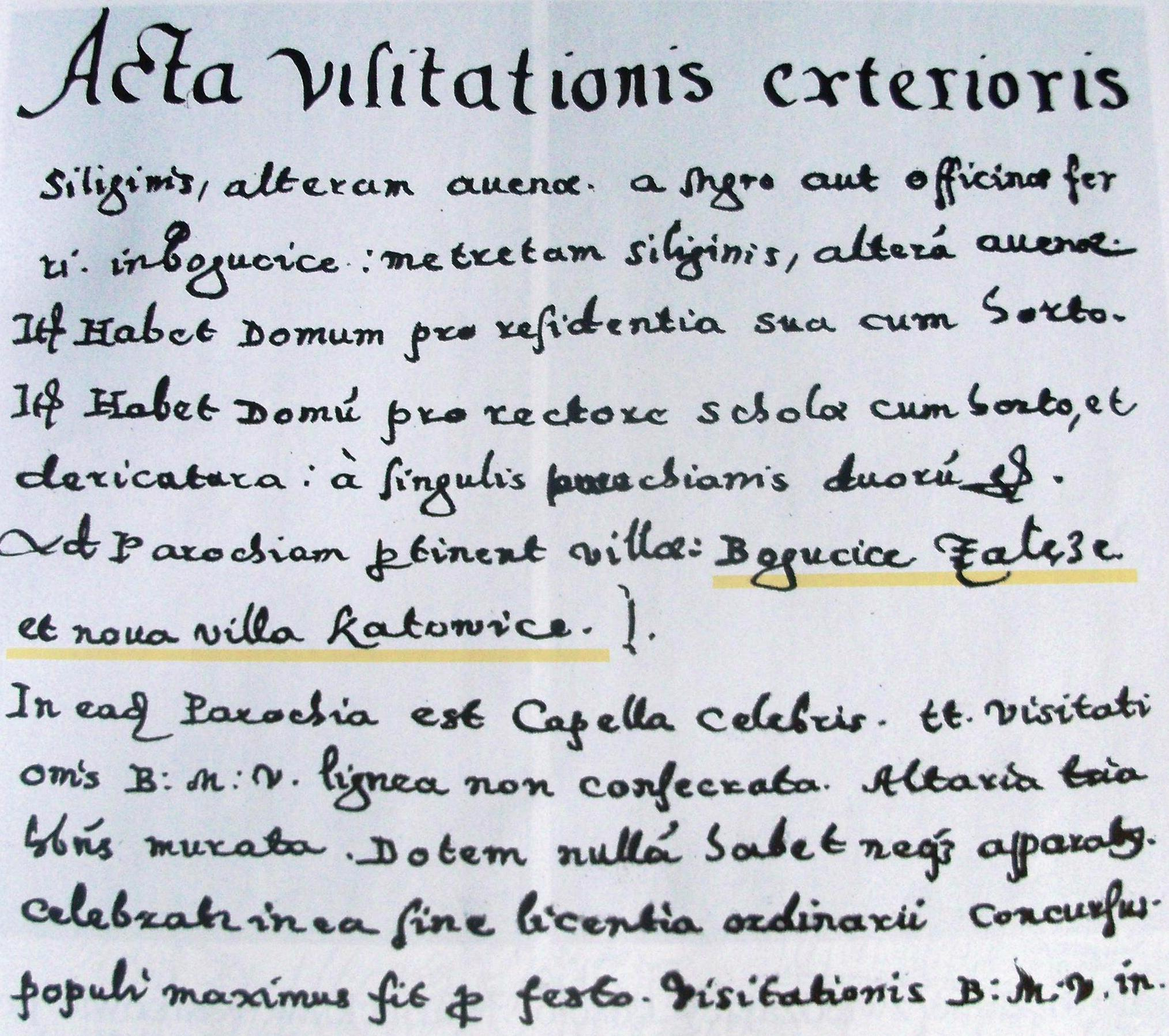
Akt wizytacji parafii bogucickiej z 1598 roku, w którym po raz pierwszy pojawiła się wzmianka o Katowicach

Poza kuźnicą bogucką warsztaty tego typu funkcjonowały także w Załężu, Roździeniu i Szopienicach. Zgodę na założenie kuźnicy w Roździeniu wydał Stanisław Salomon 25 lutego 1546 roku kuźnikowi Sychowi z Kuźnicy Boguckiej, a około 1595 roku przejął ją Walenty Roździeński. Popadł on w zatarg z właścicielką dóbr mysłowickich, Katarzyną Salomonową i po wyroku skazującym został w 1596 roku zmuszony do opuszczenia warsztatu. Kuźnica roździeńska czynna była do lat 30. XIX wieku, a później w tym miejscu stanęła huta żelaza „Dietrich” zamknięta około 1870 roku. Kuźnica załęska wzmiankowana była po raz pierwszy w dokumentach w 1640 roku, jednak prawdopodobnie musiała ona funkcjonować już wcześniej, gdyż w akcie sprzedaży Załęża z 1524 roku jako dotychczasowy właściciel figuruje mistrz kuźniczy Jan. Zakład ten czynny był do XVIII wieku.
Pod koniec średniowiecza powstały także miejscowości w południowej części współczesnych Katowic – Podlesie, Piotrowice i Zarzecze, które początkowo tworzyły osadę o nazwie Uniczowy. Była ona wzmiankowana w protokolarzu pszczyńskim w 1467 roku. W XV wieku niektóre z osad w granicach współczesnych Katowic określano jako puste wsie, w tym m.in. Kuźnicę Bogucką, Ligotę i prawdopodobnie także Załęże. Niektórzy historycy upatrują przyczynę tego faktu w najazdach husyckich. Wsie zaczęto na nowo zaludniać w XVI wieku, a w samej Kuźnicy Boguckiej wznowienie produkcji nastąpiło w 1486 roku.
W 1517 roku właścicielem ziemi pszczyńskiej, na której leżała Kuźnica Bogucka, stał się patrycjusz krakowski Aleksy Thurzon. 22 lutego 1536 roku Jan Thurzon sprzedał patrycjuszowi krakowskiemu Stanisławowi Salomonowi dobra mysłowickie, w których skład wchodziły miasto Mysłowice oraz wsie Roździeń, Bogucice wraz z kuźnicą, Załęże, Brzezinka, Dziećkowice oraz trzy puste wsie – Jaźwce, Koziniec i Szopienice. W ten sposób ziemia mysłowicka wyodrębniła się na stałe z wolnego państwa pszczyńskiego.

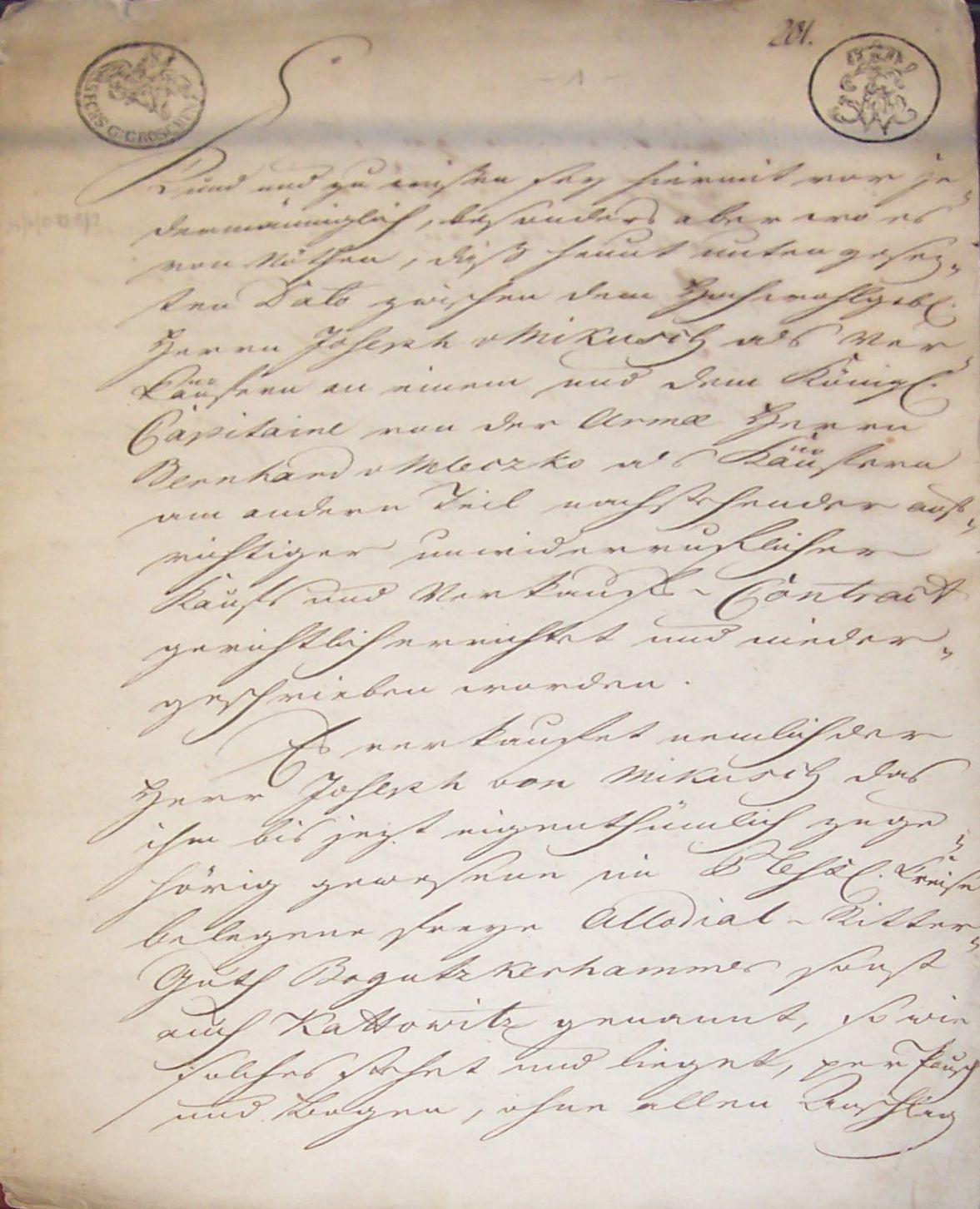
Umowa sprzedaży Katowic zawarta 18 września 1796 roku między Josefem Mikushem a Bernhardem Mleczko; odpis z 1797 roku

Na obszarze Kuźnicy Boguckiej w połowie XVI wieku zaczęło się rozwijać osadnictwo rolnicze o charakterze zagrodowym. Na dwóch pustych łanach kuźnik Andrzej Bogucki około 1580 roku osadził kilku zagrodników, zakładając wieś o nazwie Katowice. Znane są nazwiska jej najdawniejszych mieszkańców: zagrodnicy Krawiec, Martinek, Gajda i Aleksander oraz właściciele pól przylegających do folwarku Botok i Poliwka. Nazwa osady po raz pierwszy pojawiła się w protokole wizytacji bogucickiej parafii sporządzonym przez ks. Krzysztofa Kazimierskiego w 1598 roku, będącym także pierwszym świadectwem kultu obrazu Matki Bożej Boguckiej. Zanotowano w nim wsie do parafii należące:

Ad parochiam pertinent villae: Bogucice, Załęze et nova villa Katowice.

Katowice jako wieś w swojej historii miały ponad dwudziestu właścicieli. Pierwszymi z nich byli kuźnicy boguccy, którzy w 1598 roku zastawili Kuźnicę Bogucką wraz z Katowicami i Brynowem Adamowi Behmerowi. Od braci Boguckich Katowice zakupiła Katarzyna Salomonowa, a po niej kolejno: Jadwiga Gosławska, Jan Kamiński, Rudolf Kamiński, Maksymilian Orlik z Łazisk, hrabia Maksymilian Edebus, Wilhelm Gottlieb Sobek i Karol Bernard Sobek. We wrześniu 1698 roku Katowice stały się własnością Jerzego Holly z Ponięcic. W XVIII wieku Katowice kolejno należały do: hrabiego Baltazara Erdmanna Promnitza, Jana Krzysztofa Mieroszewskiego, Józefy von Schwellengrebel i jej syna Jana, Gottlieba Friedricha von Näfe, Josefa Mikuscha, Bernarda Mleczki (Mletzko) i przedsiębiorcy hutniczego Johanna Ferdinanda Koulhaasa. W XIX wieku Katowice należały do córek Koulhaasa, a potem do rodziny Weddingów. Scalenia Katowic z kluczem mysłowickim dokonał w 1839 roku Franz von Winckler.

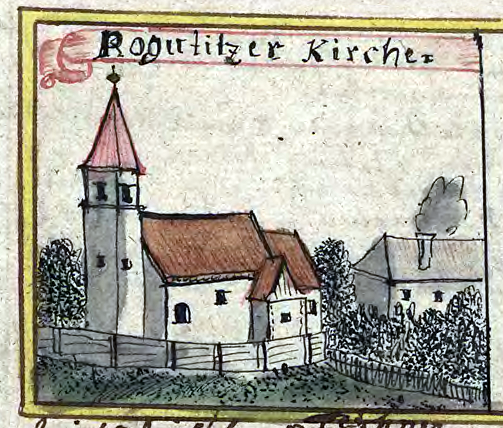
Bogucicki kościół przedstawiony na rycinie z XVIII wieku

Od końca XIV wieku współczesne Katowice podzielone były na trzy rzymskokatolickie parafie: mikołowską, mysłowicką i bogucicką, a do tej ostatniej należały: Bogucice, Załęże, Katowice, Brynów i Dąbrówka Mała. Parafia w Bogucicach poświadczona została już w 1403 (bądź 1414) roku. Przy bogucickiej parafii powstała pierwsza szkoła elementarna na terenie współczesnych Katowic, założona prawdopodobnie jeszcze w średniowieczu. Istnienie szkoły odnotowano pod koniec XVI wieku, a najwcześniejsza wzmianka o miejscowych nauczycielach pochodzi z 1661 roku. W następnym stuleciu szkoła ta prawdopodobnie nie funkcjonowała, a jej ponowne otwarcie nastąpiło w 1804 roku. W ówczesnych Katowicach natomiast pierwszą szkołę otwarto w 1827 roku i mieściła się ona w chałupie przy obecnej ulicy Pocztowej. W 1855 roku oddano do użytku osobny budynek szkolny.

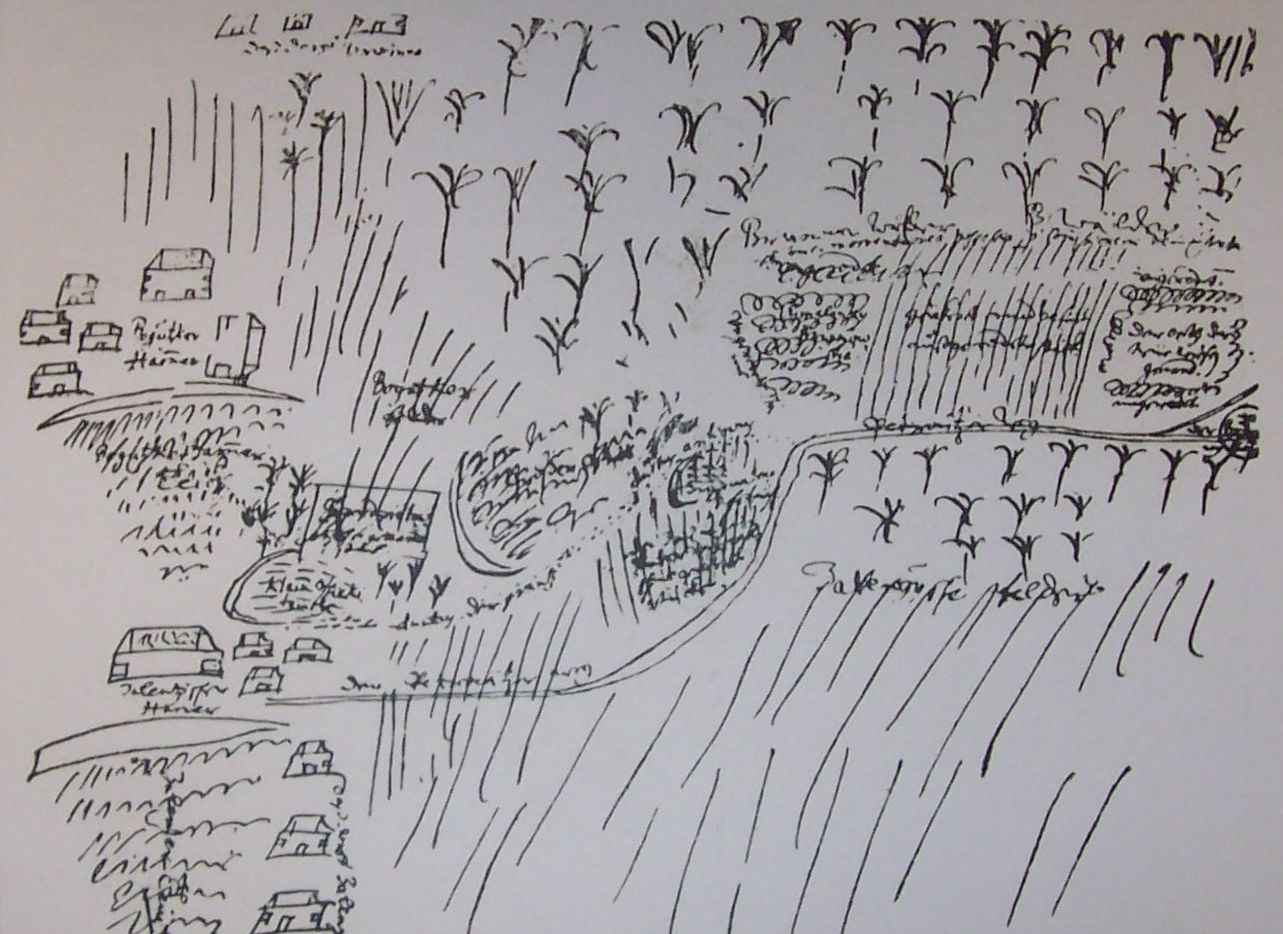
Najdawniejszy plan sytuacyjny obszarów dzisiejszych Katowic z 1686 roku (mapa w orientacji wschodniej)

Najdawniejszy plan Katowic pochodzi z końca XVII wieku. 26 stycznia 1686 roku Jan Mieroszewski z Mysłowic i Rudolf Józef Kamieński zw Świętochłowic zawarli ugodę, w którym wymienili między sobą enklawy gruntowe i określili, jaką część przychodów z kuźnicy boguckiej otrzymywać miał dwór na Mysłowicach. Załączono do niej odręczny plan obszaru spornego obejmującego obszar dzisiejszych Katowic.
W 1742 roku na mocy pokoju w Berlinie kończącego pierwszą wojnę śląską tereny Katowic włączono do Królestwa Prus. Jeszcze w tym samym roku na Górnym Śląsku utworzono powiaty, z czego na obszarze współczesnych Katowic granica powiatów bytomskiego i pszczyńskiego pokrywała się z dotychczasową granicą dwóch państw stanowych. W latach 1816–1818 prowincje przekształcono w rejencje. Górny Śląsk wszedł w skład rejencji opolskiej podzielonej na 16 powiatów. Dokonano wówczas także zmian granic niektórych powiatów, w konsekwencji czego do powiatu bytomskiego przyłączono Katowice, Bogucice, Szopienice i Załęże. Uzyskanie pełniejszej niezależności przez Katowice nastąpiło prawdopodobnie na początku XIX wieku, kiedy to zostały one wyodrębnione z gminy Bogucice, o czym zaświadcza odcisk pieczęci na spisie inwentarza bogucickiej parafii z 26 marca 1816 roku, przedstawiający młot wodny z kowadłem. W skład katowickiej gminy wchodziły także: Brynów, Katowicka Hałda i Muchowiec, a pierwszym sołtysem był Tomasz Warzecha.

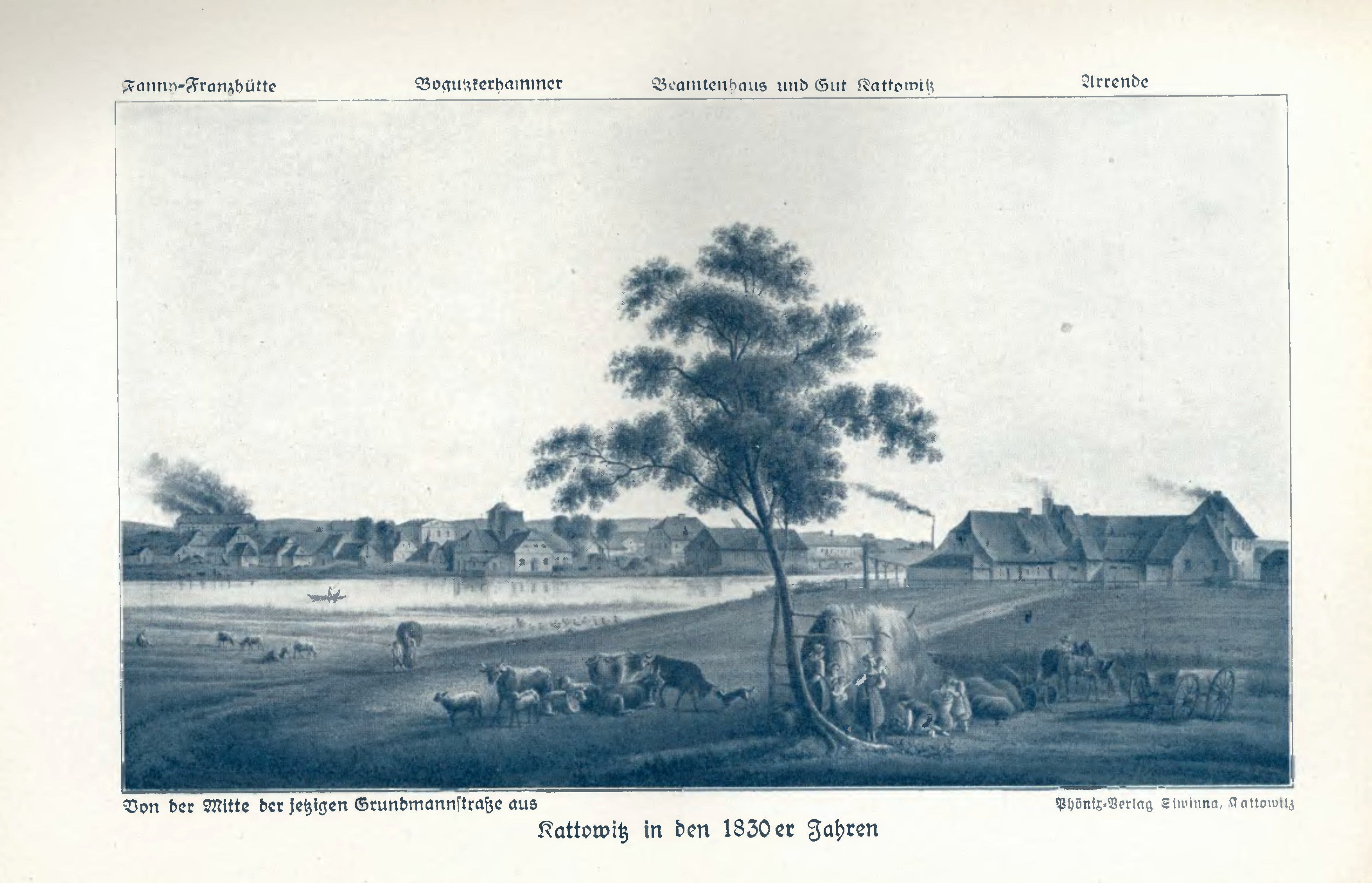
Katowice w latach 30. XIX wieku na litografii Ernesta Knippla

Przed XIX wiekiem Katowice i okoliczne wsie zamieszkiwała wyłącznie ludność polska, o czym świadczą przytaczane w dokumentach polskie nazwiska chłopów i kuźników, a bardziej masowy napływ ludności niemieckojęzycznej rozpoczął się w pierwszej połowie XIX wieku wraz z industrializacją Górnego Śląska. Wśród ludności chłopskiej przeważali tutaj zagrodnicy i chałupnicy, a nie było bogatej warstwy chłopskiej – kmieci. Katowice zaludniały się powoli, a zasiedlali je głównie przybysze z bliskich okolic. W 1802 roku mieszkało tutaj około 700 osób. Po 1815 roku w rejonie Katowic rozpoczął się proces uwłaszczenia chłopów. W 1827 roku przeprowadzono regulację 32 zagrodnikom z Katowic oraz regulację gospodarstw kmiecych. W latach 1821–1833 regulacji gospodarstw kmiecych dokonano w Dębie, a pomiędzy 1851 a 1854 rokiem uwłaszczono około 200 gospodarstw w Załężu, Dębie i Wełnowcu. Zniesienie stosunków feudalnych w rejonie Katowic nie przyczyniło się do dalszego rozwoju rolnictwa, gdyż w tym okresie dokonywała się stopniowa degradacja gospodarki wiejskiej związana z szybkim uprzemysłowieniem regionu.

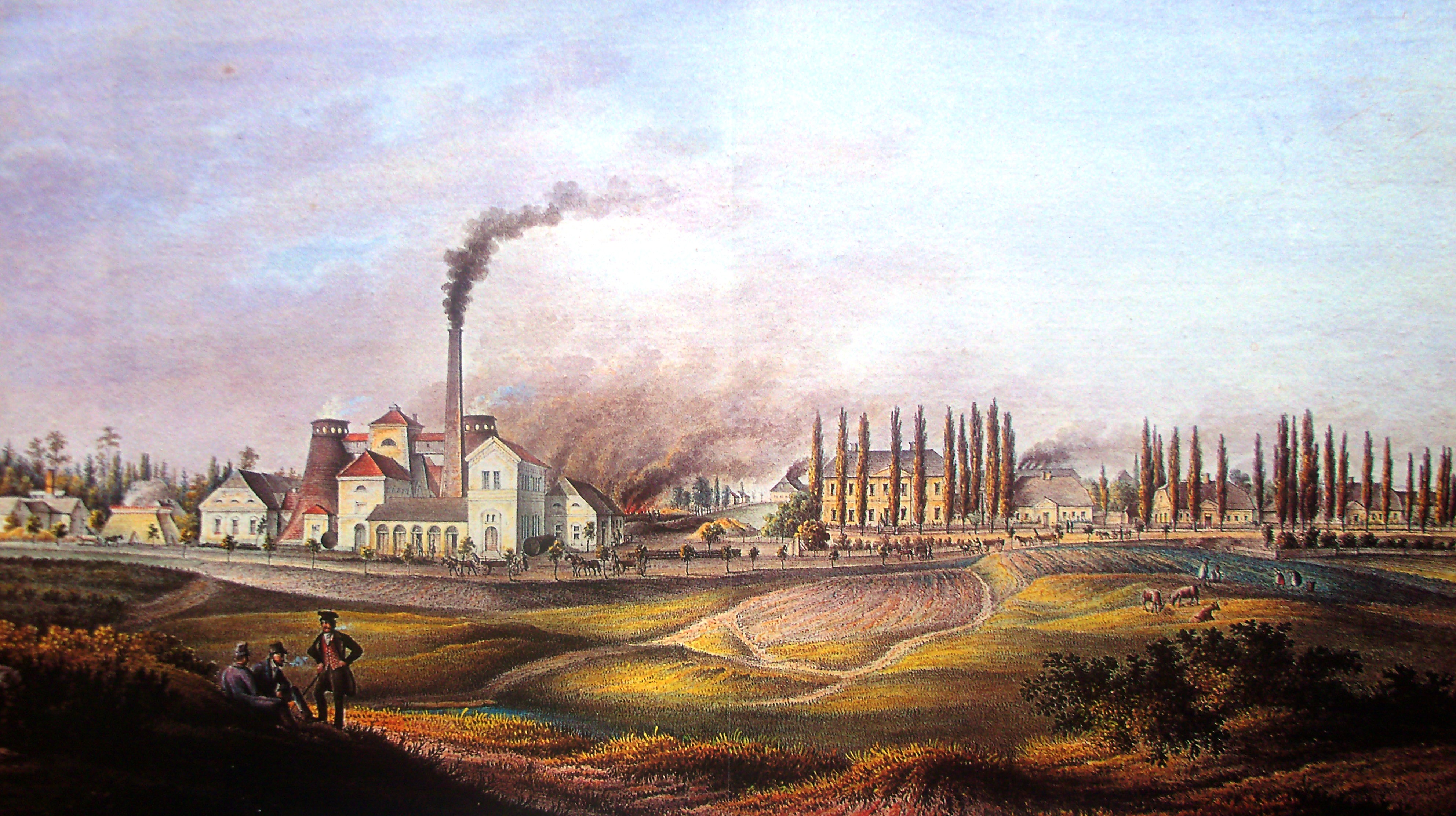
Huta „Hohenlohe” na litografii Ernesta Knippla z połowy XIX wieku

Po włączeniu Górnego Śląska do Królestwa Prus wzrosło zainteresowanie jego surowcami naturalnymi. Około 1740 roku w Murckach rozpoczęto wydobycie węgla kamiennego, a regularna eksploatacja trwała od 1769 roku. Wówczas to założono jedną z najstarszych kopalń na terenie Górnego Śląska i pierwszą w samych Katowicach – „Emanuelssegen” (niem. Błogosławieństwo Emanuela). Nowoczesny przemysł do Katowic wprowadził Johann Ferdinand Koulhaas, który postanowił zrealizować plany wytopu żelaza za pomocą węgla kamiennego, zakładając w tym celu w 1801 roku kopalnię „Beate”. Zmodernizował on kuźnicę bogucką, budując w niej kilka fryszerek, a jej unowocześnienie dokończył następny właściciel Katowic, Gustaw von Wedding, który przekształcił ją w hutę „Katowicką” (niem. Kattowitzerhütte). Była ona czynna w latach 1833–1871. W 1805 tym książę Hohenlohe w Wełnowcu postawił dwa wielkie piece, dając początek hucie żelaza. W Bogucicach w okolicach 1818 roku powstały huty cynku „Franz” i „Fanny”, a w 1823 roku oraz kopalnia „Ferdinand” (późniejsze „Katowice”). W 1823 roku w Dębie szkocki inżynier John Baildon rozpoczął budowę pudlingarni, będącej początkiem huty „Baildon”, a w 1840 roku Karol Godula założył w Załężu kopalnię „Cleophas” (późniejszy „Kleofas”). W obecnych wschodnich dzielnicach Katowic towarzystwo Georg von Giesches Erben ulokowało huty i zakłady przetwórcze cynku, w tym hutę „Wilhelmina” otwartą w 1834 roku.

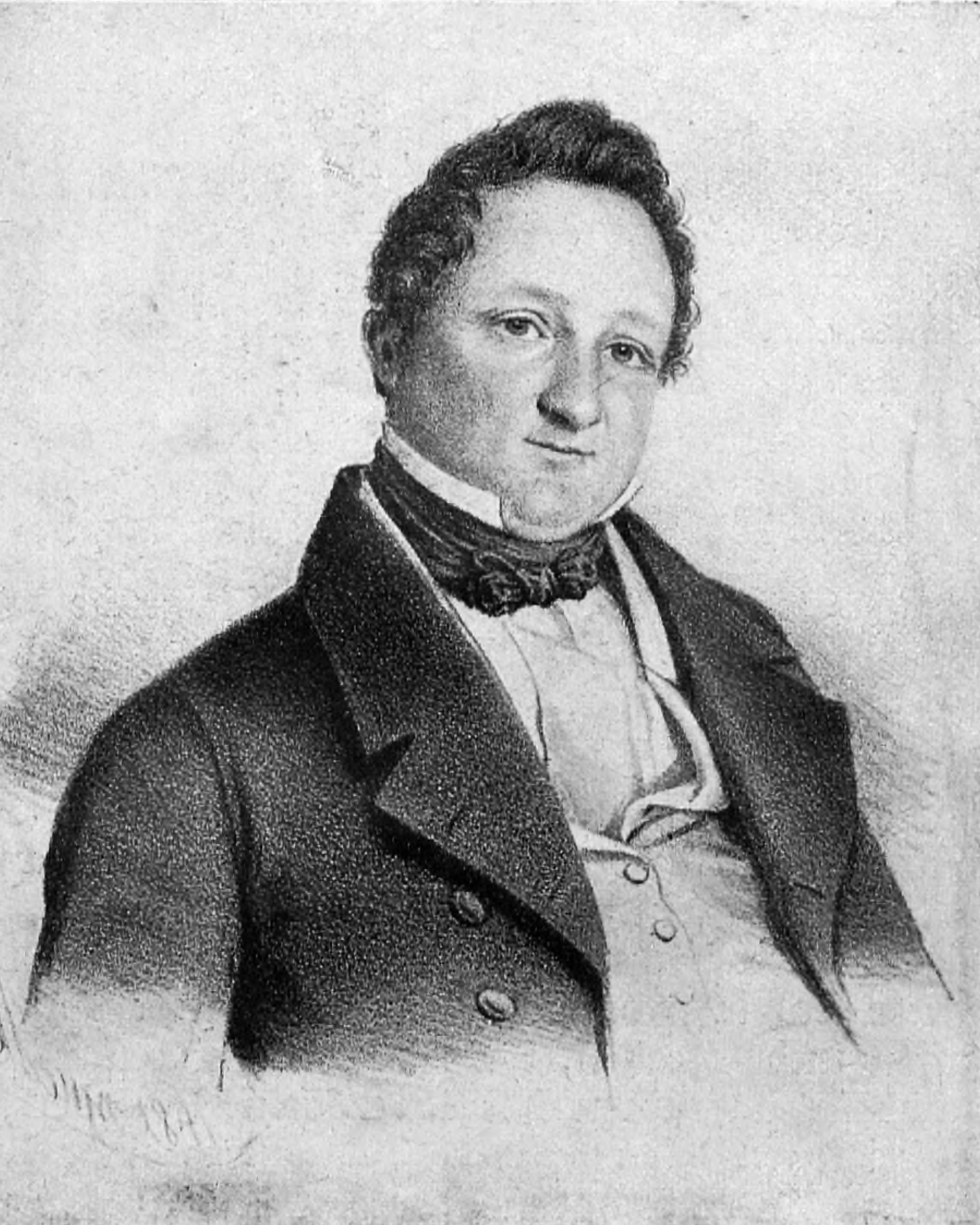
Franz von Winckler, posiadacz ziemski, który przyczynił się do przeobrażenia Katowic w miasto

Dla rozwoju Katowic przełomowe znaczenie miały lata 1838–1839, kiedy to Franz von Winckler nabył dobra rycerskie Katowice i majątki ordynacji mysłowickiej. Przeniósł on w 1841 roku do Katowic główny zarząd swych dóbr, który był pierwszym organem administracji przemysłowej i zalążkiem funkcji dyspozycyjnej przyszłego miasta. Jednym z pierwszych działań Franza von Wincklera po przejęciu Katowic były starania o zmianę projektów budowy kolei, które pierwotnie omijały dolinę Rawy. Jego zabiegi, a przede wszystkim dyrektora jego dóbr Friedricha Wilhelma Grundmanna, doprowadziły ostatecznie do zmiany decyzji dotyczącej przebiegu linii kolejowej. 3 października 1846 roku w Katowicach uroczyście otwarto stację kolejową, co dało początek rozwoju kolei w tym rejonie. Rok później wybudowano linię do granicy państwowej na Przemszy, w 1852 roku linię z Katowic do Ligoty, w latach 1857–1858 odgałęzienie Orzesze – Mikołów – Ligota, a w 1859 roku połączenie Szopienice – Sosnowiec. Poprowadzono także bocznice do kopalń i hut.

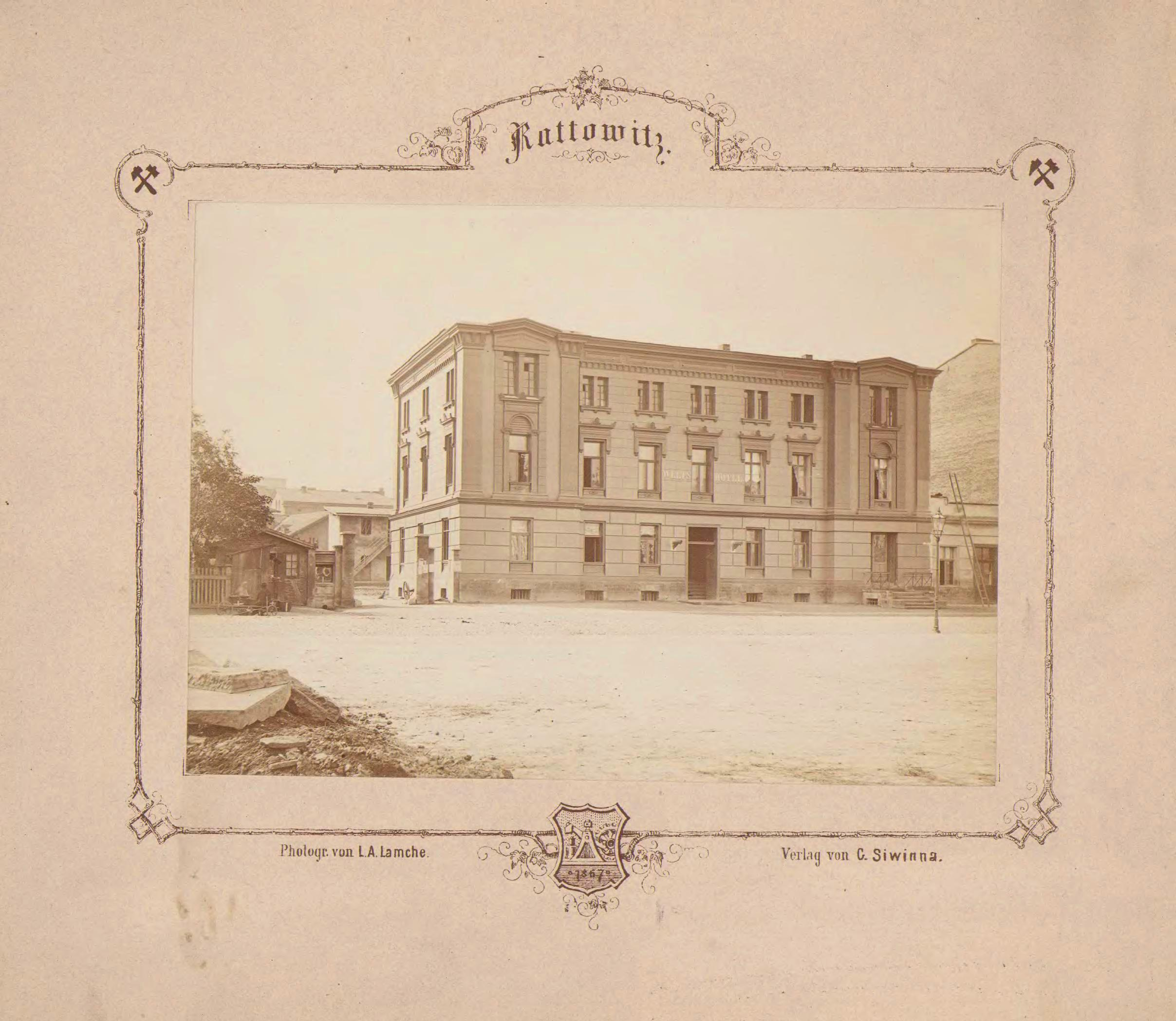
Hotel Welta na zdjęciu z 1872 roku

Szybka urbanizacja i rozbudowa linii kolejowych sprzyjała rozwojowi Katowic. W 1828 roku wieś zamieszkiwało 675 osób, a w 1861 roku Katowice miały już 4750 mieszkańców. Przybywali zarówno mieszkańcy okolicznych osad, którzy stanowili około 50% mieszkańców Katowic, jak i też niemieccy urzędnicy z zarządu dóbr wincklerowskich. Osiedlali się też przedstawiciele klas średnich, kupcy i rzemieślnicy, przeważnie Niemcy i Żydzi. Pierwszy hotel w Katowicach działał od 1848 roku i był to hotel Welta, który znajdował się na rogu współczesnego Rynku i ulicy Warszawskiej, a wraz ze wzrostem liczy ludności w 1855 roku rozbudowano budynek szkoły ludowej (niem. Volksschule).
Wraz ze wzrostem liczby mieszkańców Katowice rozwijały się także przestrzennie. W 1856 roku opracowano plan rozbudowy miejscowości autorstwa Heinricha Moritza Augusta Nottebohma, który zakładał wytyczenie dwóch placów połączonych ze sobą centralną ulicą, z których miały rozchodzić się poprzeczne drogi. Po stronie zachodniej był to plac Wolności wraz z dochodzącymi do niego ulicami J. Matejki (i dalej Mikołowską) i Gliwicką, a po wschodniej Rynek, z którego rozchodziły się szlaki w kierunku Mysłowic (ulica Warszawska), Wełnowca, Królewskiej Huty (aleja W. Korfantego) i Brynowa (ulica T. Kościuszki). Oba place połączyła ulica 3 Maja. W centrum Katowic prócz obiektów handlowo-usługowych zaczęły się lokalizować ośrodki administracji gospodarczej – zarządy koncernów czy stowarzyszenia przedsiębiorców. Powstawały także domy, przeważnie dla bogatszej ludności, zaś robotnicy osiedlali się w osiedlach patronackich, głównie w Karbowej, Bogucicach, Dębie, Załężu czy Załęskiej i Katowickiej Hałdzie.

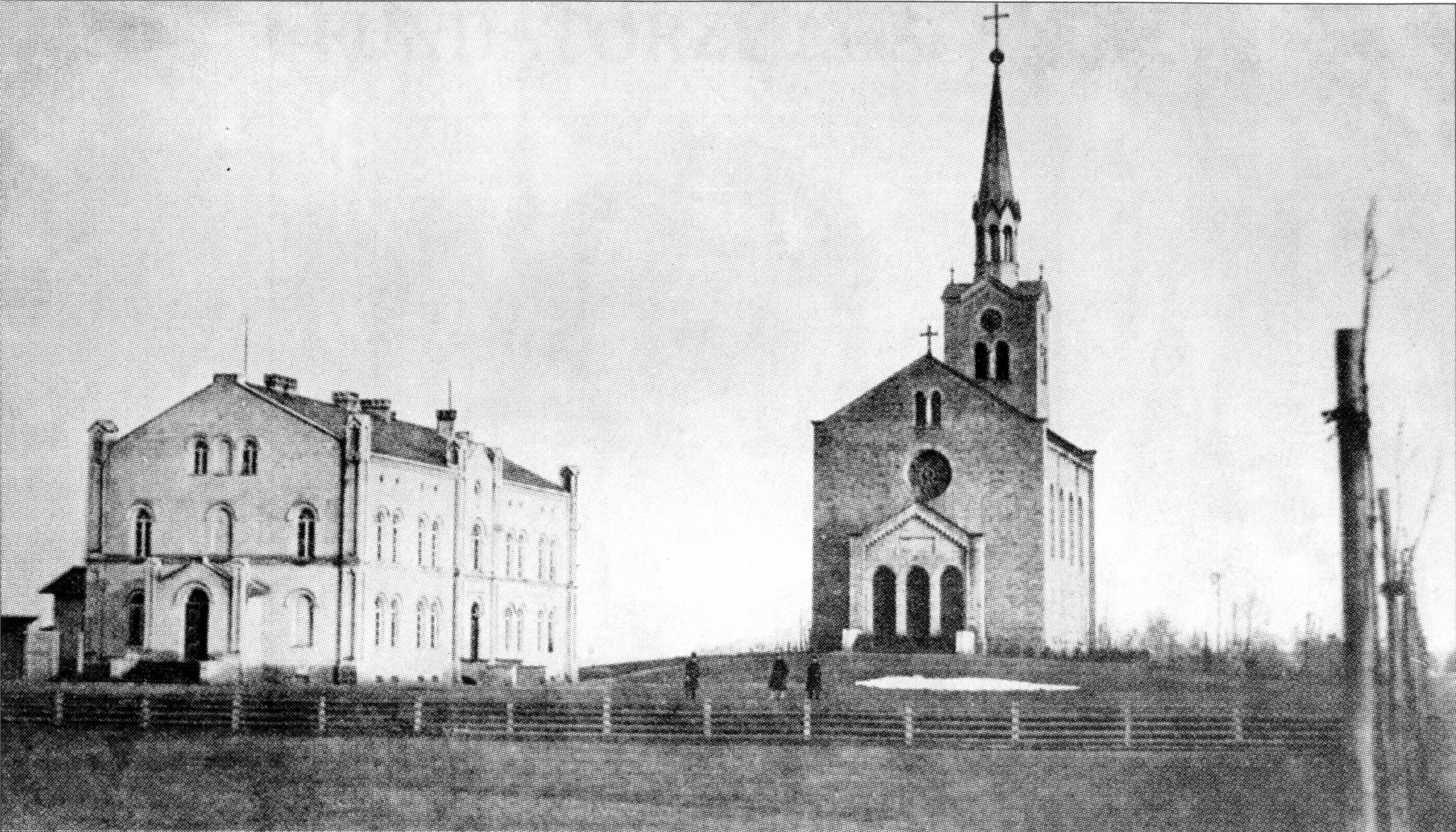
Kościół ewangelicki (przed rozbudową) i budynek szkoły ewangelickiej w latach ok. 1860–1870

W drugiej połowie XIX wieku w zamieszkanych przez ludność trzech wyznań Katowicach zaczęły rozwijać się organizacje życia religijnego. Jako pierwsza powstała ewangelicka gmina wyznaniowa, gdyż osiedlani w Katowicach Niemcy byli w znacznej części tegoż wyznania. Została ona założona w 1854 roku, a pierwszym pastorem katowickim został Gotthold Christian Clausnitzer. Budowę świątyni Zmartwychwstania Pańskiego przy ulicy Warszawskiej ukończono w 1858 roku, a w późniejszych latach została ona rozbudowana. 27 sierpnia 1860 roku odbyła się uroczystość poświęcenia budynku nowej szkoły ewangelickiej, wzniesionego w pobliżu kościoła, przy ulicy Szkolnej.

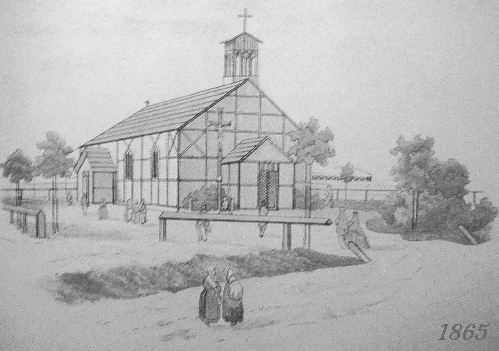
Kościół Niepokalanego Poczęcia Najświętszej Maryi Panny w 1865 roku

W 1860 roku przy placu Wolności poświęcono skromną, tymczasową świątynię rzymskokatolicką wybudowaną przez budowniczego Juliusa Haasego, a posługę duszpasterską sprawował w nim ks. dr Teodor Kremski. Dwa lata później rozpoczęto budowę murowanego kościoła pw. Niepokalanego Poczęcia Najświętszej Maryi Panny według projektu Alexisa Langera w stylu neogotyckim. Nową świątynię poświęcił biskup sufragan wrocławski Adrian Włodarski 20 listopada 1870 roku, a przy niej w 1873 roku erygowano pierwszą katowicką parafię rzymskokatolicką, której proboszczem został ks. Wiktor Schmidt. Kościół tymczasowy przejęła zaś gmina starokatolicka, która przeniosła świątynię w nowe miejsce przy ulicy Sokolskiej.
Pierwsi Żydzi w Katowicach osiedlili się na początku XVIII wieku, a na początku lat 60. XIX wieku było ich już 359, stanowiąc 7,1% mieszkańców Katowic. 4 września 1862 roku poświęcono pierwszą w Katowicach synagogę, która znajdowała się przy skrzyżowaniu ulic 3 Maja i J. Słowackiego, wybudowana według projektu Ignatza Grünfelda w stylu neoromańskim.
Dynamiczny, wieloaspektowy rozwój Katowic wywołał dążenia osiedlonych tutaj niemieckich przemysłowców i handlowców do stworzenia z Katowic ośrodka miejskiego. Głównymi inicjatorami tego projektu byli Friedrich Wilhelm Grundmann – naczelny dyrektor dóbr Tiele-Wincklerów i Richard Holtze. Zachodzące w Katowicach przemiany mieszkająca tutaj ludność chłopska przyjęła z niezadowoleniem, gdyż nie chciała ponosić finansowych kosztów rozwoju wsi, dlatego też rada gminna protestowała przeciwko zmianie wiejskiej ordynacji wyborczej na miejską. Ostatnim polskojęzycznym sołtysem Katowic był Kazimierz Skiba. Pod koniec lat 50. XIX wieku został zmuszony do odejścia ze stanowiska, a nowym sołtysem został Niemiec Louis Troll. Edykt króla pruskiego Wilhelma I Hohenzollerna nadający Katowicom prawa miejskie został wystawiony 11 września 1865 roku w pałacu Babelsberg w Poczdamie, a jeszcze w tym samym roku, 27 października prezydent rejencji opolskiej z obszaru nowego miasta wyodrębnił Brynów, Katowicką Hałdę i Muchowiec, tworząc z tych terenów gminę Brynów.

## Lata 1865–1918

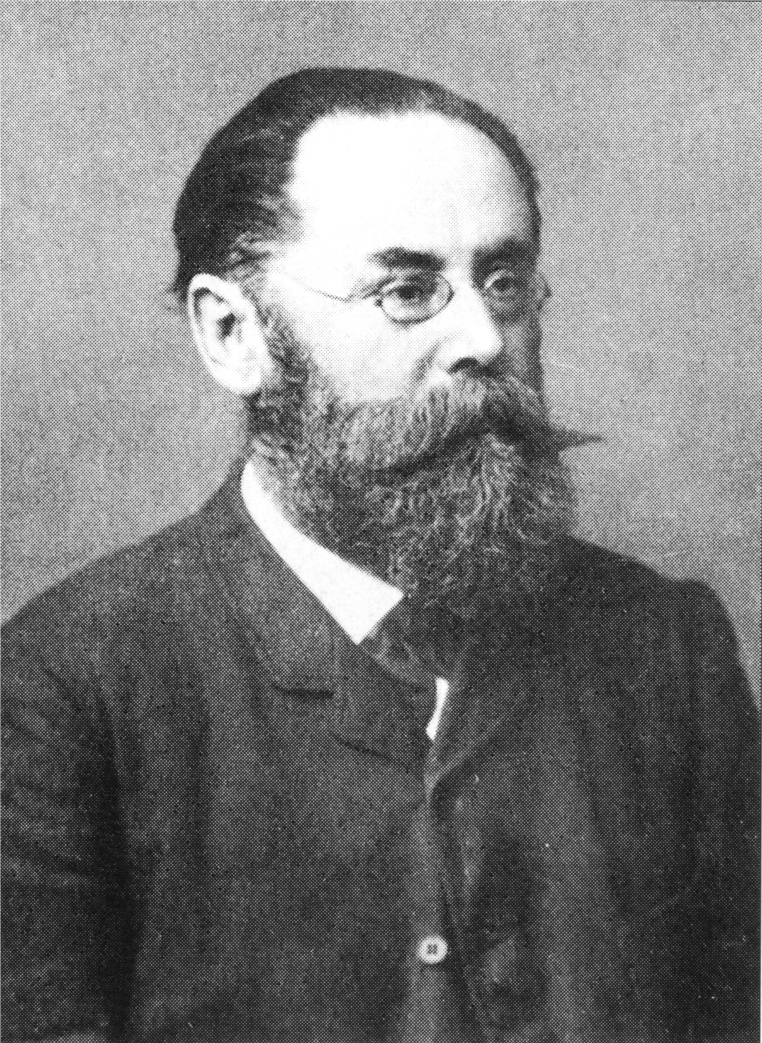
Ricahrd Holtze – pierwszy przewodniczący rady miejskiej Katowic

28 grudnia 1866 roku wprowadzono zarząd miejski. Pierwsza rada miejska składała się z 18 członków, z czego połowę stanowili Żydzi, natomiast pierwszym przewodniczącym rady został Richard Holtze, który tę funkcję sprawował przez kilka kadencji, aż do swojej śmierci w 1891 roku. Pierwszym burmistrzem Katowic został Louis Diebel, a po jego ucieczce ze zdefraudowanymi z kasy magistratu pieniędzmi na to stanowisko wybrano w 1871 roku Oswalda Kernera, który piastował swój urząd do 1873 roku. Kolejnymi burmistrzami Katowic byli kolejno: Otto Rüppel (lata 1874–1889), August Schneider (1890–1902) i Alexander Pohlmann (do 1919 roku). Miastu nie nadano nowego herbu – pozostało nim godło gminne przestawiające młot kuźniczy.
Na mocy ustawy z 27 marca 1873 roku z powiatu bytomskiego wydzielono m.in. powiat katowicki, a Katowice stały się ośrodkiem władz powiatowych. Pierwszym landratem został Hans Hermann von Berlepsch. W 1897 roku Katowicom nadano status powiatu miejskiego, w obrębie którego znalazły się: Bogucice, Dąb, Wełnowiec, Załęże i Zawodzie.
Po nadaniu praw miejskich, w Katowicach powstały nowe urzędy i instytucje. Ulokowały się tu m.in.: Państwowa Dyrekcja Poczt (w 1872 roku), Sąd Okręgowy (w 1882 roku), Górnośląski Związek Przemysłowców Górniczo-Hutniczych (w 1882 roku), Dyrekcja Prusko-Królewskich Kolei Państwowych (w 1895 roku) czy Górnośląska Konwencja Węglowa (w 1898 roku), natomiast dyrekcję górniczą przekształcono w 1889 roku w Katowicką Spółkę Akcyjną dla Górnictwa i Hutnictwa. Swoje filie w Katowicach zakładały też towarzystwa ubezpieczeniowe i banki, a na początku XX wieku Katowice były już ośrodkiem o całkowicie wykrystalizowanej strukturze instytucjonalnej.

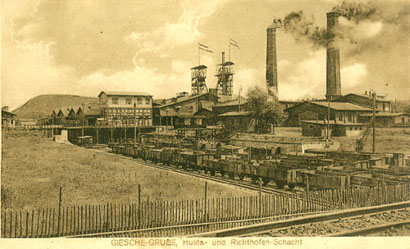
Szyby „Richthofen” („Wilson I”) i „Hulda” („Wilson II”) kopalni „Giesche” (późn. „Wieczorek”) około 1915 roku

Powiększał się też potencjał gospodarczy Katowic i ościennych gmin. Około 1850 roku spółka Georg von Giesches Erben nabyła pola górnicze w Roździeniu i Janowie, na których w 1883 roku powstała skonsolidowana kopalnia węgla kamiennego „Giesche” (późniejszy „Wieczorek”). Spółka akcyjna Hohenlohe-Werke na przełomie lat 1898 i 1899 otwarła w Brynowie największą i najnowocześniejszą wówczas kopalnię – „Oheim” (późniejszy „Wujek”), natomiast w Dębie utworzono w 1905 roku kopalnię „Eminenz” (późniejszy „Gottwald”). Rozwijała się też działalność usługowa i przemysł mający na celu zaspokojenia zarówno potrzeb przemysłu ciężkiego, jak i miejskiej ludności. Już w 1866 roku w samych Katowicach funkcjonowało kilka zakładów przemysłu lekkiego, w tym: wytwórnia impregnacyjna Rütgersa i Lauterbacha, tartak Goldsteina, młyn parowy czy browar Frölicha. W 1868 roku w mieście działało 50 sklepów, 10 restauracji i 3 hotele, a na przełomie XIX i XX wieku było ich ponad 100. W 1895 roku otwarto szpital Spółki Brackiej oraz Łaźnię Miejską, 25 listopada 1897 roku nowy gmach szpitala elżbietanek, a w 1904 roku szpital miejski.

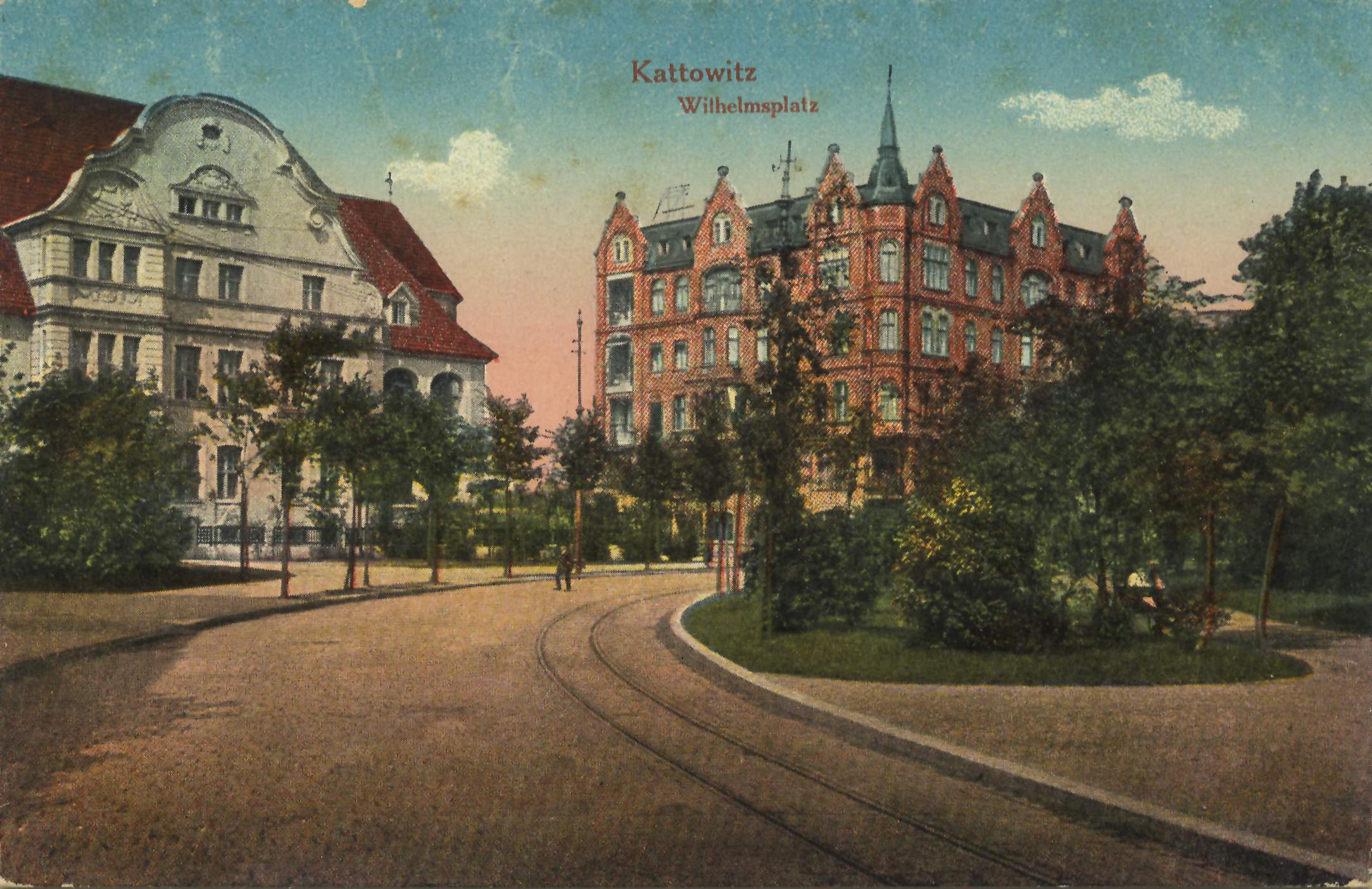
Fragment placu Wolności na widokówce z 1917 roku

Rozwój przemysłu w regionie i rosnąca ranga miasta powodowała stały wzrost liczby ludności. W 1866 roku miasto liczyło 4815 mieszkańców, w tym 3354 katolików, 888 ewangelików i 573 żydów. W 1890 roku mieszkało tutaj ponad 16 tys. osób, a przed wybuchem I wojny światowej liczba ta doszła do 46,5 tys. osób. Równocześnie miasto rozwijało się przestrzennie. Pierwsze obiekty wznoszono w stylu historyzmu, a budownictwo z przełomu XIX i XX wieku powstawało pod wpływem secesji i modernizmu. Plac Wolności stał się jednym z najbardziej reprezentacyjnych miejsc w Katowicach, na którym pod nr. 12a wybudowano willę braci Abrahama i Josepha Goldsteinów. Pośrodku placu w 1898 roku odsłonięto pomnik Dwóch Cesarzy. Wcześniej, bo na przełomie lat 60 i 70. XIX wieku wytyczono ulice po wschodniej stronie miasta, w tym ulicę Mariacką. W latach 70. XIX wieku zabudowa Katowic przekroczyła linię kolejową, a pierwsze obiekty wybudowano m.in. wzdłuż ulic Andrzeja i Mikołowskiej. Przy ulicy Warszawskiej powstało szereg gmachów publicznych, w tym budynek Starostwa Powiatowego. W 1859 roku przy ulicy Dworcowej oddano do użytku nowy dworzec kolejowy, który został rozbudowany na początku XX wieku.

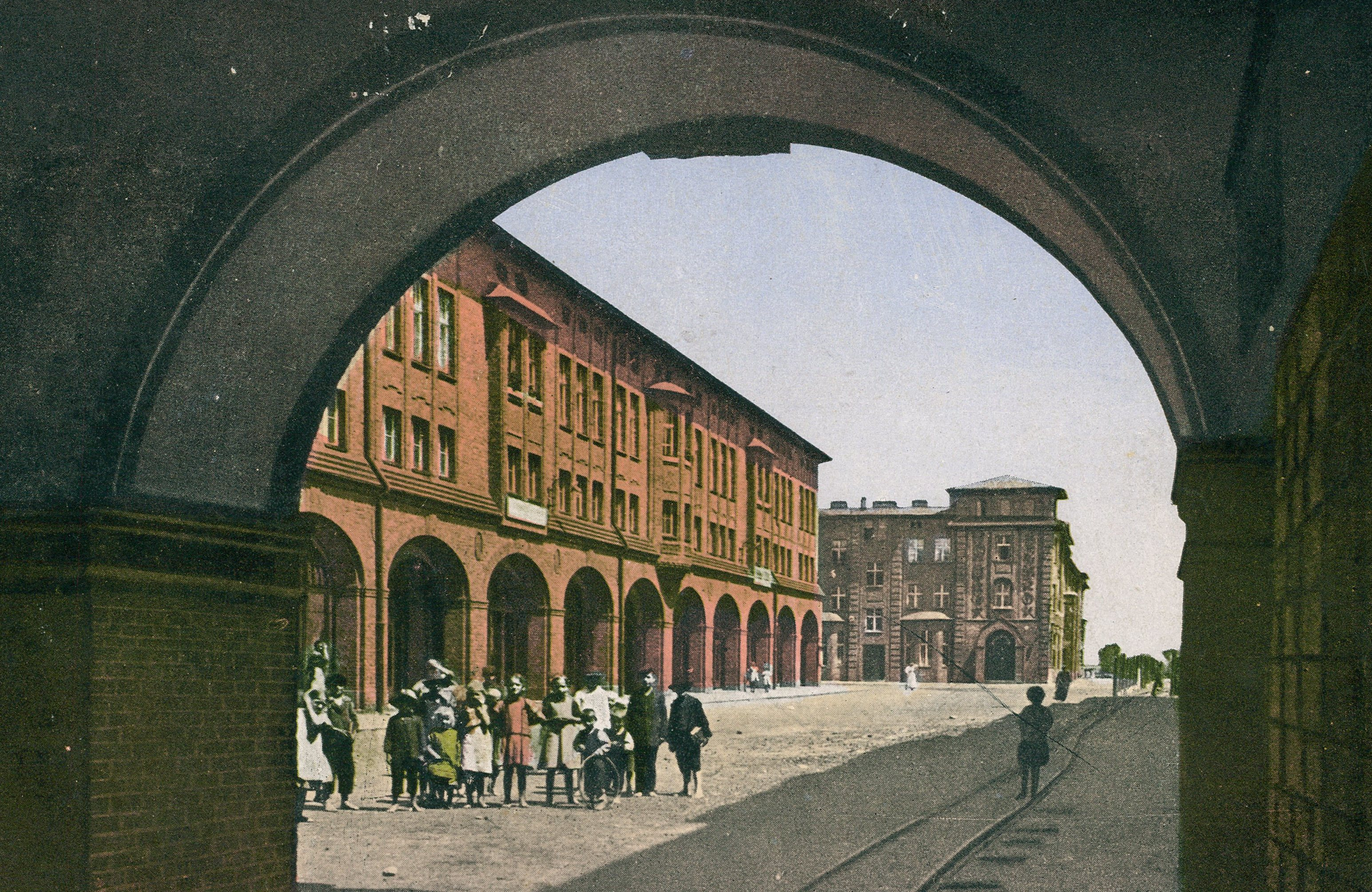
Osiedle Nikiszowiec projektu Emila i Georga Zillmannów w 1912 roku

Poza ówczesnymi Katowicami przy kopalniach i hutach zaczęto budowę osiedli patronackich, w tym w latach 1906–1910 Giszowca czy wznoszonego etapami w latach 1908–1924 Nikiszowca – obydwa projektu Emila i Georga Zillmannów.
Dla licznie napływającej do Katowic ludności należało także od podstaw zbudować infrastrukturę komunalną i socjalną. W 1863 roku rodzina Kremskich zbudowała w mieście gazownię, a w 1898 roku miasto podpisało umowę na dostawę energii elektrycznej. W latach 1887–1897 Katowice wspólnie z Załężem korzystały z wody dostarczanej z kopalni „Cleophas”, a po nieprzedłużeniu umowy na dalszą dostawę postanowiono wykorzystać wodę z zatopionej kopalni „Rosalie” w Dąbrówce Wielkiej, lecz nie zaspokajało to w pełni potrzeb miasta. W latach 1905–1907 Katowice jako pierwsze miasto na Górnym Śląsku otrzymały mechaniczną i biologiczną oczyszczalnię ścieków. Z rozwojem miasta wiązało się także powstanie sieci tramwajowej. Miasto było jednym z pionierów w tej dziedzinie – w 1896 roku uruchomiono linię parowej kolejki wąskotorowej z Katowic do Laurahuty, a rok później do Dębu. W 1898 roku na tych trasach uruchomiono linie tramwajowe z trakcją elektryczną, a w następnych latach powstały też linie przez Załęże do Hajduk Wielkich, przez Szopienice do Mysłowic i z Rynku do parku T. Kościuszki.

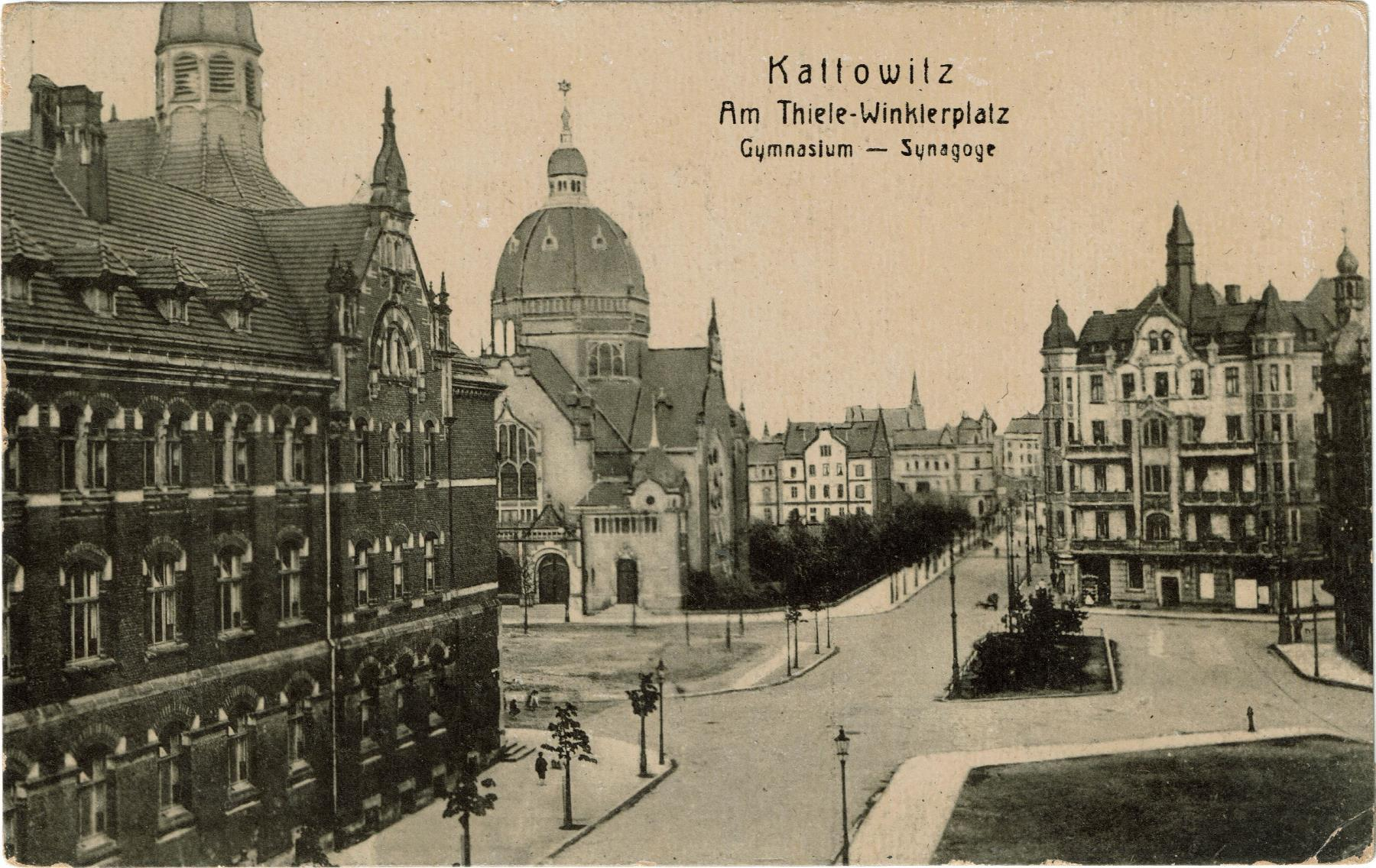
Fragment współczesnej ulicy A. Mickiewicza w 1910 roku; po lewej stronie fragment ówczesnego gmachu gimnazjum miejskiego

Pod koniec XIX wieku w mieście funkcjonowało 5 szkół ludowych, szkoła dokształcająca i szkoła średnia. W 1864 roku powstała pierwsza szkoła prywatna dla dziewcząt z siedzibą przy obecnej ulicy Młyńskiej. W 1875 roku stała się ona placówką miejską, a w 1901 roku przeniesiono ją do budynku przy ulicy 3 Maja i przekształcono w liceum. Wcześniej, bo 9 października 1871 roku otwarto w mieście gimnazjum miejskie, dla którego w latach 1872–1873 wzniesiono budynek przy ulicy 3 Maja, a w latach 1898–1900 roku nowy, neorenesansowy gmach przy ulicy A. Mickiewicza.

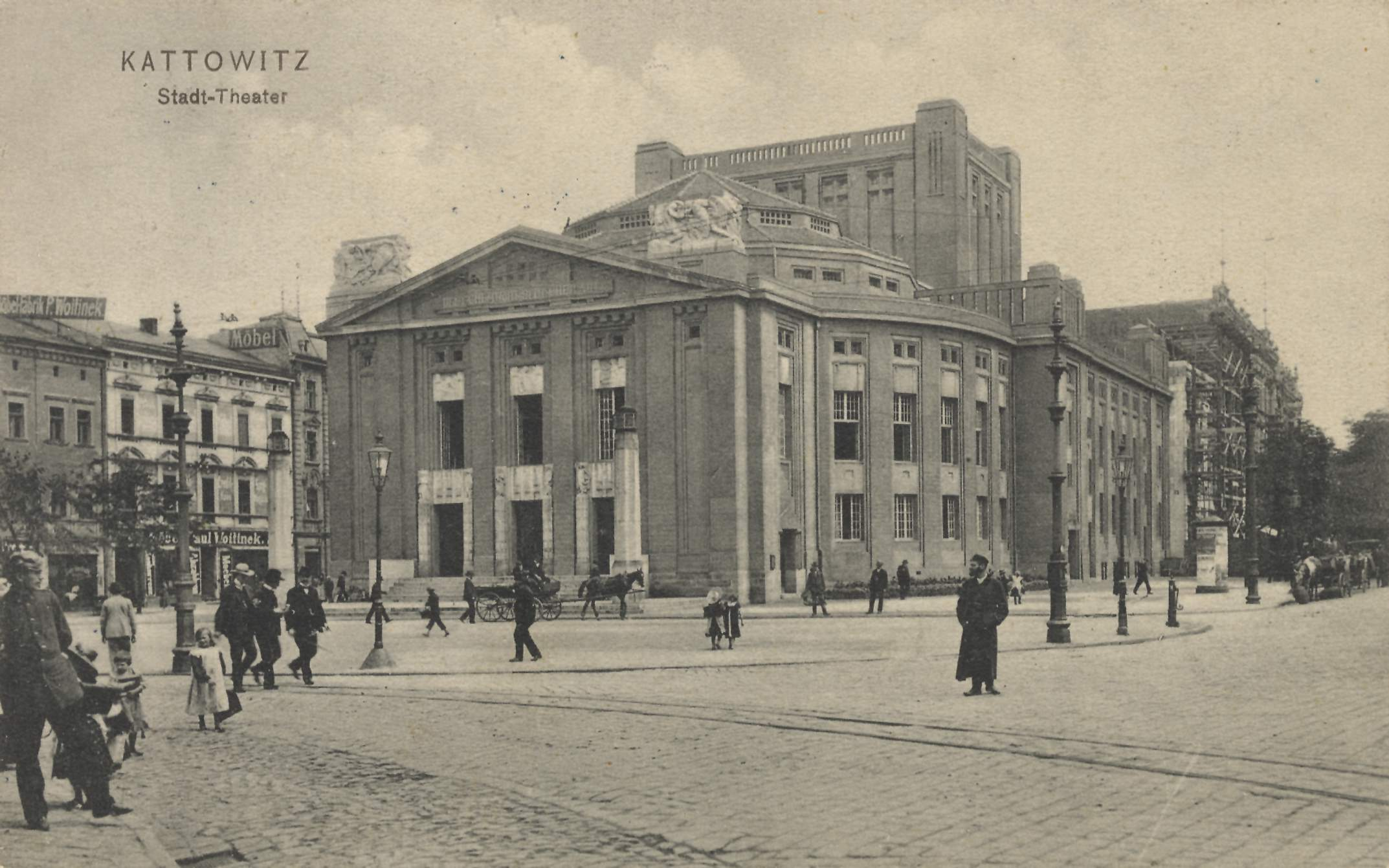
Gmach obecnego Teatru Śląskiego im. S. Wyspiańskiego w Katowicach na przedwojennej pocztówce

W Katowicach w drugiej połowie XIX i na początku XX wieku nastąpiła intensyfikacja życia kulturalnego. W 1883 roku powstał utworzony przez Oskara Meistera chór mieszany – Towarzystwo Śpiewacze. Jego koncerty odbywały się w wybudowanej w latach 70. XIX wieku przy ulicy Sokolskiej Reichshalle – późniejszej siedziby Filharmonii Śląskiej im. H.M. Góreckiego. W mieście tworzyli artyści malarze, w tym m.in. Max Odoy, który w 1908 roku miał w Katowicach pierwszą indywidualną wystawę swoich prac i studiów. W październiku 1907 roku działalność zainaugurował Teatr Miejski – późniejszy Teatr Śląski im. S. Wyspiańskiego w Katowicach, wystawiając premierę sztuki Wilhelm Tell Friedricha Schillera. W pierwszych latach XX wieku w Katowicach powstały pierwsze kina, z których najstarszym było prawdopodobnie „Coloseum”, mieszczące się przy ulicy 3 Maja. Największym dziennikiem wydawanym przed I wojną światową w Katowicach był Kattowitzer Zeitung.
Mieszkająca w Katowicach ludność niemiecka należała do wielu organizacji politycznych i społecznych, których na początku XX wieku było w mieście około 60. Szczególną aktywnością wyróżniał się Związek Kresów Wschodnich, dla którego przeznaczano środki finansowe na rozbudowę instytucji kultury. Ważnym organizatorem stowarzyszeń w mieście był Richard Holtze, z którego inicjatywy powstały m.in.: Męskie Towarzystwo Gimnastyczne, Towarzystwo Muzyczne, Towarzystwo Obywatelskie, Bractwo Kurkowe i inne. Dodatkowo założył on wraz z Salomonem Hammerem lożę wolnomularską Zum Licht im Osten, do której należeli ludzie odgrywający znaczącą rolę w mieście.

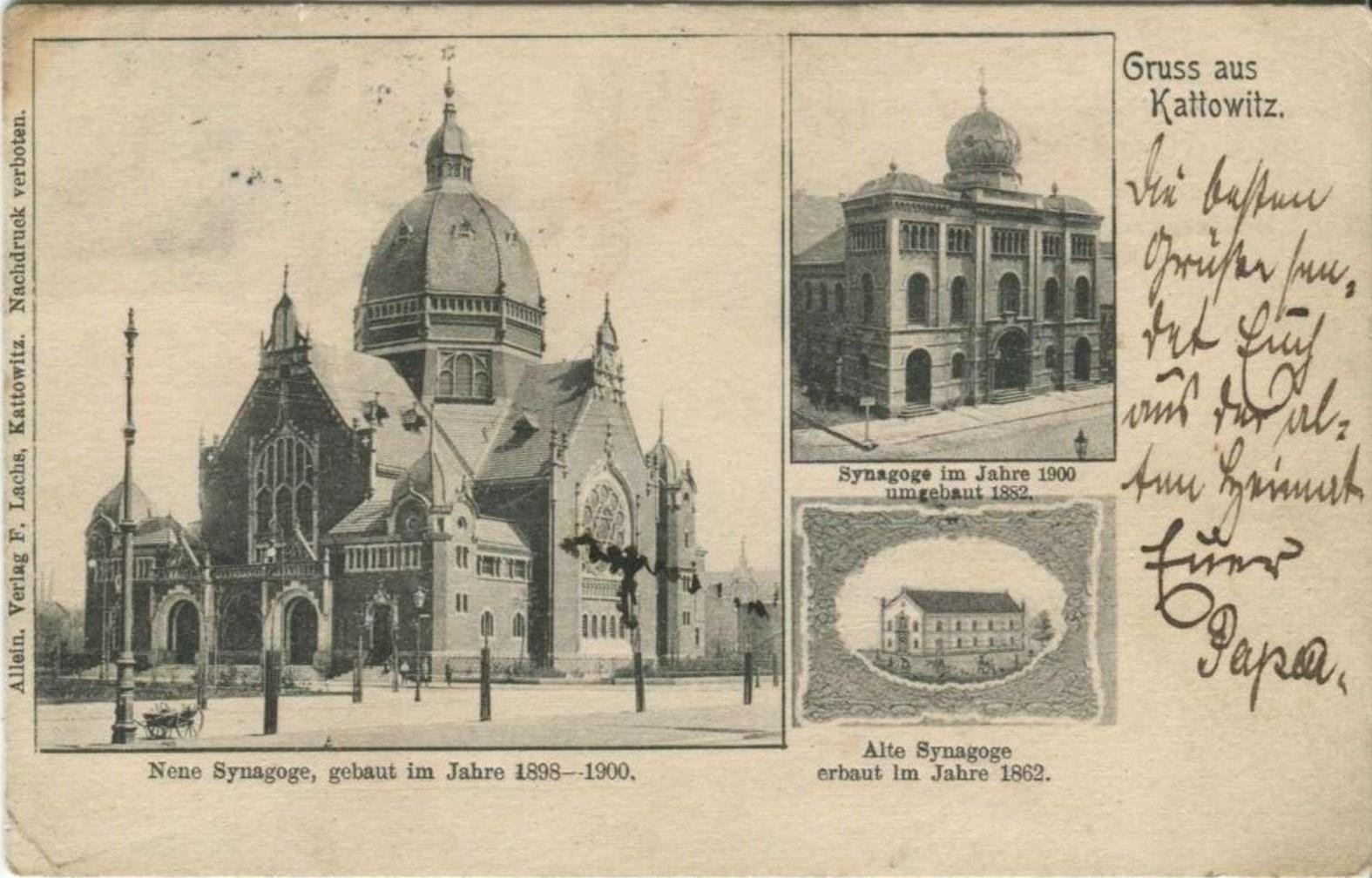
Pocztówka przedstawiająca katowickie synagogi: u góry po prawej Stara Synagoga po przebudowie, po lewej Synagoga Wielka (1901)

W drugiej połowie XIX wieku wśród części ludności Górnego Śląska obudziła się polska świadomość narodowa, której początki sięgają Wiosny Ludów. Pierwsze polskie organizacje powstały przy parafiach rzymskokatolickich, w tym założone przez ks. Rudolfa Lubeckiego Kółko Katolickie, działające w latach 1869–1881. Na wzrost świadomości narodowej wpływ miało także propagowanie czytelnictwa polskich książek i gazet, a także działalność Towarzystwa Gimnastycznego „Sokół”. Pierwsze gniazdo „Sokoła” w Katowicach powstało w 1896 roku, a dwa lata później w Szopienicach i Roździeniu. Rozwijał się amatorski ruch teatralny, a na przełomie XIX i XX wieku na Górnym Śląsku masowo powstawały polskie chóry, w tym m.in. w Katowicach, Bogucicach, Załężu, Szopienicach czy Dębie. Od 1910 roku towarzystwa śpiewacze były zrzeszone w Związku Śląskich Kół Śpiewaczy. W 1914 roku działało w Katowicach łącznie 20 legalnych organizacji polskich zrzeszających 1850 członków, a Katowice wraz z okolicznymi gminami przed wybuchem I wojny światowej stanowiły drugi po Bytomiu ośrodek polskiego ruchu narodowego.

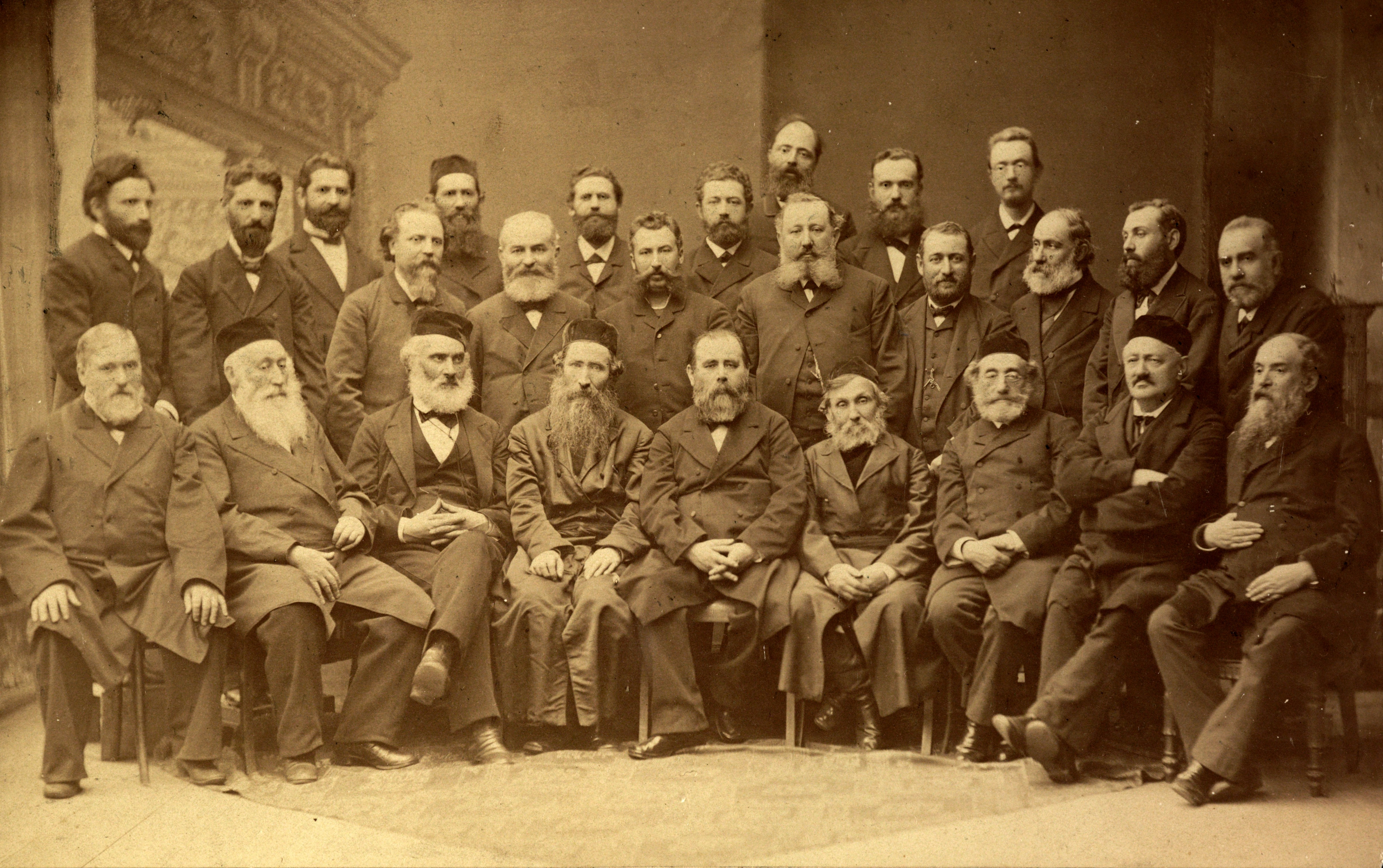
Delegaci na konferencji w Katowicach w 1884 roku

W 1866 roku powołano gminę żydowską w Katowicach, do której przynależeli też wierni z Brynowa i Katowickiej Hałdy. Pierwszym przewodniczącym gminy został Heimann Fröhlich, a pierwszym rabinem Jacob Cohn. Dotychczasowa synagoga z biegiem lat okazała się zbyt mała, dlatego przy ulicy A. Mickiewicza wzniesiono nową, którą otwarto w 1900 roku. Wybudowana została w stylu neorenesansowym z elementami neogotyku. Wcześniej, bo w listopadzie 1884 roku odbyła się w Katowicach pierwsza na świecie konferencja przedstawiciel ruchu Miłośnicy Syjonu, w której zdecydowano o powołaniu organizacji mającej na celu zajęciem się osadnictwem w Palestynie.
W nocy z 3 na 4 marca 1896 roku w jednym z szybów kopalni „Cleophas” w Załężu doszło do pożaru, w wyniku którego śmierć poniosło 104 górników. Dla ich upamiętniania górnicy i mieszkańcy Załęża ufundowali kościół ukończony w 1900 roku według projektu Ludwiga Schneidera. 27 kwietnia 1902 roku kardynał Georg von Kopp poświęcił kościół pw. śś. Apostołów Piotra i Pawła, który w latach 1925–1957 pełnił rolę kościoła katedralnego.
W czasie I wojny światowej w górnośląskim przemyśle panowała dobra koniunktura dzięki zapotrzebowaniu na stal potrzebną do produkcji zbrojeniowej, lecz brakowało pracowników z uwagi na powołania do armii. Jednocześnie od początku działań wojennych władze niemieckie zastosowały zwiększone środki bezpieczeństwa wobec miejscowej ludności m.in. poprzez rozwiązanie prawie wszystkich polskich organizacji narodowych. W 1916 roku w Katowicach powstała rejonowa komenda Policji Bezpieczeństwa (niem. Sicherheitspolizei).

## Powstania śląskie i plebiscyt

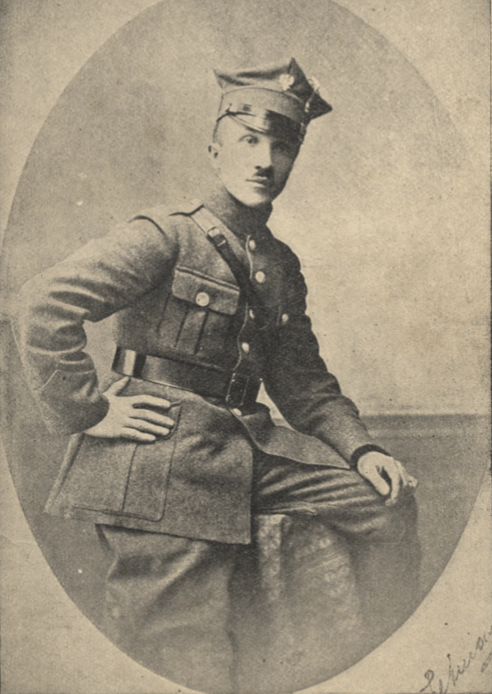
Józef Grzegorek – naczelnik Polskiej Organizacji Wojskowej Górnego Śląska

Jesienią 1918 roku wraz z napływającymi wieściami o zbliżającej się klęsce Niemiec nastąpił wzrost nastrojów propolskich na Górnym Śląsku. Przystąpiono do tworzenia polskich rad ludowych, a jedne z pierwszych ukonstytuowały się 13 listopada 1918 roku w Giszowcu i Załężu. Dodatkowo zwycięskie dla Polaków powstanie wielkopolskie przyspieszyło powołanie organizacji wojskowej na Górnym Śląsku. 11 stycznia 1919 roku w Katowicach zawiązał się Główny Komitet Wykonawczy Polskiej Organizacji Wojskowej Górnego Śląska pod przewodnictwem Józefa Grzegorzka, który miał na celu przygotowanie do powstania.
28 czerwca 1919 roku podpisano traktat pokojowy z Niemcami, który zapowiedział m.in. przeprowadzenie na Górnym Śląsku plebiscytu w sprawie przynależności państwowej regionu. Postanowienie to spowodowało niepokoje wśród zamieszkujących ten region Polaków. W kilku miejscach powiatu katowickiego uchwalono rezolucje wskazujących na lekceważenie woli rdzennej ludności regionu, członkowie murckowskiego gniazda „Sokoła” zaczęli przygotowania do rozpoczęcia zbrojnego powstania, a na terenie wielu kopalń i hut doszło do robotniczych wystąpień. W Katowicach 6 lipca 1919 roku odbył się protest, w którym uczestniczyło 15 tys. osób. Działania te spotkały się z odwetem Niemców.

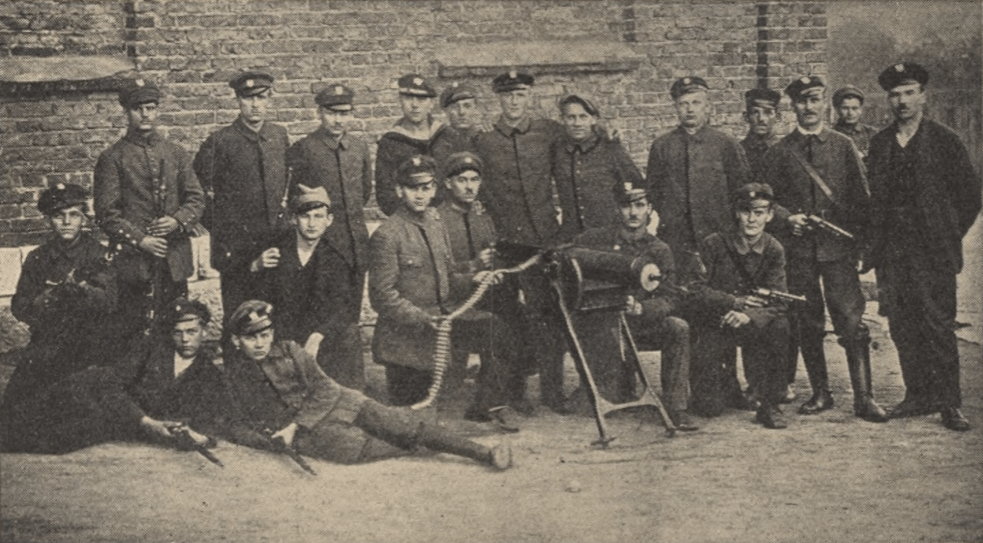
Oddział powstańców śląskich w Bogucicach podczas I powstania śląskiego (1919 rok)

11 sierpnia 1919 roku górnicy górnośląskich kopalń rozpoczęli strajk, w których uczestniczyło 80% pracowników wszystkich okolicznych zakładów wydobywczych. Cztery dni później doszło do krwawych starć załogi kopalni „Mysłowice” z oddziałami Grentschutzu, a kiedy wieść o tych wydarzeniach się rozeszła, w nocy z 16 na 17 sierpnia 1919 roku wybuchło I powstanie śląskie. Oddziały powstańców z Bogucic pod dowództwem Tomasza Kotlorza zamknął drogi na Katowice i wraz z oddziałami z Dąbrówki Małej pod dowództwem Edwarda Dziekana utrzymywali oni swoje pozycje przez trzy dni. W Nikiszowcu powstańcom po dowództwem Teodora Chrószcza udało się rozbić Grentschutz i przejąć broń. Walki tam trwały do 20 sierpnia. W Szopienicach oddział Piotra Łyszczaka rozbroił kwaterujący tam oddział niemiecki. Pluton Jana Żychonia z Ochojca zajął bez walki stację kolejową w Ligocie. W tym okresie w Katowicach Niemcy skoncentrowali główne posiłki i stąd podejmowali uderzenia przeciw powstańcom operującym w regionie. Po tygodniu ciężkich walk powstańcy zostali wyparci z terenów Górnego Śląska i 24 sierpnia 1919 roku komendant Polskiej Organizacji Wojskowej Alfons Zgrzebniok podjął decyzję o przerwaniu dalszych akcji zbrojnych. Władze niemieckie natychmiast po odzyskaniu kontroli nad miejscowościami objętymi działaniami zbrojnymi zaczęły przeprowadzać rewizje i aresztowania, a także rozpoczęły się prześladowania ludności polskiej.

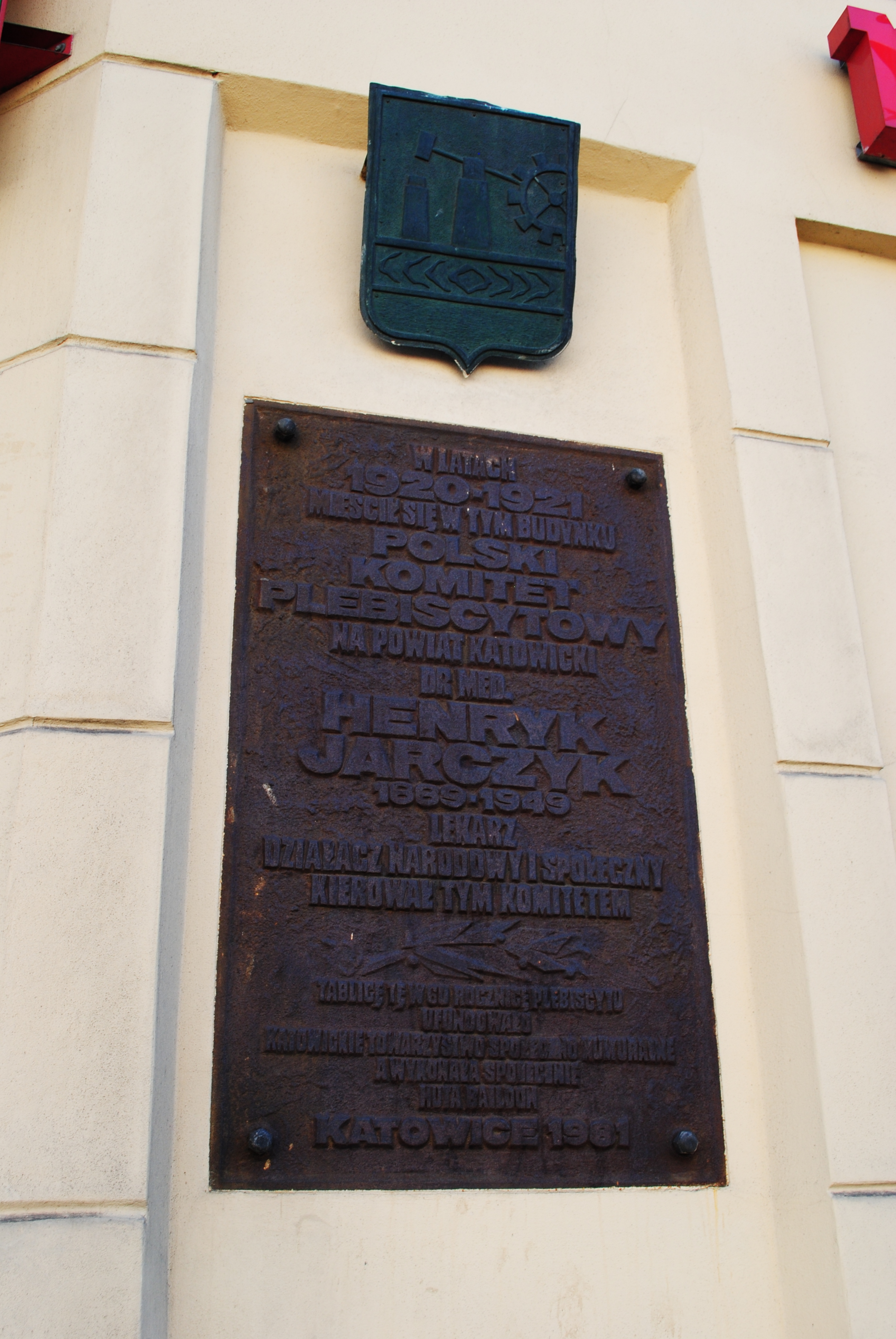
Tablica na fasadzie d. hotelu „Deutsches Haus” upamiętniające miejsce funkcjonowania w latach 1920–1921 Polskiego Komisariatu Plebiscytowego w Katowicach

Na mocy traktatu wersalskiego w styczniu 1920 roku na Górny Śląsk przybyły wojska francuskie, włoskie i angielskie. Miesiąc później, 11 lutego 1920 roku władzę na obszarze plebiscytowym objęła Międzysojusznicza Komisja Rządząca i Plebiscytowa, którą kierował gen. Henri Le Rond. Do przeprowadzenia kampanii plebiscytowej polska strona powołała Polski Komisariat Plebiscytowy z siedzibą w Bytomiu. Katowicka filia mieściła się w hotelu „Deutsches Haus” i kierował nią działacz narodowy Henryk Jarczyk. Niemcy natomiast główną siedzibę komisariatu plebiscytowego (niem. Plebiszitkomissariat für Deutschland) ulokowali w Katowicach. W tym czasie w samych Katowicach Niemcy stanowili większość mieszkańców, a Polaków zwalniano z pracy i zmuszano do głosowania za Niemcami. Dodatkowo klęski Polski w wojnie z bolszewikami w połowie 1920 roku wzmogły polityczny nacisk Niemiec na arenie międzynarodowej, wysuwając w lipcu 1920 roku na konferencji w Spa żądanie pozostawienia im całego Górnego Śląska w zamian m.in. za spłatę odszkodowań wojennych. Odrzucenie tych postulatów zmieniło metody osiągnięcia celu – utrzymanie Górnego Śląska siłą. 17 sierpnia 1920 roku rozpoczęły się trwające dwa dni krwawe wystąpienia antypolskie i antyfrancuskie, w wyniku których m.in. został zamordowany polski działacz narodowy Andrzej Mielęcki. Zaatakowano taż siedzibę Polskiego Komitetu Plebiscytowego, w którym Henryk Jarczyk został dotkliwie pobity.
Powyższe wydarzenia były jedną z przyczyn wybuchu w nocy z 18 na 19 sierpnia 1920 roku II powstania śląskiego, podczas którego oddziały rozjemcze ogłosiły w Katowicach stan oblężenia. Pierwsze starcie zbrojne w rejonie Katowic nastąpiło już 18 sierpnia 1920 roku, a zapoczątkowała je kompania szturmowa Polskiej Organizacji Wojskowej w Szopienicach pod dowództwem Jana Stanka, rozbrajając miejscowy posterunek policji i organizując obronę. Podobne akcje rozpoczęły się w Zawodziu, Bogucicach, Dąbrówce Małej i Janowie. Powstańcy kolejno zdobywali m.in.: Roździeń, Wełnowiec, Dąb, Murcki, Giszowiec i innej okoliczne osady, a do szczególnie zaciętych walk doszło w Wełnowcu, Bogucicach i Dębie. 22 sierpnia cały powiat katowicki był już w rękach powstańców, a z uwagi na stacjonujące w Katowicach wojska francuskie i zakaz starć z oddziałami sojuszniczymi powstańcy nie zdobywali miasta, ale zostało ono otoczone kordonem posterunków powstańczych. 25 sierpnia komendant Polskiej Organizacji Wojskowej Alfons Zgrzebniok w porozumieniu z Wojciechem Korfantym wydał rozkaz o zakończeniu powstania z uwagi na przyjęcie polskich warunków.

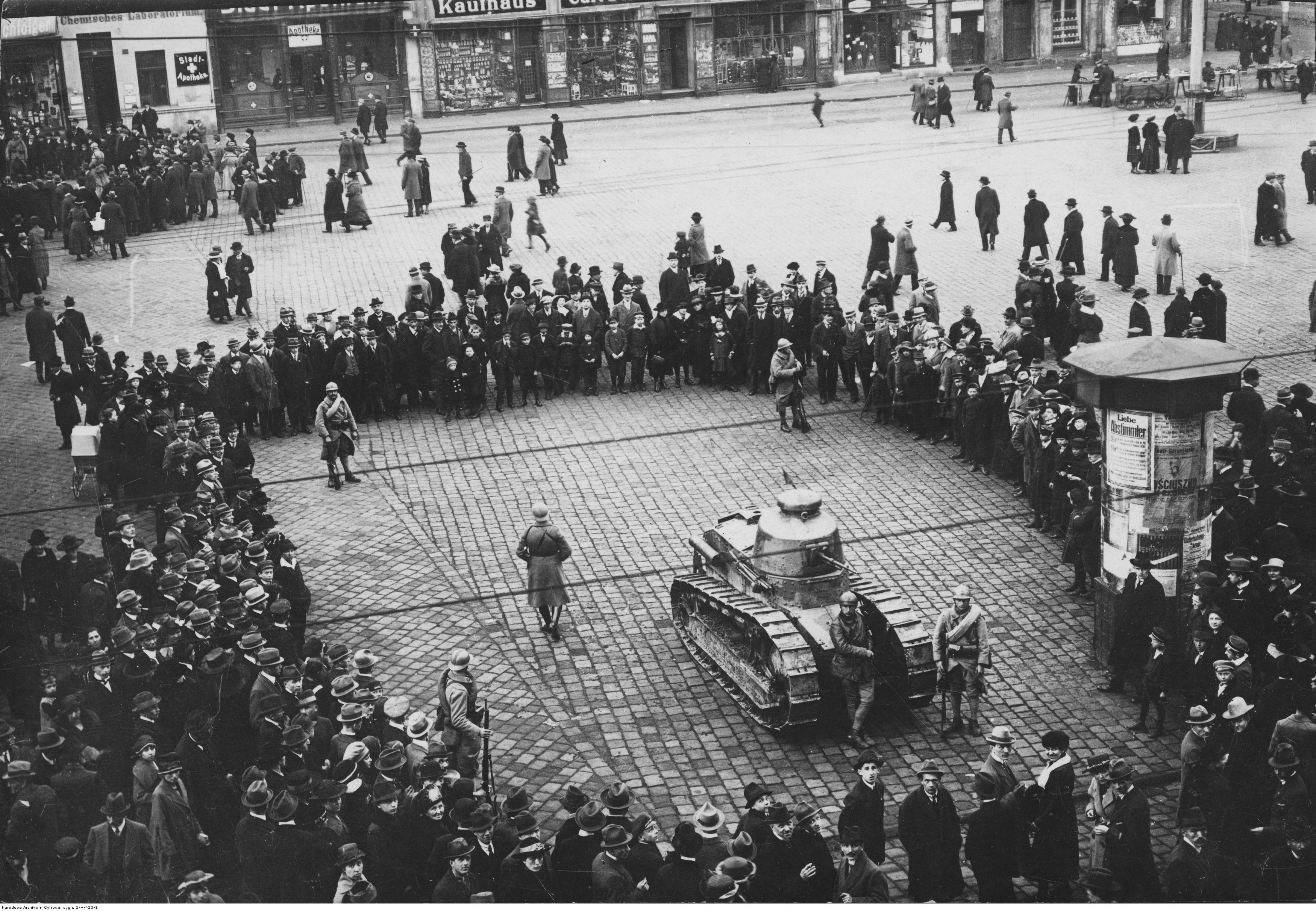
Posterunek francuski na katowickim Rynku w marcu 1921 roku

Plebiscyt odbył się 20 marca 1921 roku. W okręgu wyborczym Katowice, który objął powiat i miasto Katowice, 51,9% wyborców opowiedziało się za pozostaniem w Niemczech, z czego w samym mieście Katowice 85,4%. W powiecie katowickim 44,4% głosujących odpowiedziało się za Niemcami, a 55,6% za Polską, a w samych Katowicach za Polską było 14,6% głosujących. Frekwencja w mieście sięgnęła poziomu 95%, a w powiecie 98%.
Na wieść o planach niekorzystnego dla Polski podziału Górnego Śląska, w nocy z 2 na 3 maja 1921 roku doszło do wybuchu III powstania śląskiego. Jego dyktatorem został Wojciech Korfanty, a kwaterę Naczelnej Komendy Wojsk Powstańczych zlokalizowano w Szopienicach. Dzięki dobremu przygotowaniu i zaskoczeniu oddziałów niemieckich powstańcy opanowali część obszaru plebiscytowego aż po Odrę. Na terenie powiatu katowickiego działało bardzo silne ugrupowanie powstańcze liczące 5 tys. osób pod dowództwem kpt. Adama Kocura i por. Walentego Fojkisa. Batalion Rudolfa Niemczyka 3 maja o świcie opanował Katowice, ale na żądanie wojsk francuskich został zmuszony do wycofania się z miasta. Dzień później ponownie zajęto Katowice, ale na wezwanie wojsk alianckich powstańcy opuścili miasto, otaczając je szczelnie gęstą siecią posterunków. Powstańcy opanowali natomiast okoliczne miejscowości i sytuacja w regionie Katowic aż do końca powstania nie uległa zmianie. Większa część powstańców wyruszyła na front nad Odrę, walcząc m.in. o Kędzierzyn i Górę Świętej Anny.

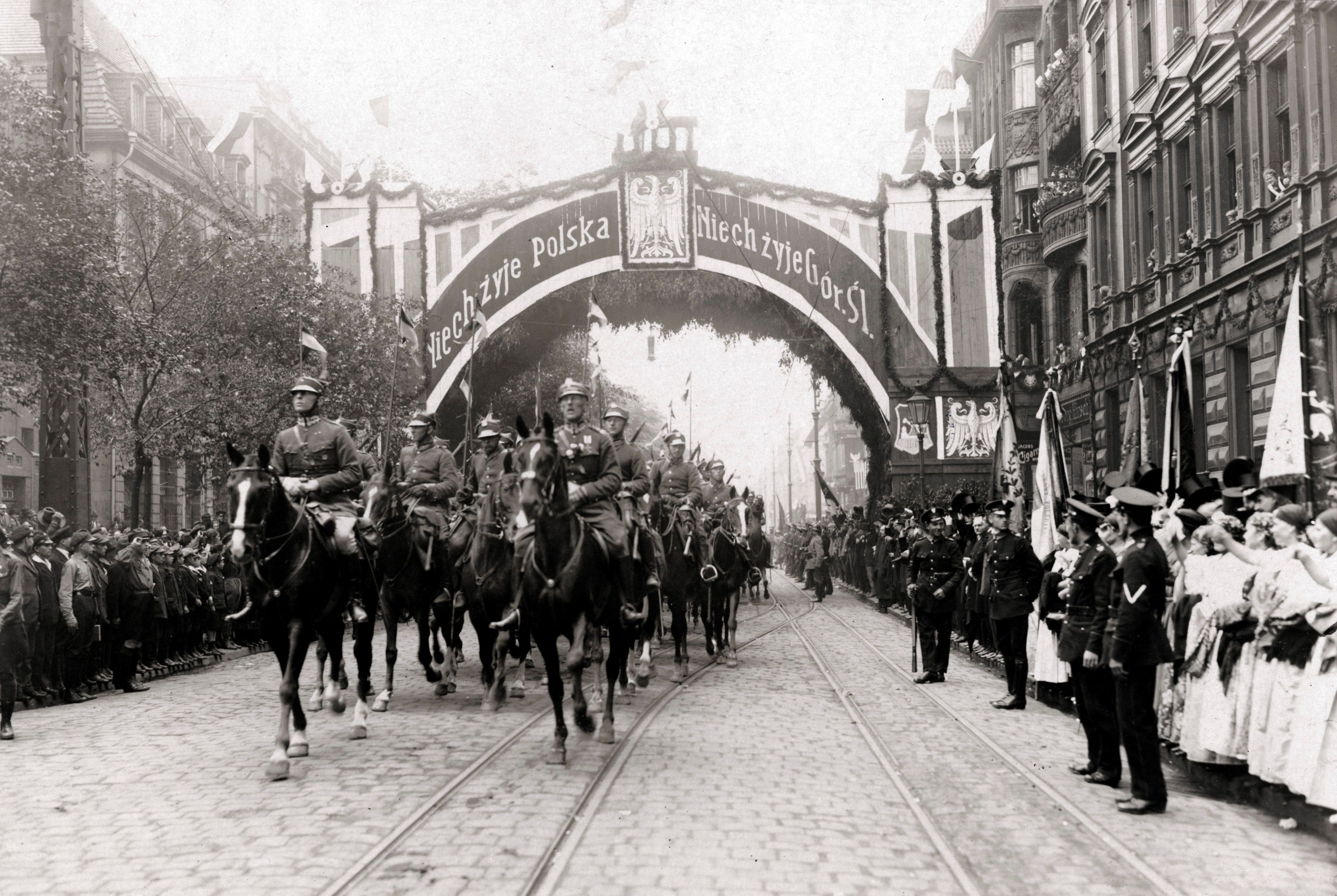
Uroczystość wkroczenia do Katowic polskich wojsk 20 czerwca 1922 roku

W ostateczności o podziale Górnego Śląska zadecydowała Rada Ligi Narodów 12 października 1921 roku, a 15 maja 1922 roku została podpisana Polsko-Niemiecka konwencja w sprawie Górnego Śląska, zwana później konwencją genewską. Po stronie polskiej znalazł się m.in. cały obszar współczesnych Katowic. 19 czerwca 1922 roku odbyło się oficjalne przekazanie miasta przez przedstawiciela Międzysojuszniczej Komisji Rządzącej i Plebiscytowej na Górnym Śląsku mjr. Salerona burmistrzowi Katowic Alfonsowi Górnikowi i jeszcze tego samego dnia mieszkańcy Katowic żegnali wojska francuskie. W imieniu władz polskich w uroczystościach pożegnalnych na Rynku wziął udział wojewoda śląski Józef Rymer. Dla ich upamiętnienia Emmastrasse w 1923 roku przemianowano na ulicę Francuską.
20 czerwca 1922 roku do Katowic przez Szopienice, Roździeń, Burowiec i Zawodzie wkroczyli żołnierze polscy pod dowództwem gen. broni Stanisława Szeptyckiego. Na moście granicznym w Szopienicach przyszli ich przywitać przedstawiciele władz i duchowieństwa, w tym Józef Rymer, Wojciech Korfanty czy delegat biskupi na Górnym Śląsku ks. Jan Kapica. U bram Katowic polskie oddziały witał burmistrz Alfons Górnik oraz przewodniczący rady miejskiej Max Reichel. Główne uroczystości powitalne odbyły się na Rynku, a obchody przyłączenia części Górnego Śląska do Polski trwały do 16 lipca, kiedy to w obecnym parku T. Kościuszki oficjalnie podpisano akt przejęcia Górnego Śląska przez Polskę.

## Lata międzywojenne

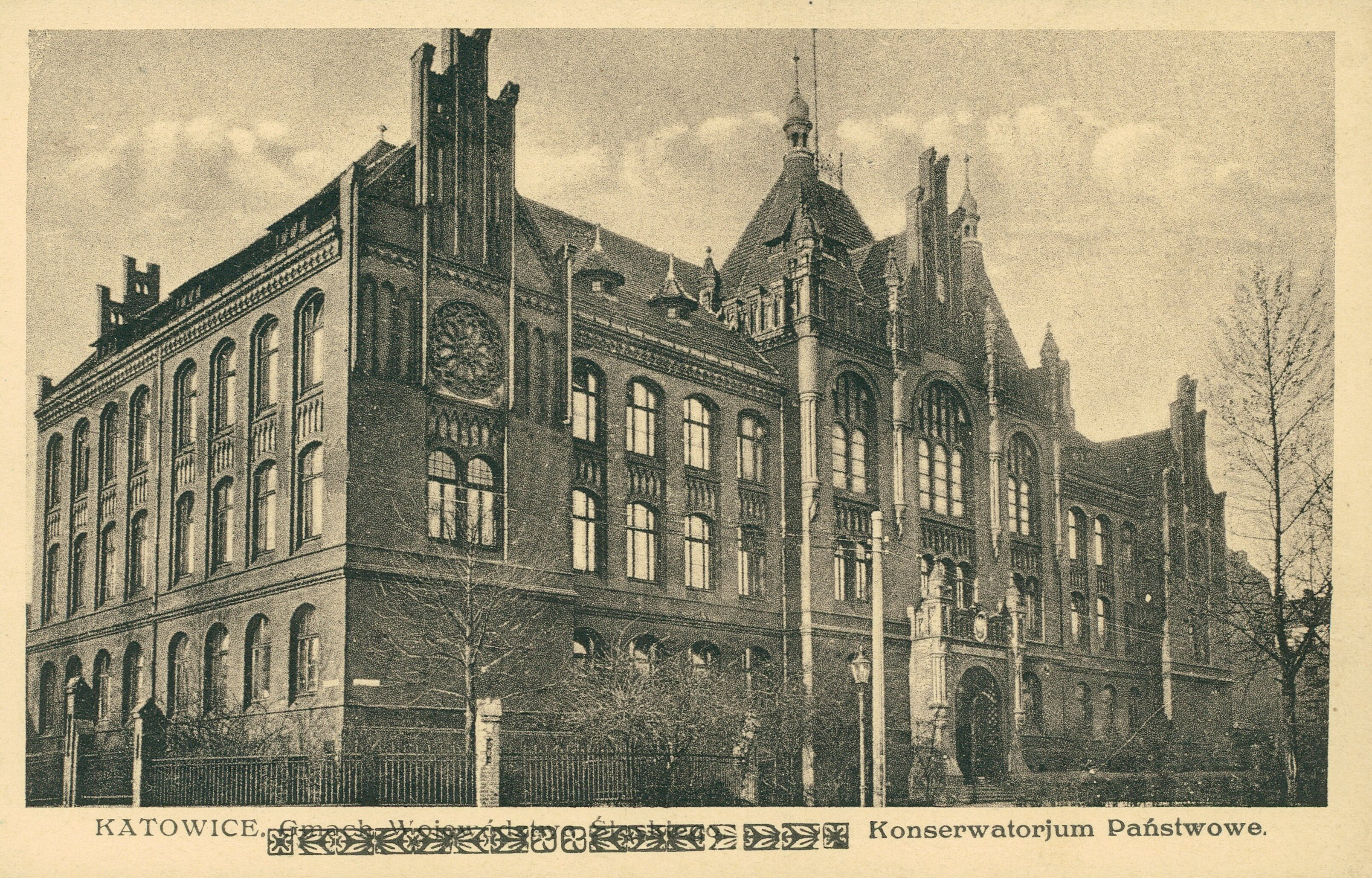
Gmach szkoły budowlanej – pierwsza siedziba Sejmu Śląskiego na pocztówce z lat międzywojennych

Katowice w 1922 roku stały się stolicą autonomicznego województwa śląskiego, a pomysł jego utworzenia zrodził się jeszcze w okresie plebiscytu. Sejm Śląski stał się ustrojowym wyrazem autonomii i posiadał bardzo szerokie uprawnienia. Inauguracja I kadencji odbyła się 10 października 1922 roku w gmachu dawnej szkoły budowlanej przy ulicy Wojewódzkiej. Marszałkiem Sejmu Śląskiego I kadencji został Konstanty Wolny. Wybór Katowic na stolicę województwa śląskiego spowodował znaczny wzrost rangi miasta i był podstawowym czynnikiem jego rozwoju w latach międzywojennych. Rozbudowa aparatu administracji państwowej i gospodarczych instytucji kierowniczych wiązała się z napływem kadr urzędniczych do Katowic, co jednocześnie pobudzało rozwój handlu, rzemiosła i usług.

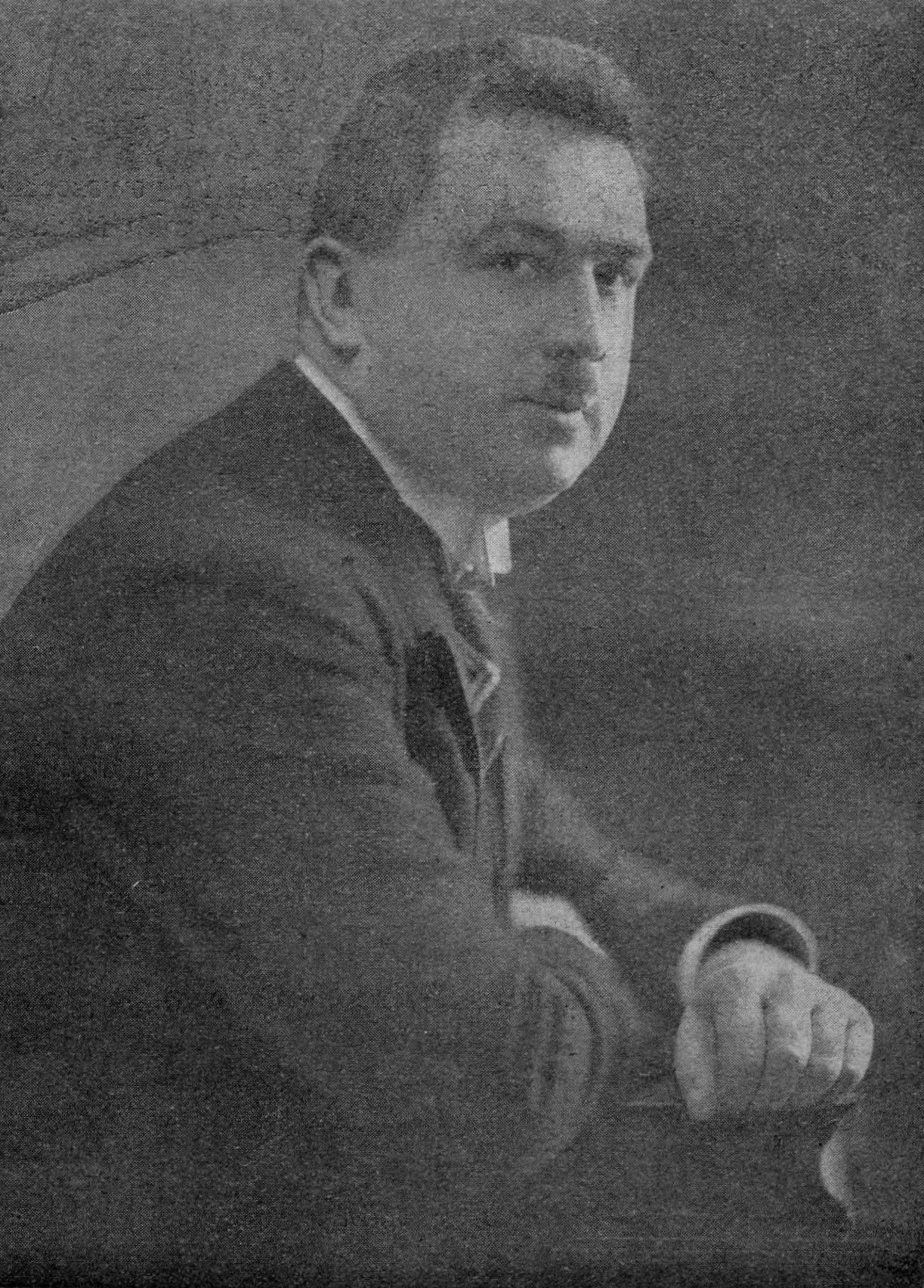
Alfons Górnik – pierwszy prezydent miasta Katowice (1922–1928)

Pierwszym burmistrzem miasta został Alfons Górnik, który objął swoje nowe obowiązki 6 lutego 1922 roku, a 30 maja 1928 roku na prezydenta wybrano Adama Kocura. Siedzibą władz miejskich był gmach przy ulicy Pocztowej 2, a w 1931 roku oddano do użytku biurowiec magistratu przy ulicy Młyńskiej 4 – późniejsza siedziba Urzędu Miasta Katowice. W latach międzywojennych długoletnim prezesem rady miejskiej był Jan Piechulek.
Życie społeczno-polityczne Katowic lat międzywojennych było wypadkową działających tutaj partii politycznych, towarzystw i związków reprezentujących interesy osób narodowości polskiej, niemieckiej i żydowskiej. Funkcjonowały tutaj partie o różnych orientacjach, które miały swoją reprezentację w Sejmie Śląskim oraz w Sejmie Rzeczypospolitej Polskiej, w tym m.in.: Chrześcijańska Demokracja, Polskie Stronnictwo Ludowe, Polska Partia Socjalistyczna, Narodowa Partia Robotnicza, Deutsche Partei, Niemiecka Socjalistyczna Partia Pracy w Polsce, Partia Żydowska czy Narodowo-Chrześcijańskie Zjednoczenie Pracy. Swobodny rozwój życia społeczno-politycznego mniejszości niemieckiej gwarantowała konwencja genewska.
Podział Górnego Śląska spowodował konieczność reorganizacji administracji kościelnej. W 1921 roku kuria wrocławska ustanowiła dla plebiscytowej części regionu osobną delegaturę biskupią i powierzyła ją ks. prałatowi Janowi Kapicy, co stało się początkiem do powołania samodzielnego biskupstwa. Watykan w 1922 roku ustanowił w Katowicach Administrację Apostolską dla Śląska Polskiego. 28 października 1925 roku na mocy bulli papieskiej Vixdum Poloniae Unitas utworzono diecezję katowicką, a jej obszar pokrywał się z terenem województwa śląskiego. Pierwszym biskupem katowickim został ks. August Hlond. Funkcję tymczasowej katedry pełnił kościół śś. Apostołów Piotra i Pawła, a 5 czerwca 1927 roku rozpoczęto budowę katedry i obiektów kurii biskupiej projektu Zygmunta Gawlika i Franciszka Mączyńskiego.

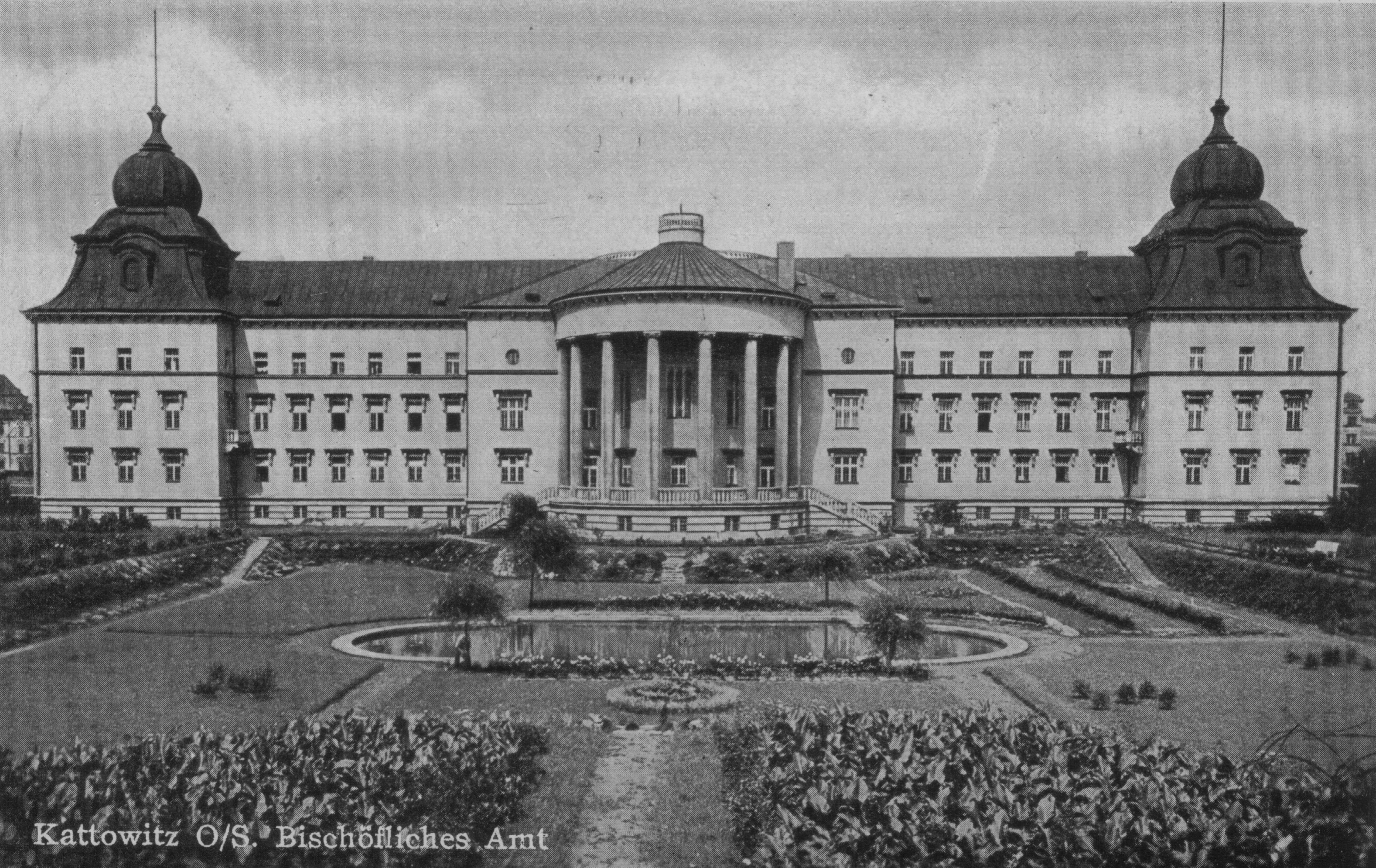
Pałac Biskupi na widokówce z czasów niemieckiej okupacji

Przyłączenie Katowic do Polski wywarło zasadniczy wpływ na skład narodowościowy miasta. Po plebiscycie miasto opuściło 9 tys. Niemców, a w tym samym czasie zaczęła napływać ludność polska z przyznanego Niemcom po powstaniach śląskich Śląska Opolskiego. Do 1924 roku liczba ludności wzrosła do ponad 57 tysięcy, a rozrastające się miasto potrzebowało nowych terenów budowlanych. Przełomem w tej kwestii stała się inkorporacja gmin podmiejskich do Katowic, która nastąpiła na mocy uchwały Sejmu Śląskiego z 15 lipca 1924 roku. Do miasta przyłączono gminy: Bogucice, Brynów, Dąb, Ligota i Załęże, będące do tej pory częścią powiatu katowickiego. Ustawa ta weszła w życie 15 października 1924 roku. Miasto w następnym roku podzielono na cztery dzielnice: Śródmieście, Bogucice-Zawodzie, Załęże-Dąb i Ligota-Brynów.

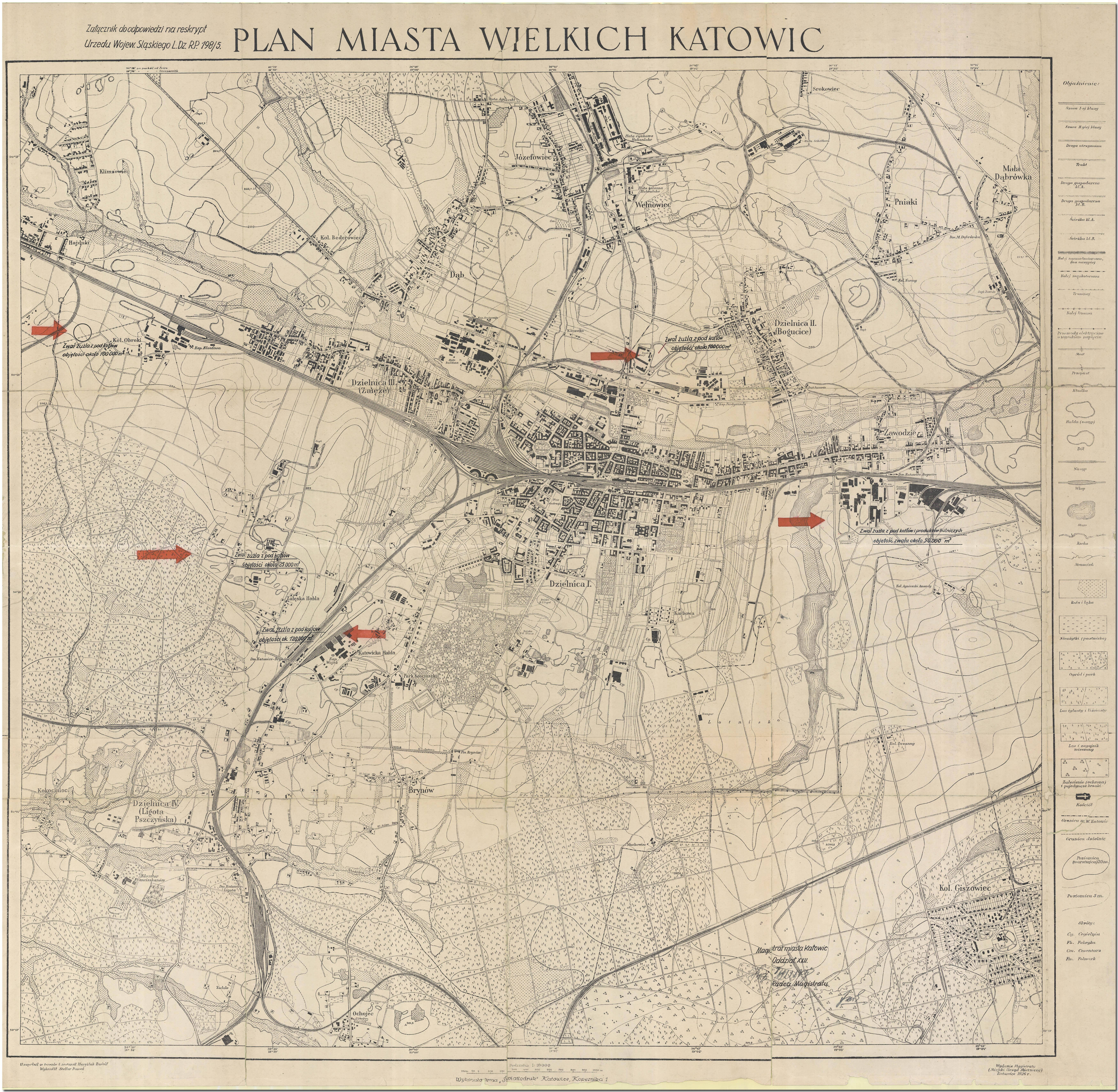
Plan Wielkich Katowic z 1926 roku

Utworzenie Wielkich Katowic odegrało istotną rolę w politycznym i urbanistycznym rozwoju miasta. Przede wszystkim zlikwidowano rozdział handlowo-administracyjnego, proniemieckiego śródmieścia od zamieszkałych przeważnie przez ludność polskojęzyczną przemysłowo-robotniczych przedmieść. Dodatkowo umożliwiło to Polakom uzyskanie większej reprezentacji samorządowej. Z drugiej zaś strony jednolity obszar miejski zmienił swój charakter – przyłączone tereny były o wiele gorzej wyposażone w urządzenia komunalne, a także były w niejednakowym stopniu związane z centrum miasta.
W latach międzywojennych Katowice były jedynym ośrodkiem zarządzania gospodarką na Górnym Śląsku. Siedzibę miały tutaj zarządy koncernów górniczo-hutniczych, m.in. zarządy Katowickiej Spółki Akcyjnej dla Górnictwa i Hutnictwa, Śląskich Kopalni i Cynkowni, Rybnickiego Gwarectwa Węglowego, Górnośląskich Zjednoczonych Hut Królewskiej i Laura czy spółki Giesche. W 1928 roku powstały Śląskie Zakłady Górniczo-Hutnicze Huta Pokój, które przejęły hutę „Baildon” i kopalnię „Eminencja”. W Katowicach ulokowało się też bardzo wiele banków, których było ponad 50. Swoje oddziały miały tu ogólnopolskie banki, a 8 sierpnia 1922 roku w oparciu o kapitał francuski został w mieście otwarty Bank Śląski. Ponadto działały też banki z kapitałem niemieckim i żydowskim.

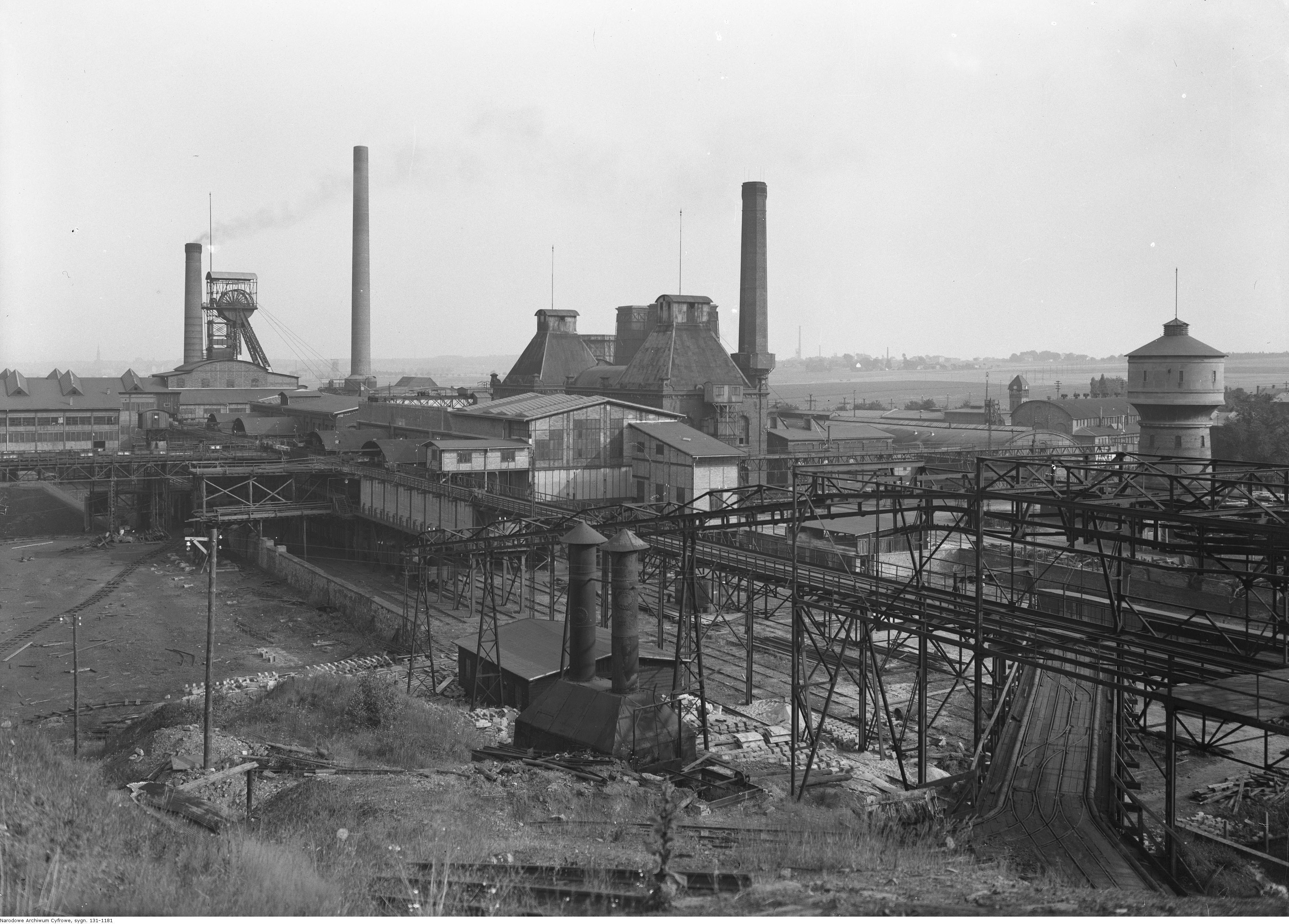
Kopalnia „Kleofas” w Katowicach-Załężu w 1927 roku

Po przyłączeniu w 1924 roku do Katowic ościennych gmin wzrósł potencjał gospodarczy miasta. W jego obrębie znalazło się blisko dwadzieścia dużych przedsiębiorstw, m.in. kopalnia „Ferdynand” w Bogucicach, kopalnie „Eminencja” i „Kleofas” oraz huta „Baildon” w Dębie i Załężu, kopalnia „Wujek” w Brynowie czy huty „Ferrum” i „Kunegunda” w Zawodziu. Powstało także wiele nowych przedsiębiorstw, w tym: Wytwórnia Maszyn i Urządzeń Górniczych „Elewator”, Fabryka Żarówek „Helios” i Fabryka Porcelany Giesche w Zawodziu czy Fabryka Maszyn i Narzędzi Górniczych MOJ i fabryka mydła Adolfa Czwiklitzera w Załężu. W latach 1929–1934 nastąpił wielki kryzys w gospodarce światowej, który nie ominął także Katowic, zwłaszcza w przemyśle hutniczym.

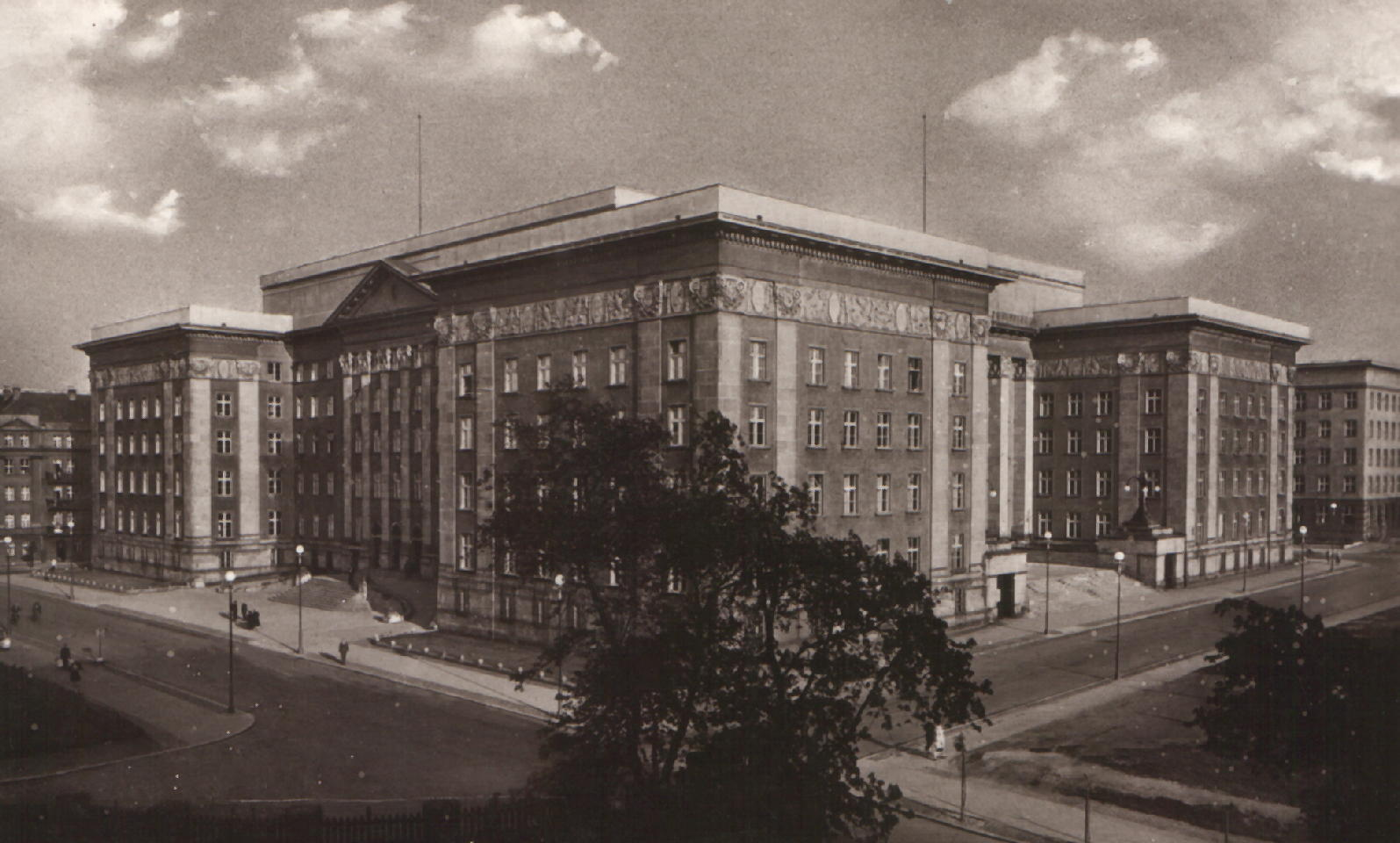
Gmach Sejmu Śląskiego na zdjęciu z lat międzywojennych

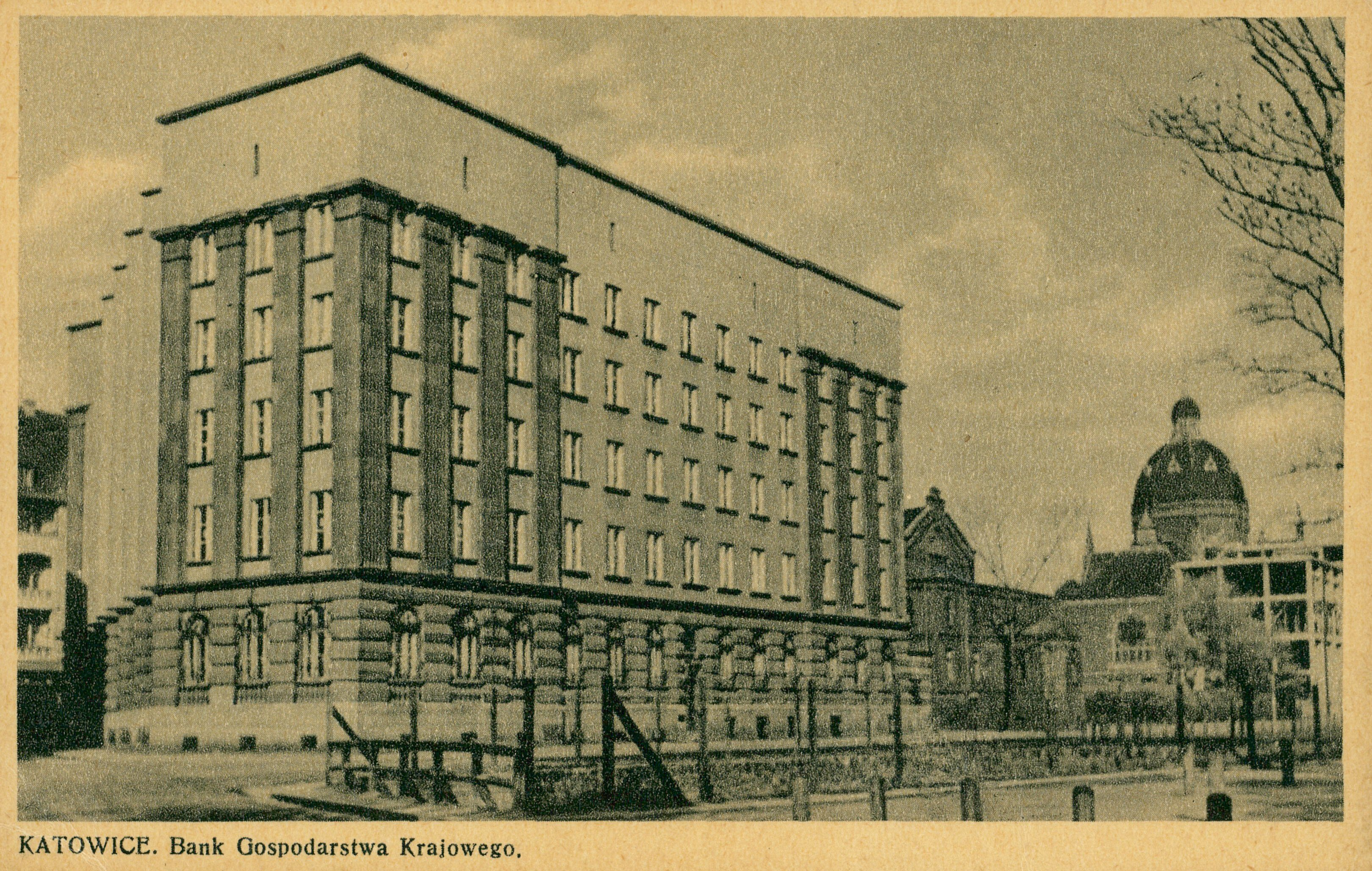
Gmach Banku Gospodarstwa Krajowego na pocztówce z 1938 roku

Rozwój urbanistyczny Katowic w latach międzywojennych koncentrował się w kierunku południowym. Od lat 20. XX wieku w centrum miasta wznoszono reprezentacyjne, monumentalne gmachy w stylu funkcjonalizmu oraz domy mieszkalne o wysokim standardzie. Rozmach, z jakim ówcześni architekci projektowali gmachy w Katowicach miał ukazać dynamiczny rozwój polskiej części Górnego Śląska, a realizację tego typu rozwiązań wspierały władze województwa z wojewodą Michałem Grażyńskim na czele. W latach 1924–1929 wzniesiono siedzibę Śląskiego Urzędu Wojewódzkiego i Sejmu Śląskiego. Obok niego, w rejonie placu Sejmu Śląskiego powstał m.in. gmach Urzędów Niezespolonych czy gmach Syndykatu Polskich Hut Żelaza. Ponadto w latach międzywojennych wzniesiono m.in.: Dom Oświatowy, gmach Banku Gospodarstwa Krajowego czy gmach Urzędu Skarbowego, a poza ówczesnym Katowicami ratusze w Janowie i Szopienicach. Na Muchowcu powstało w latach międzywojennych lotnisko, a 3 stycznia 1929 roku PLL LOT rozpoczął obsługę linii lotniczej Katowice – Warszawa.
Jednym z najważniejszych zadań nowej administracji w latach międzywojennych było stworzenie polskiego systemu oświaty. Po 1922 roku w Katowicach działało m.in.: Gimnazjum Miejskie, Miejskie Gimnazjum Matematyczno-Przyrodnicze czy Miejskie Gimnazjum Żeńskie. W 1930 roku powołano Śląskie Techniczne Zakłady Naukowe – największą w ówczesnej Polsce szkołę techniczną. Ponadto władze województwa śląskiego podejmowały działania mające na calu utworzenia w Katowicach szkoły wyższej. W 1924 roku z inicjatywy Konstantego Wolnego utworzono Bibliotekę Sejmu Śląskiego, a po połączeniu z Publiczną Biblioteką Towarzystwa Czytelni Ludowych działała jako Śląska Biblioteka Publiczna im. Józefa Piłsudskiego. Cztery lata później, w 1928 roku powołano Instytut Pedagogiczny w Katowicach, którego pierwszym dyrektorem był Zygmunt Mysłakowski.

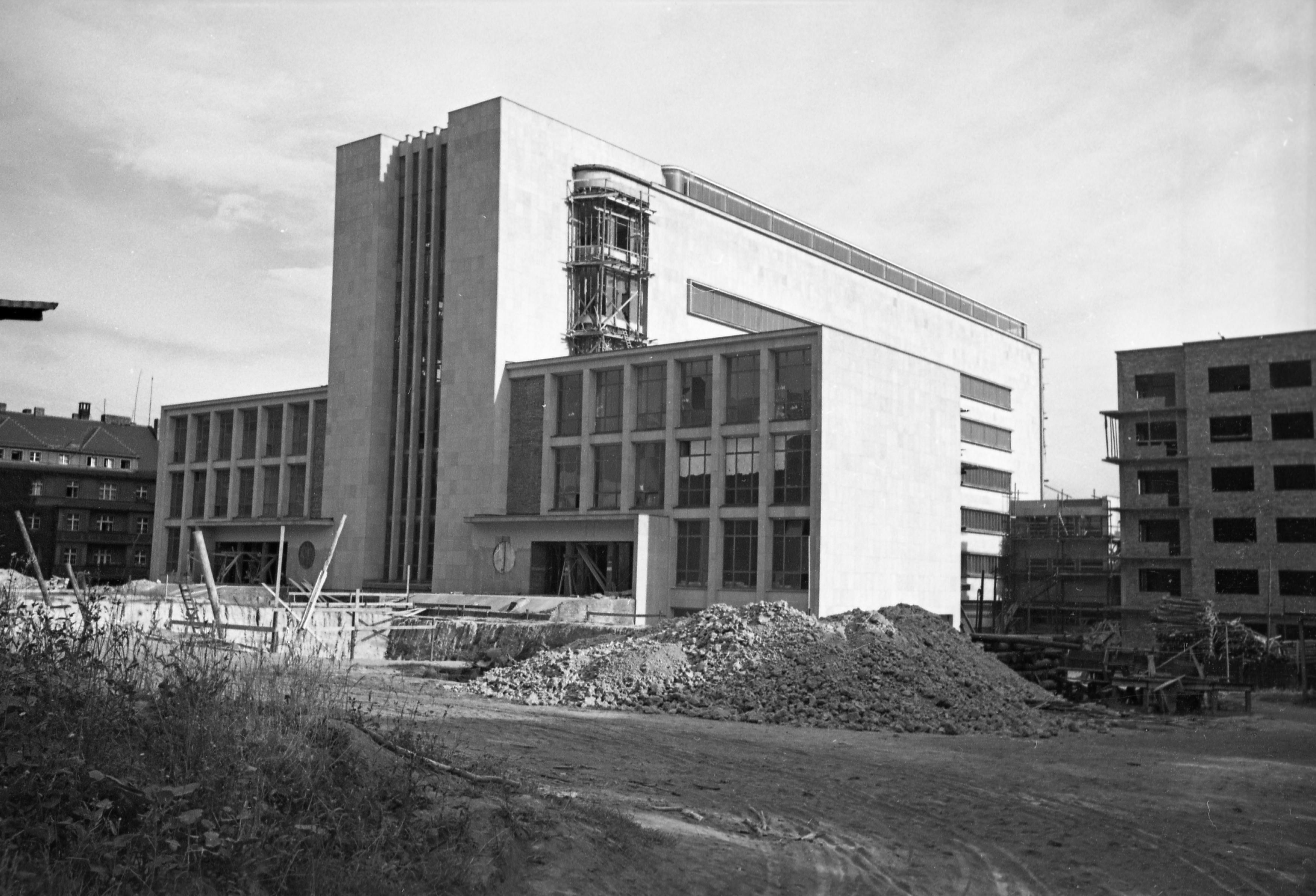
Budowa gmachu Muzeum Śląskiego w 1939 roku

Dzięki mecenatowi władz wojewódzkich prężnie rozwijała się w mieście kultura. Największą inwestycją w tej dziedzinie było założenie Muzeum Śląskiego w Katowicach, którego zorganizowanie powierzono Tadeuszowi Dobrowolskiemu. Ustawę o jej powołaniu uchwalił Sejm Śląski w styczniu 1929 roku. W 1937 roku rozpoczęto budowę gmachu Muzeum Śląskiego. Jego otwarcie zaplanowano na 1940 roku, lecz realizację tych zamierzeń przerwał wybuch II wojny światowej, a sam gmach został rozebrany przez Niemców. Z inicjatywy Tadeusza Saloniego powołano Towarzystwo Muzyczne z własną orkiestrą symfoniczną, a ponadto w Katowicach przy ulicy Teatralnej 7 działał Instytut Muzyczny pod kierownictwem Stefana Mariana Stoińskiego. Od 1928 roku funkcjonowało Śląskie Towarzystwo Przyjaciół Sztuk Pięknych, powołane z inicjatywy ks. Emila Szramka, Tadeusza Michejdy i Pawła Stellera. Rok później zorganizowano także Związek Zawodowy Artystów Plastyków pod kierownictwem Stanisława Ligonia.
Wojewoda Michał Grażyński podjął starania o założenie rozgłośni radiowej w Katowicach, podpisując w tej sprawie 27 marca 1927 roku umowę z naczelnym dyrektorem Polskiego Radia w Warszawie. Oficjalną działalność rozgłośnia Polskiego Radia w Katowicach rozpoczęła 4 grudnia 1927 roku. W 1937 roku rozgłośnia otrzymała nowy budynek przy ulicy J. Ligonia. Dyrektorem rozgłośni w latach 1933–1939 był Stanisław Ligoń. W 1935 roku w Katowicach czynnych było 10 kin, a czego największe i najnowocześniejsze było Rialto położone przy ulicy św. Jana. Rozpoczęto wydawanie licznych nowych gazet i czasopism polskojęzycznych, w tym Gościa Niedzielnego, Polonii, Polski Zachodniej czy Strażnicy Zachodniej, a także kontynuowano wydawanie już istniejących czasopism polskich i niemieckich, m.in.: Górnoślązaka, Polaka, Gazety Robotniczej, Zarania Śląskiego, Kattowitzer Zeitung czy Volkswille.

## II wojna światowa

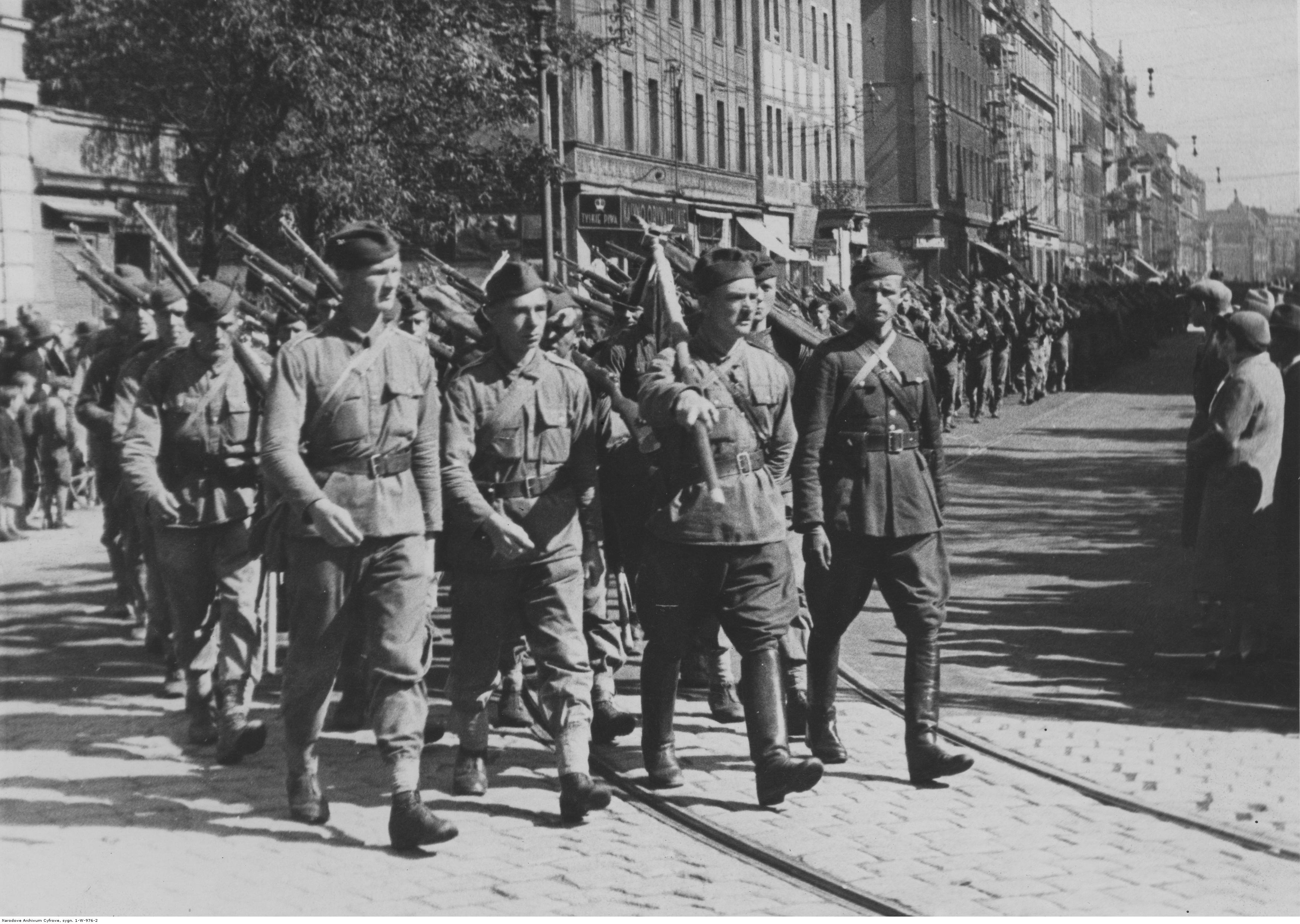
Żołnierze 73 Pułku Piechoty na ulicy 3 Maja w Katowicach podczas defilady; zdjęcie z lat 1933–1939

Wobec rosnącego zagrożenia atakiem ze strony III Rzeszy na Polskę, w połowie lipca 1939 roku Związek Powstańców Śląskich zwrócił się do władz wojskowych na Górnym Śląsku w sprawie powołania oddziałów samoobrony, które po wybuchu wojny miały wejść w skład regularnych jednostek wojskowych. W czerwcu 1939 roku Komenda Śląskiej Chorągwi Harcerskiej uruchomiła Pogotowie Harcerskie, którego komendantem w przededniu wojny został Józef Pukowiec.
Katowice już w momencie wybuchu II wojny światowej stały się bezpośrednim zapleczem frontu. 1 września 1939 roku niemieckie samoloty zbombardowały lotnisko na Muchowcu, a w nocy z 1 na 2 września 73 Pułk Piechoty wymaszerował z Katowic na front pod Mikołów. W nocy z 2 na 3 września nastąpiła ewakuacja ludności z Katowic, zwłaszcza polskich urzędników, w tym wojewody śląskiego Michała Grażyńskiego oraz prezydenta Katowic Adam Kocura, którzy przez Rumunię oraz Węgry dostali się na zachód Europy.

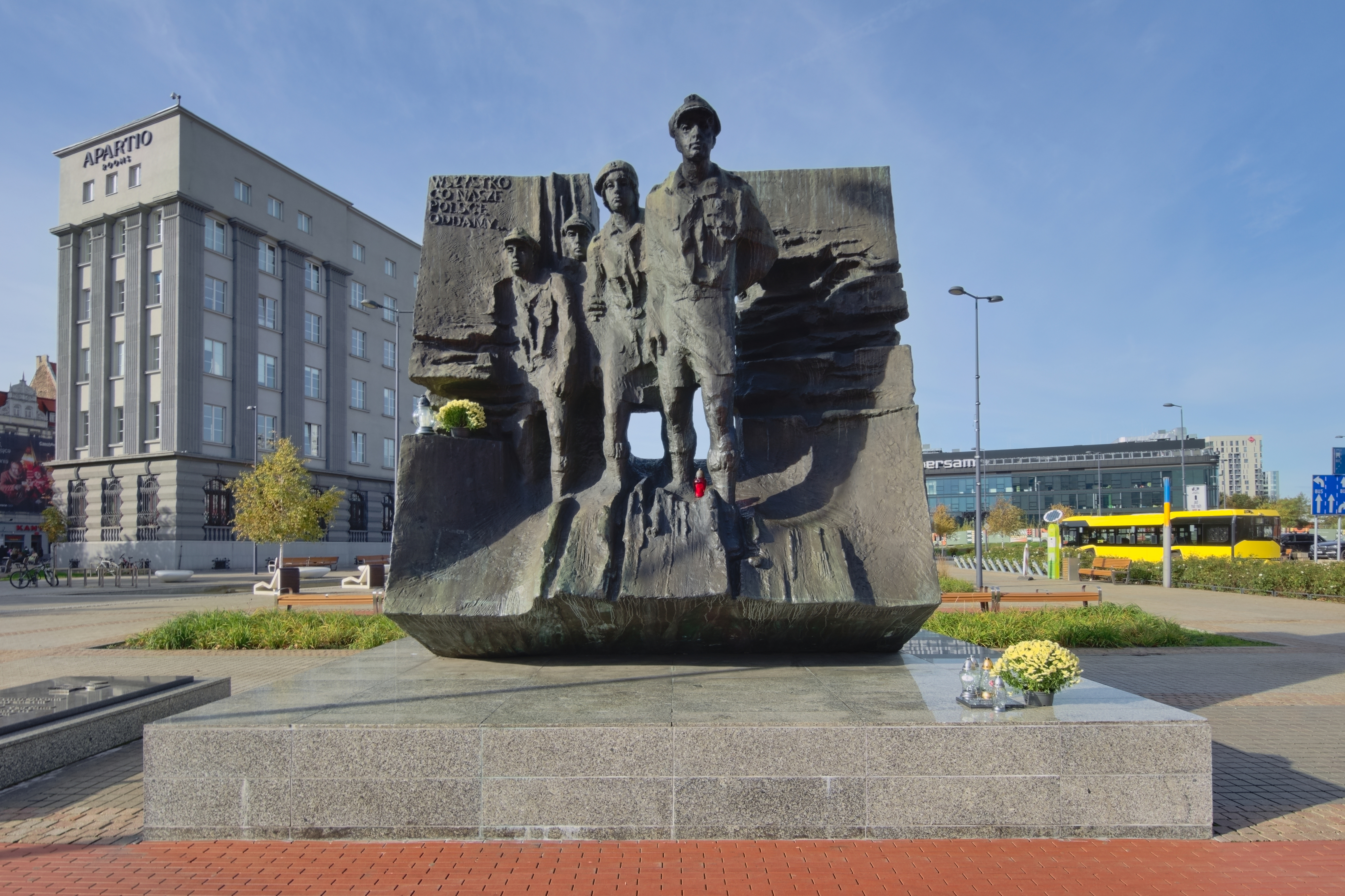
Pomnik Harcerzy Września na placu Obrońców Katowic (2023)

4 września do Katowic wkroczyły pierwsze oddziały niemieckiej 239 Dywizji Piechoty, a mimo wycofania regularnych oddziałów Wojska Polskiego czoła Niemcom stawiły grupy byłych powstańców śląskich i harcerzy (upamiętnia ich pomnik Harcerzy Września na placu Obrońców Katowic). Wkraczający Niemcy natknęli się na opór w rejonie parku T. Kościuszki, a ogień prowadzono m.in. z wieży spadochronowej. Epizod ten urósł do rangi symbolu wrześniowej obrony Katowic. Walki trwały m.in. w Domu Powstańca Śląskiego, a polscy obrońcy swoje stanowiska mieli też m.in. na dachu gmachu Teatru Polskiego, w wieży kościoła ewangelickiego czy w budynku policji przy ulicy J. Kilińskiego 9. Jeszcze tego samego dnia, około godziny 11:00 niemieckie oddziały dotarły na Rynek, witane entuzjastycznie przez przedstawicieli społeczności niemieckiej. Natychmiast po wkroczeniu do centrum Katowic Niemcy rozpoczęli represje wobec obrońców, byłych powstańców śląskich i młodzieży. Rozpoczęły się rozstrzeliwania, a jako pierwsi zginęli m.in. Nikodem Renc wraz z synem Józefem, Franciszek Feige, Konstanty Woźniczka, jeńcy z Domu Powstańca Śląskiego i harcerze – łącznie około 80 osób. Egzekucje odbyły się m.in. w podwórku nieistniejących współcześnie kamienic przy Rynku i w Lasach Panewnickich. 8 września żołnierze niemieccy spalili Synagogę Wielką przy ulicy A. Mickiewicza.

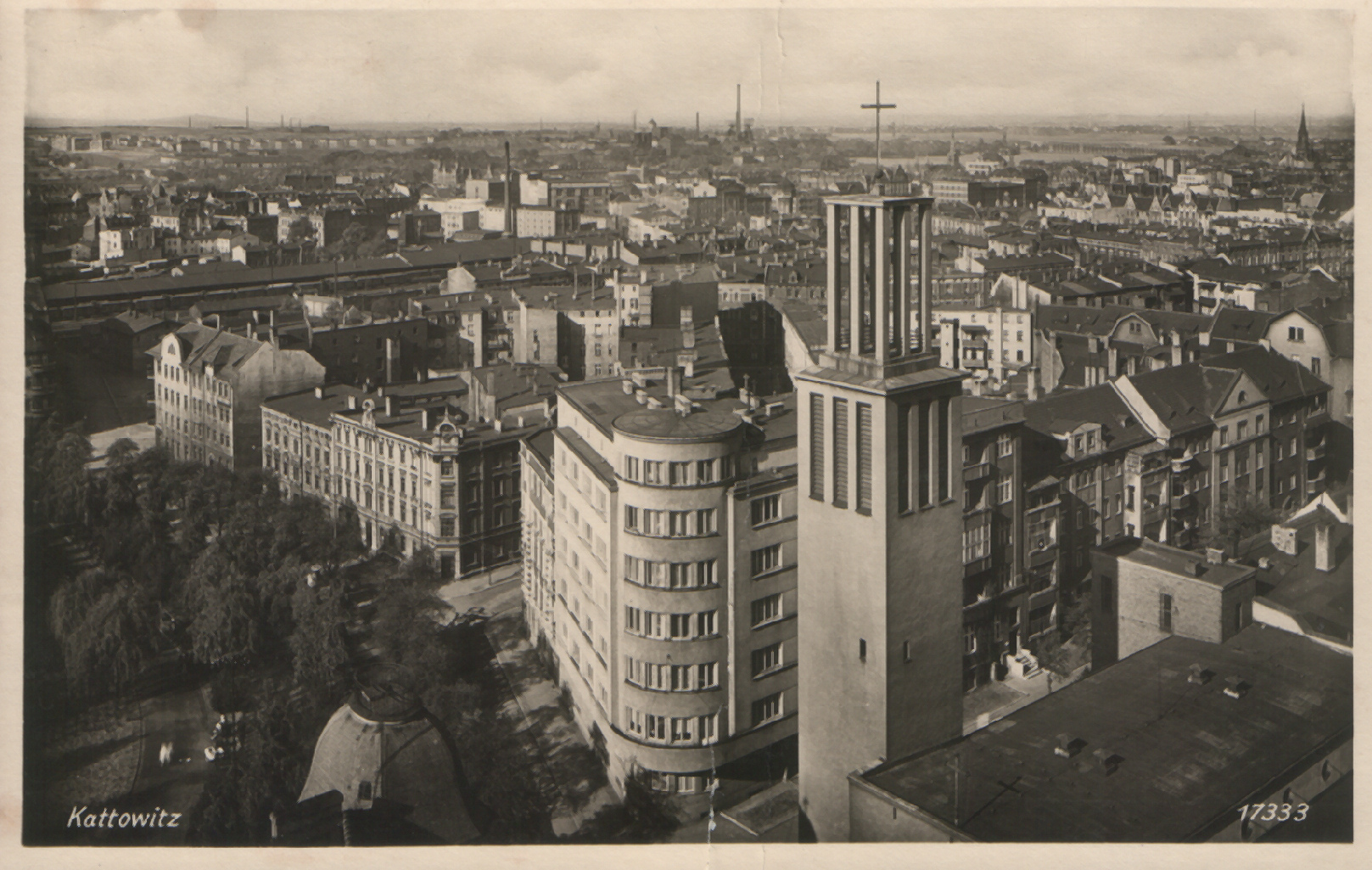
Fragment centrum Katowic w okresie niemieckiej okupacji

Miasto było w czasie niemieckiej okupacji ważnym ośrodkiem administracyjnym. W pierwszych dniach września do Katowic przybył Otto Fitzner, który miał powołać niemiecką administrację dla całego regionu oraz uruchomić przemysł, by stanowił zaplecze materialne dla niemieckiego wojska. 8 października 1939 roku Adolf Hitler wydał dekret, na mocy którego 1 listopada rejon Katowic włączono bezpośrednio do III Rzeszy Niemieckiej, tworząc rejencję katowicką z terenów Górnego Śląska i części województw kieleckiego i krakowskiego. Prezydentem został Walter Springorum, a siedzibą władz stał się gmach Śląskiego Urzędu Wojewódzkiego. 20 grudnia 1940 roku z połączenia rejencji opolskiej i katowickiej utworzono prowincję Górny Śląsk. W styczniu 1941 roku miasto stało się siedzibą kierownictwa okręgowego NSDAP. Na czele tych instytucji stanął jako nadprezydent i kierownik okręgowy NSDAP (gauleiter) Fritz Bracht. Zamieszkał on w Giszowcu w willi dyrektora kopalni „Giesche” przy współczesnej ulicy Pszczyńskiej 10. Odwiedzało go wielu dygnitarzy III Rzeszy wizytujących Górny Śląsk, w tym w lipcu 1942 roku Heinrich Himmler w ramach inspekcji obozu koncentracyjnego Auschwitz-Birkenau.
Od początku 1940 roku aż do końca okupacji niemieckiej Katowicami zarządzał nadburmistrz Hans Tießler. Miasto zostało podzielone na 4 dzielnice: Nord, West, Ost i Süd.

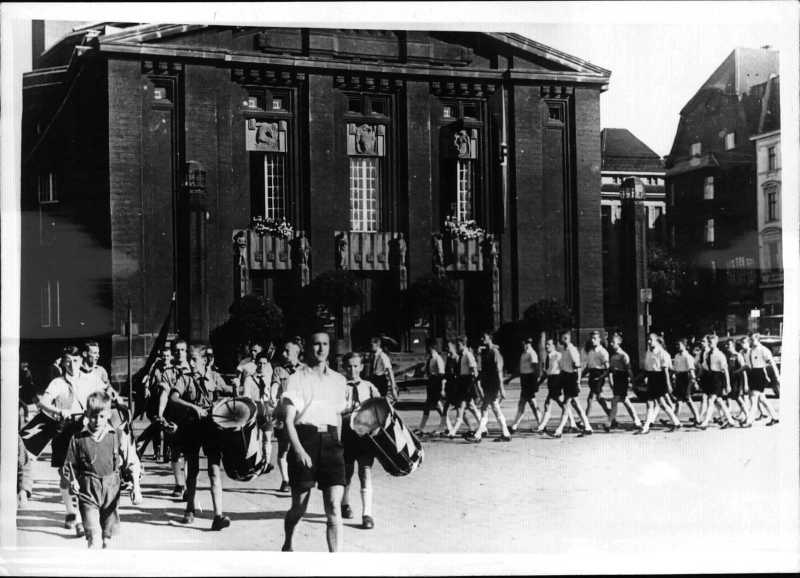
Młodzież z Hitlerjugend na Rynku w Katowicach 7 września 1939 roku

Z uwagi na administracyjne, kulturalne i gospodarcze znaczenie Katowic miasto stało się obiektem intensywnych działań prowadzonych przez władze okupacyjne celem zniemczenia miasta. Już we wrześniu 1939 roku przystąpiono do likwidacji wszelkich zewnętrznych śladów polskości w przestrzeni miejskiej. W tym czasie na placu Wolności Niemcy rozbili płytę z polskim napisem na pomniku Nieznanego Powstańca, a w miejscu piastowskiego orła pojawił się niemiecki czarny orzeł ze swastyką. Miesiąc później, 15 października 1939 roku przed gmachem Urzędu Wojewódzkiego odbyła się wielka manifestacja. Z miasta zniknęły polskie napisy, a także przemianowano nazwy ulic na stan sprzed 1922 roku, a części z nich nadano nową nazwę. W maju 1940 roku zakazano używania języka polskiego w czasie odprawiania praktyk religijnych. Głównym narzędziem germanizacji miała natomiast stać się szkoła, gdzie wprowadzono nauczanie wyłącznie w języku niemieckim. W marcu 1941 roku wprowadzono niemiecką listę narodową – Volkslistę. Okupanci niemieccy prowadzili także działania zmierzające do wyniszczenia polskiej inteligencji oraz prowadzono systematyczną likwidację polskiego dorobku kulturalnego i naukowego, czego jednym z największych przykładów stała się rozbiórka gmachu Muzeum Śląskiego.

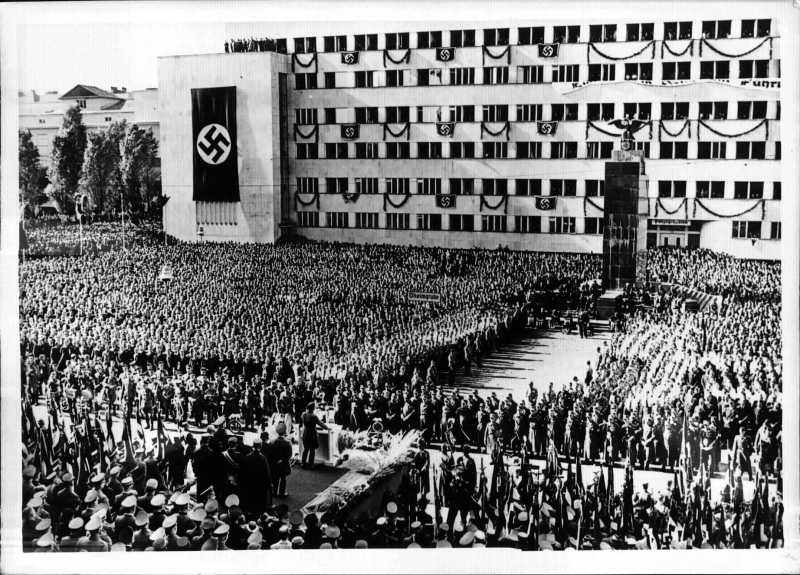
Niemiecka uroczystość zorganizowana w ramach tzw. Dnia Wolności 15 października 1939 roku na współczesnym placu Sejmu Śląskiego

Zabezpieczeniem wszystkich dążeń zmierzających do całkowitego zgermanizowania miasta i umocnienia władzy okupacyjnej miał sprzyjać silnie rozbudowany aparat policyjny i sądowniczy. Pod koniec września 1939 roku powołano sąd wojenny i sąd specjalny oraz dyrekcję policji dla wschodniej części Górnego Śląska. Katowice stały się także siedzibą centrali Gestapo na całą rejencję, prezydium policji i policyjnego sądu doraźnego. Gestapo w mieście rozpoczęło działalność 2 października 1939 roku, a swoją siedzibę miało w gmachu przy obecnej ulicy Powstańców 31. Jednym ze znanych szefów Gestapo w Katowicach był Johannes Thümmler, odpowiedzialny za wiele wyroków śmierci i publicznych egzekucji, także na terenie miasta Katowice. Nie został on po wojnie za swoje czyny osądzony. W gmachu Urzędów Niezespolonych siedzibę miało Prezydium Policji (niem. Polizeipräsidium). Egzekucje wykonywano przeważnie w więzieniu katowickim za pomocą jedynej na ziemiach polskich gilotyny. W ciągu pięciu lat okupacji wykonano 696 wyroków śmierci, z czego najwięcej w latach 1942–1943. Byli wśród nich członkowie katowickich organizacji podziemnych, w tym m.in.: ks. Jan Macha, kleryk Joachim Gürtler czy Leon Rydrych. W dniach 3 i 4 kwietnia 1940 roku w Dąbrówce Małej Niemcy rozstrzelali 40 osób za zabicie miejscowego komendanta policji. Ponadto do masowych egzekucji doszło w Piotrowicach, Giszowcu i Szopienicach. Również w obozach koncentracyjnych zginęło wielu mieszkańców Katowic, w tym m.in.: ks. Emil Szramek, ks. Karol Żmij, Tadeusz Prejzner, Józef Biniszkiewicz, Henryk Sławik czy harcmistrzowie Józef Pukowiec i Jerzy Lis.

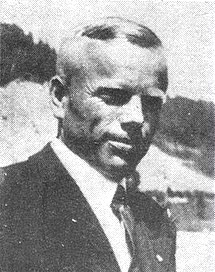
Józef Pukowiec – działacz harcerski, zgilotynowany w 1942 roku w katowickim więzieniu

Przez cały okres okupacji niemieckiej w mieście i jego okolicach działały polskie organizacje konspiracyjne o różnej preferencji politycznej, które prowadziły akcje wywiadowcze, propagandowe i sabotażowe. 6 października 1939 roku powstała organizacja Ku Wolności, która m.in. wydawała konspiracyjne ulotki pod tym samym tytułem. Jedną z najbardziej aktywnych organizacji była natomiast działająca na terenie Ligoty i Piotrowic harcerska Polska Organizacja Powstańcza kierowana przez Józefa Pukowca. Organizacja z czasem weszła w skład Związku Walki Zbrojnej, a jednym z najważniejszych jej działaczy był Józef Korol. W 1940 roku dowódcą okręgu Związku Walni Zbrojnej na terenie miasta został harcerz Marcin Skorupa. W 1940 roku nastąpiło rozbicie górnośląskiego okręgu Związku Walki Zbrojnej, a jego pozostałościami kierował Józef Skrzek, który został rok później powieszony. W 1942 roku Polskie Siły Zbrojne zostały przekształcone w Armię Krajową. Powstał katowicki inspektorat, który zajmował się m.in. sabotażem przeprowadzanym głównie w zakładach przemysłowych. Gestapo rozpracowywało siatkę organizacyjną Armii Krajowej głównie przy pomocy kolaborantów. Jeszcze w 1942 roku Niemcy zatrzymali w Katowicach około 100 członków Armii Krajowej. Po aresztowaniach inspektorat katowicki został odbudowany, a funkcję komendanta od października 1943 roku pełnił Zygmunt Janke ps. „Walter”. Organizacja liczyła 12 tys. ludzi i była najsilniejsza w okręgu górnośląskim. Wiosną 1944 roku Niemcy ponownie rozbili katowicką siatkę, aresztując m.in. por. Wacława Stacherskiego ps. „Nowina”, Pawła Wybierskiego ps. „Laub” czy braci Jana i Wilhelma Wieczorków z Panewnik. Po tych aresztowaniach inspektoratu nie zdołano już odbudować.
II wojna światowa przyniosła także znaczne ruchy ludności Katowic. W latach 1939–1941 liczba mieszkańców Katowic zmalała o około 11%, co było wynikiem ewakuacji przeprowadzonej przez władze polskie w 1939 roku oraz wdrożonej przez Niemców polityki wysiedleń Polaków i Żydów. Liczba ta zaczęła potem stopniowo wzrastać w związku z napływem niemieckich urzędników. W październiku 1943 roku w mieście mieszkało około 125 tys. ludzi. Do miasta zwożono taż robotników z Generalnego Gubernatorstwa i podbitych obszarów ZSRR, którzy pracowali w zakładach przemysłowych.

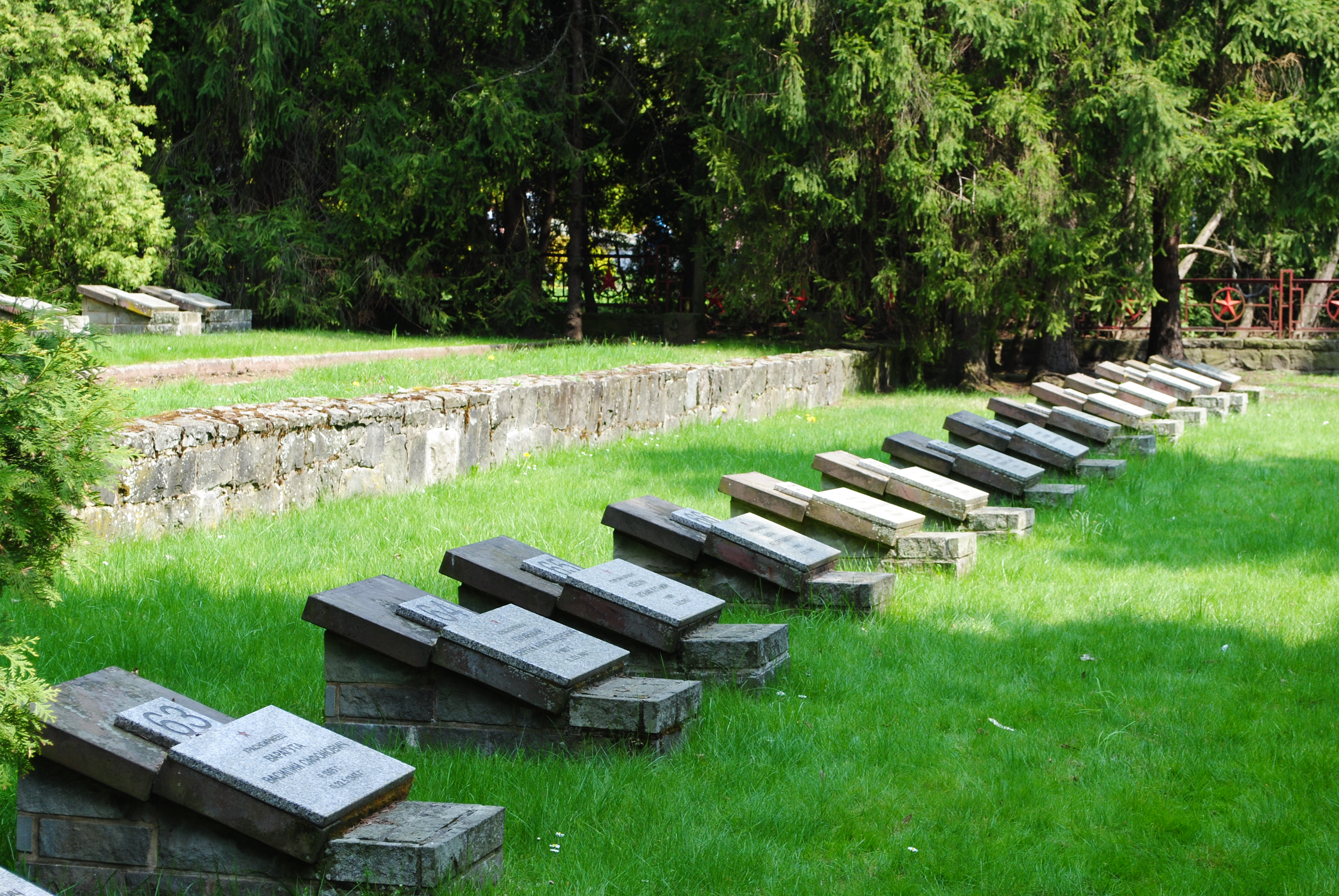
Fragment cmentarza żołnierzy Armii Czerwonej w parku T. Kościuszki

Pod koniec niemieckiej okupacji Katowice stały się centrum przygotowania regionu do obrony przed ofensywą Armii Czerwonej, a na wschodniej granicy okręgu górnośląskiego od połowy 1944 roku budowano umocnienia. 12 stycznia 1945 roku rozpoczęła się wielka zimowa ofensywa radziecka. Górny Śląsk pozostawał w pasie działania 1. Frontu Ukraińskiego. Szybko zbliżające się wojska wykonały manewr, dzięki któremu okręg znalazł się w okrążeniu, a żeby uniknąć długotrwałych walk i zniszczenia tego rejonu marszałek Iwan Koniew nie zamknął pierścienia wokół wojsk niemieckich, pozostawiając na odwrót wąski korytarz w kierunku Żor. 18 stycznia gauleiter Fritz Bracht wydał rozkaz o demontażu urządzeń w zakładach przemysłowych celem ich wywiezienia w głąb Rzeszy lub zniszczenia, a w samych Katowicach 25 stycznia rozpoczęła się ewakuacja władz niemieckich z miasta. Pomimo zarządzenia ewakuacji Niemcy starali się przygotowywać miasto do obrony, stawiając gniazda karabinów maszynowych i stanowiska strzeleckie w budynkach.
Pierwsze bombowce radzieckie ostrzeliwujące niemieckie punkty obrony przeciwlotniczej nad Katowicami pojawiły się 20 stycznia 1945 roku. 27 stycznia żołnierze 59. Armii pod dowództwem gen. płk. Iwana Korownikowa i 4. Samodzielnego Korpusu Pancernego gen. lejtnanta Pawła Połubajarowa przełamując niemiecką linię obrony sforsowali Przemszę i wdarli się do Katowic. W południe kompanie czołgów ruszyły do centrum Katowic równocześnie od Zawodzia, Bogucic, Brynowa i Wełnowca. Wspierająca je piechota stoczyła krótkie potyczki z pojedynczymi grupami Niemców w pobliżu gmachu Urzędu Wojewódzkiego i koszar przy ulicy Raciborskiej, a resztki niemieckich grup uciekły w kierunku Lasów Pszczyńskich. Po południu Katowice zostały już w całości zajęte przez Armię Czerwoną. W walkach o Katowice zginęło 1270 żołnierzy niemieckich a 324 dostało się do niewoli. Armia Czerwona straciła natomiast 300 żołnierzy których pochowano na terenie parku Powstańców Śląskich, a cmentarz ten w 1963 roku przeniesiono na teren parku T. Kościuszki.

## Okres Polski Ludowej

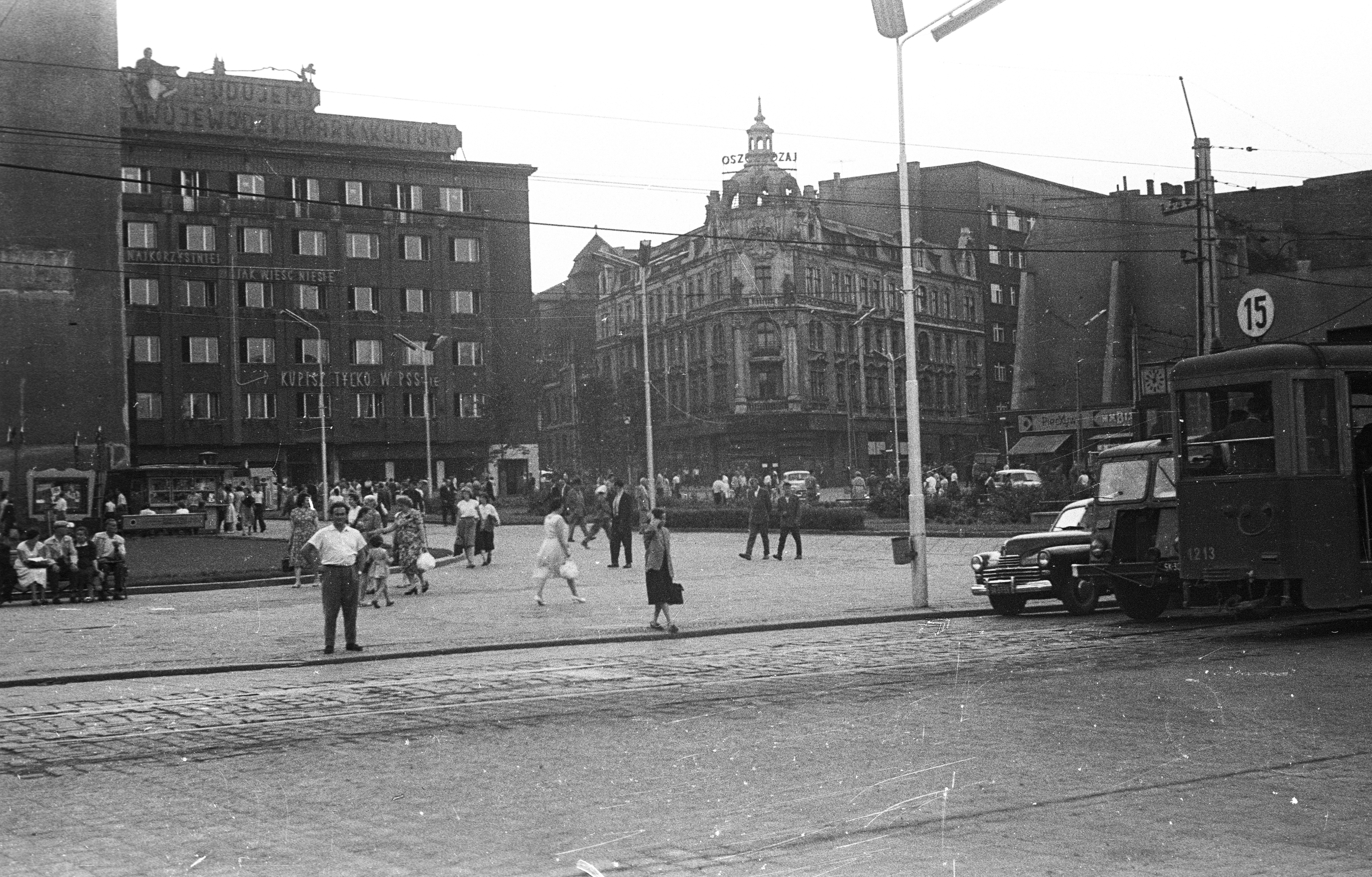
Pozbawiony południowej pierzei katowicki Rynek w 1958 roku – skutek działań żołnierzy radzieckich po zajęciu przez nich miasta w 1945 roku

Kształtowanie się struktur administracyjnych w Katowicach i na całym Górnym Śląsku w pierwszych powojennych miesiącach odbywało się w trudnych warunkach, a wyzwolenie miasta z niemieckiej okupacji i przejęcie Katowic przez wojska radzieckie nie oznaczało spokoju i bezpieczeństwa. Chociaż miasto w wyniku bezpośrednich potyczek nie poniosło znacznych strat materialnych, to już po zajęciu Katowic przez Armię Czerwoną pijani żołnierze radzieccy celowo podpalili budynki przy katowickim Rynku. Spalili oni ratusz, siedzibę Banku Ziemskiego i dom towarowy „Woolworth”. Dodatkowo dopuszczali się na ludności cywilnej gwałtów, grabieży i rozbojów. Przybyły w listopadzie 1945 roku radziecki trybunał wojskowy skazał 400 żołnierzy za czyny dokonane na obszarze województwa śląsko-dąbrowskiego. Oddział radzieckiego NKWD stacjonował w Katowicach do 1946 roku, a jego biura oraz więzienie do maja 1945 roku mieściły się przy ulicy Królowej Jadwigi. Zakładali oni obozy, w których internowano robotników, skąd wywożono ich do dużych obozów i dalej w głąb ZSRR. Na Górny Śląsk z sowieckich łagrów wróciło natomiast niewiele osób.

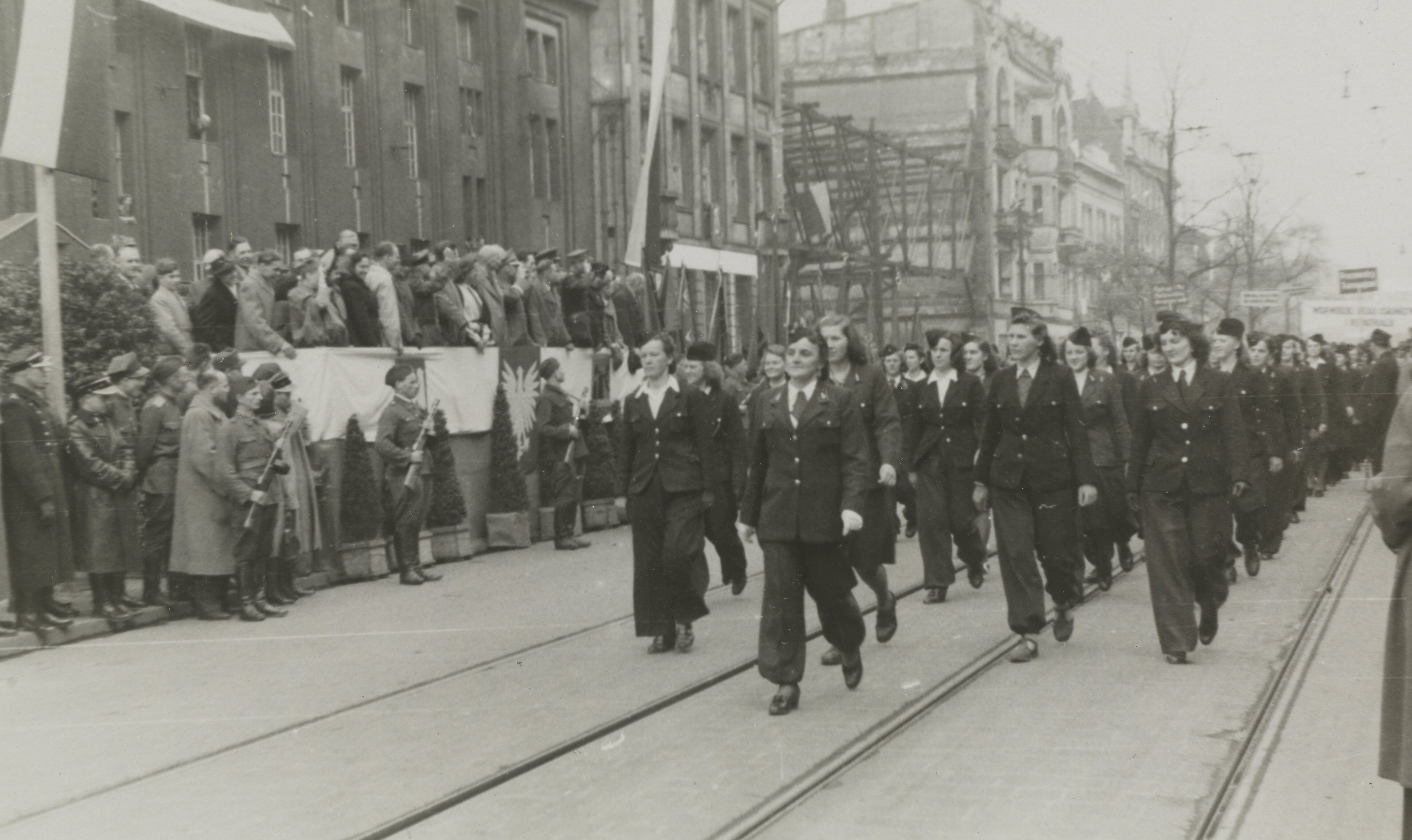
Pochód pierwszomajowy na ulicy Warszawskiej w 1945 roku

Na podstawie dekretu Polskiego Komitetu Wyzwolenia Narodowego z 23 listopada 1944 roku, w styczniu 1945 roku powołano Zarząd Miejski Katowic. Pierwszym powojennym prezydentem miasta został Józef Wesołowski, a po nim Zenon Sobota. 6 lutego 1945 roku odbyły się oficjalne uroczystości powitania w Katowicach nowych władz polskich i Wojska Polskiego. Rozpoczęła je msza św., którą celebrował bp Juliusz Bieniek, a po niej przez centrum Katowic przeszła defilada wojskowa. Posiedzenie konstytucyjne Tymczasowej Miejskiej Rady Narodowej odbyło się 9 lutego 1945 roku. W jej skład wchodziło 26 osób, a jej przewodniczącym został Herbert Kuchta. Stałą Miejską Radę Narodową powołano w czerwcu tego samego roku, a jej przewodniczącym został Zygmunt Alfus. Pierwszym wojewodą śląskim został Jerzy Ziętek, a 11 marca 1945 roku stanowisko to objął Aleksander Zawadzki, który pełnił swoje obowiązki do końca sierpnia 1948 roku, po czym został wicepremierem i członkiem Biura Politycznego Komitetu Centralnego Polskiej Partii Robotniczej. Samo województwo śląsko-dąbrowskie było wówczas podzielone na 22 powiaty, w tym katowicki, a jego starostą został członek Stronnictwa Ludowego Jerzy Łaszcz. Grupa komunistów, która przyjechała do Katowic w 1945 roku miała także za zadanie rozwinąć w mieście działalność polityczną i propagandową. Zamierzali oni zorganizować Polską Partię Robotniczą, a jej I Sekretarzem Komitetu Wojewódzkiego została najpierw Maria Kamińska, a kilka miesięcy później Marian Baryła. W lutym 1945 roku w Katowicach powołano siedem komitetów dzielnicowych PPR, a w listopadzie tego samego roku ich liczbę zredukowano do czterech. Powstały też komitety zakładowe partii. 6 lutego 1945 roku w Katowicach odbyło się zebranie działaczy reaktywowanej Polskiej Partii Socjalistycznej. Miejski Komitet Polityczny PPS powstał 7 marca tego samego roku, a na jego czele stanął Lesław Korczyński. Powołano także siedem komitetów dzielnicowych. Po kongresie zjednoczeniowym PPR i PPS w grudniu 1948 roku i powstaniu Polskiej Zjednoczonej Partii Robotniczej jej miejska organizacja w Katowicach liczyła 13 tys. członków.
Jednocześnie w pierwszych powojennych latach w Katowicach zaczęły się rozwijać inne partie, lecz miały oną znikomą rolę. W marcu 1945 roku odrodziło się Stronnictwo Demokratyczne, a pierwszym prezesem Komitetu Miejskiego w Katowicach był August Grodzki. Działała też legalna opozycja, do której należały Polskie Stronnictwo Ludowe i Stronnictwo Pracy, które kontynuowały przedwojenne tradycje partii chadeckich. Komitet powiatowy SP w Katowicach powstał w grudniu 1945 roku, a na całym Górnym Śląsku partia liczyła do 40 tys. członków. W Katowicach nie powstał komitet miejski PSL, a jedynie działały koła terenowe. 7 kwietnia 1946 roku do Katowic przyjechał przywódca PSL Stanisław Mikołajczyk, a na jego spotkanie przybyło około 10 tys. osób. Tuż po referendum z 30 czerwca 1946 roku przystąpiono do zwalczania ludowców. Rewizje, aresztowania i zastraszanie spowodowało częściowy rozkład PSL w Katowicach i powiecie katowickim. W przypadku Stronnictwa Pracy po zjeździe wojewódzkim 24 lutego 1946 roku, na którym skrytykowano ustrój komunistyczny na partię spadły represję. Od kwietnia tego samego roku działalność partii zamarła, a w drugiej połowie 1946 roku czynne było tylko koło Stronnictwa Pracy w Katowicach.

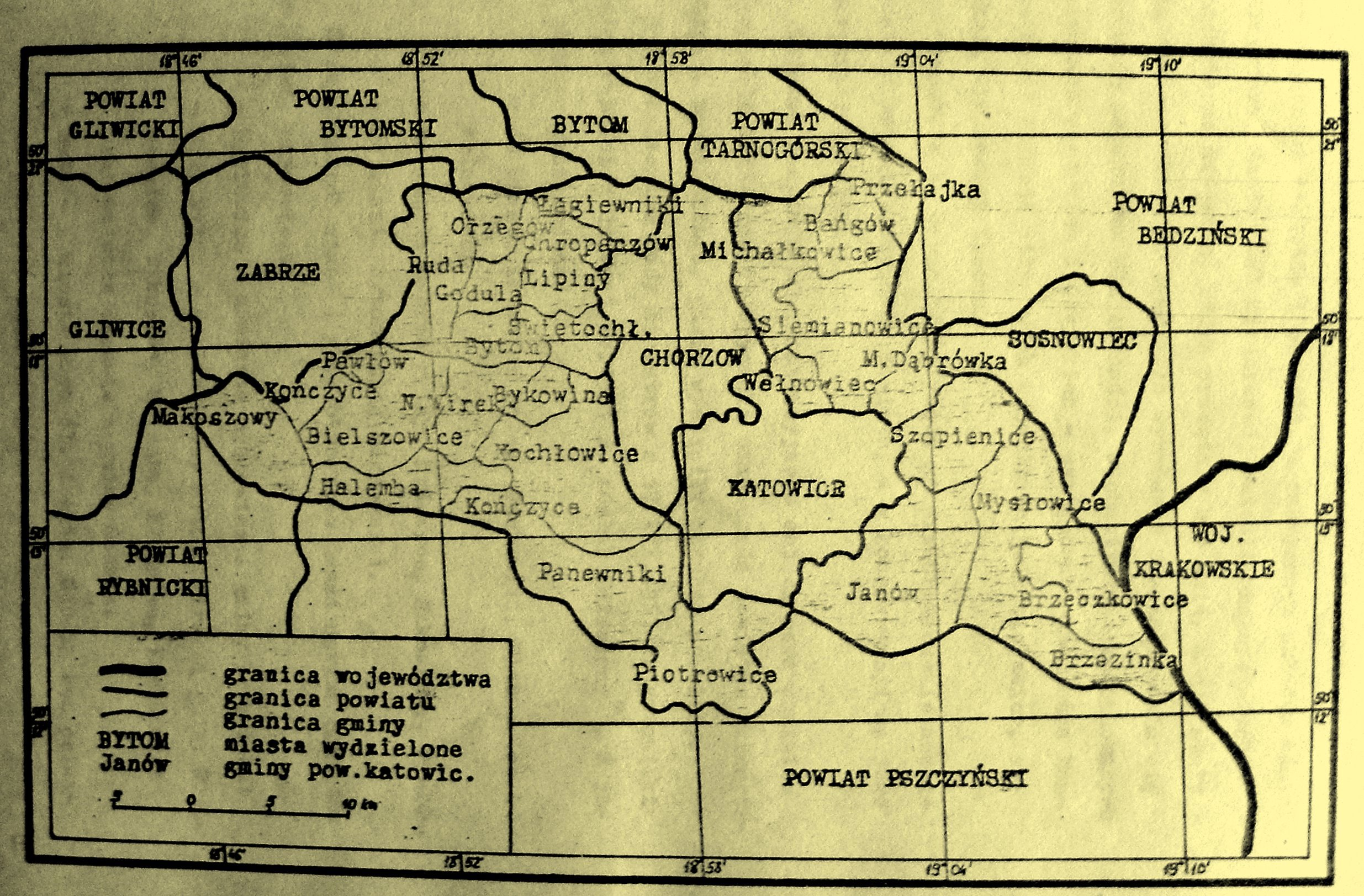
Mapa powiatu katowickiego w latach 1945–1950

W maju 1945 roku w Katowicach mieszkało niespełna 108 tys. osób, a zaraz po wojnie władze wojewódzkie rozpoczęły akcję wysiedlenia ludności niemieckiej. Akcja zakończyła się 27 sierpnia, a do tego czasu z powiatu katowickiego wyjechało ponad 4 tys. osób. Wysiedlania przeprowadzano także w 1946 i 1950 roku. W ich miejsce przyjeżdżali repatrianci z Kresów Wschodnich, włączonych po zakończeniu II wojny światowej do ZSRR, a do końca 1945 roku w Katowicach osiedliło się 31 tys. Polaków.
29 stycznia 1945 roku powołano Wojewódzką Komendę Milicji Obywatelskiej, natomiast Komendę Miejską MO w Katowicach oraz katowicką Komendę Powiatową MO powołano 27 lutego tego samego roku i miała ona swoją siedzibę przy ulicy Jagiellońskiej 23. W lutym 1945 roku w Katowicach powołano Wojewódzki Urząd Bezpieczeństwa Publicznego z siedzibą przy ulicy Powstańców. W marcu 1950 roku zniesiono samorządy terytorialne, co miało służyć przede wszystkim centralizacji władzy, a o poczynaniach władz terenowych decydowały głównie komitety PZPR szczebla wojewódzkiego. Inauguracyjne posiedzenie Prezydium Wojewódzkiej Rady Narodowej w Katowicach odbyło się 24 maja 1950 roku. 1 kwietnia 1951 roku po zniesieniu powiatu katowickiego w granice Katowic włączono Wełnowiec wraz z Józefowcem, części Panewnik oraz Piotrowice z Ochojcem.
Po wojnie przystąpiono do dalszych prac przy budowie katowickiej katedry. Władze komunistyczne zażądały od budowniczych obniżenia kopuły katedry, by nie dominowała nad miastem. Poświęcenie katedry Chrystusa Króla nastąpiło 30 października 1955 roku, a dokonał tego biskup częstochowski Zdzisław Goliński.
Dla uczczenia przez władze komunistyczne śmierci Józefa Stalina, 7 marca 1953 roku w Warszawie na mocy uchwały Rady Państwa i Rady Ministrów PRL podjęto decyzję o zmianie nazwy Katowice na Stalinogród, a województwa katowickiego na województwo stalinogrodzkie, który wszedł w życie dwa dni później. Oficjalnie idea ta miała narodzić się w Katowicach, gdzie na wspólnym posiedzeniu Egzekutywy Komitetu Wojewódzkiego PZPR i Wojewódzkiej Rady Narodowej w Katowicach jednomyślnie podjęto stosowną uchwałę, a apel do władz wojewódzkich złożyła również Miejska Rada Narodowa w Katowicach. Zmianie nazwy towarzyszyła partyjna kampania propagandowa, w której zapewniano o szerokim poparciu społeczeństwa, a zakłady pracy i różne grupy społeczne miały prześcigać się w składaniu deklaracji, spośród których do największych zaliczało się przemianowanie kopalni „Katowice” na „Stalinogród”. W rzeczywistości natomiast społeczeństwo nie mogło wyrazić negatywnych opinii dotyczących nowej nazwy, a najbardziej znanym wystąpieniem przeciwko komunistycznym rządom w okresie żałoby po śmierci radzieckiego dyktatora stała się sprawa trzech licealistek z Chorzowa: Natalii Piekarskiej, Zofii Klimondy i Barbary Galas, które zostały skazane na karę więzienia i pobyt w zakładzie poprawczym, a zarzucano im rozklejanie plakatów i kolportaż ulotek antypaństwowych. Na wolność wyszły w 1956 roku. Kres Stalinogrodu przyszedł wraz z odwilżą październikową 1956 roku. 27 września Egzekutywa Komitetu Wojewódzkiego PZPR podjęła uchwałę i zwróciła się do władz partyjnych w Warszawie z prośbą o przywrócenie nazwy Katowice. 21 października Miejska Rada Narodowa na wspólnym posiedzeniu z Wojewódzką Radą Narodową podjęła stosowną uchwałę w tej sprawie i już następnego dnia nazwa Stalinogród zaczęła znikać z przestrzeni miasta. 10 grudnia 1956 roku Rada Państwa wydała dekret w sprawie zmiany nazwy miasta na Katowice. Uchwała weszła w życie dziesięć dni później.

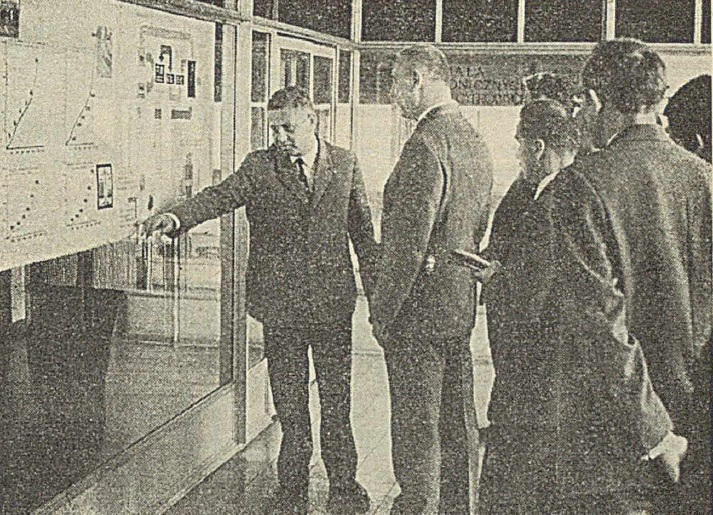
Edward Gierek w trakcie wizytacji ZETO w Katowicach w 1975 roku

W Polsce w efekcie odwilży październikowej doszło do wielu zmian politycznych, w znacznej części jednak tylko pozornych. We władzach politycznych województwa katowickiego nie doszło natomiast do zasadniczych zmian. Stanowisko I sekretarza KW PZPR w Katowicach nadal piastował Józef Olszewski, którego do Warszawy odwołano w march 1957 roku. Po nim tę funkcję objął Edward Gierek, a obok niego czołową postacią życia politycznego regionu był przewodniczący Prezydium Wojewódzkiej Rady Narodowej Jerzy Ziętek, z którego inicjatywy m.in. w Katowicach powstało wiele znaczących inwestycji.
W marcu 1967 roku władze polskie rozpoczęły antysemicką nagonkę, a rok później doszło na tym tle do kryzysu politycznego. W Katowicach w tym czasie doszło do zajść ulicznych z udziałem studentów Wyższej Szkoły Pedagogicznej i Wyższej Szkoły Muzycznej, które oddziały MO rozganiały z użyciem armatek wodnych i gazów łzawiących. 14 marca tego samego roku na masowym wiecu w Katowicach I Sekretarz KW PZPR Edward Gierek mówił o istniejącym w Polsce „spisku syjonistycznym” i poparł działania władz centralnych przeciwko „wichrzycielom”. Władze obawiały się eskalacji nastrojów społecznych, stąd też w 1968 roku nie organizowano się w Katowicach po raz pierwszy po II wojnie światowej obchodów pierwszomajowych.
31 grudnia 1959 roku do Katowic włączono miasto Szopienice wraz z Janowem, Giszowcem, Nikiszowcem i Dąbrówką Małą. Po reformie administracyjnej z 1973 roku władzę wykonawczą oddano urzędom miejskim, a 17 grudnia tego samego roku obowiązki prezydenta Katowic objął Paweł Podbiał, dotychczasowy przewodniczący Prezydium MRN. 28 maja 1975 roku przyjęto ustawę reformującą podział administracyjny Polski, dzieląc państwo na 49 województw i likwidując powiaty. Utworzono m.in. województwo katowickie z siedzibą w Katowicach, natomiast dzień wcześniej do Katowic włączono położne na południu Murcki, Kostuchnę oraz Podlesie i Zarzecze.

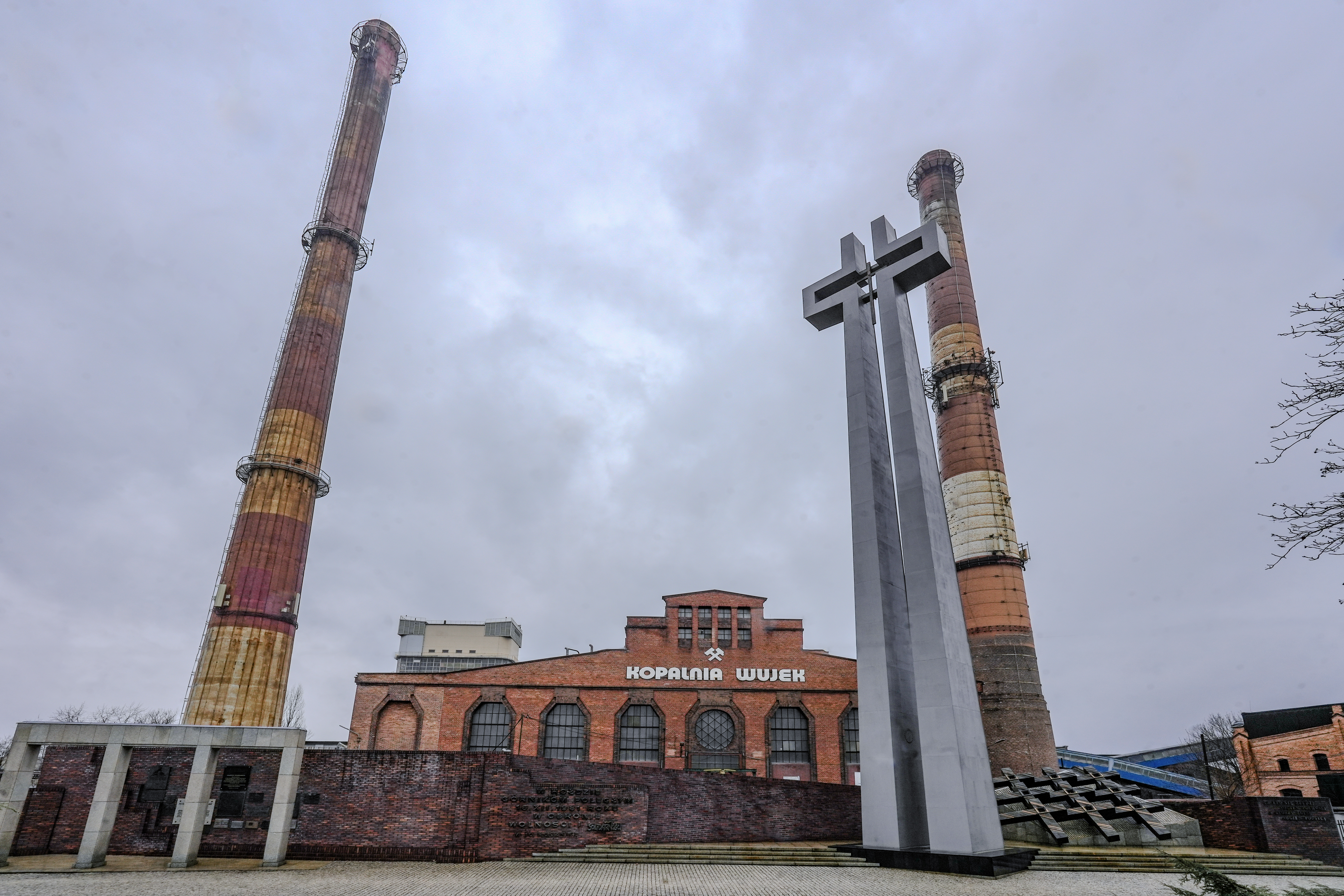
Pomnik poległych górników KWK „Wujek”, upamiętniający ofiary pacyfikacji strajku z grudnia 1981 roku

Latem 1980 roku doszło w Polsce do kolejnego zaostrzenia nastrojów społecznych. Wybuchły strajki, które doprowadziły do podpisania szeregu porozumień w Szczecinie, Gdańsku, Jastrzębiu-Zdroju i Dąbrowie Górniczej. Na mocy tych umów władze zgodziły się m.in. na powołanie wolnych związków zawodowych. 17 września 1980 roku zapadła decyzja o utworzeniu Niezależnego Samorządnego Związku Zawodowego „Solidarność”. 10 grudnia powołano Zarząd Regionu Śląsko-Dąbrowskiego NSZZ „Solidarność”, a jego przewodniczącym został Andrzej Rozpłochowski. W kwietniu 1981 roku władze wprowadziły reglamentację podstawowych towarów. W zakładach pracy z tego powodu, a także z wyniku niewywiązania się z porozumień gdańskich i jastrzębskich wybuchały strajki oraz demonstracje uliczne. 25 maja w mieście MKZ Katowice zorganizował marsz na rzecz uwolnienia więźniów politycznych.

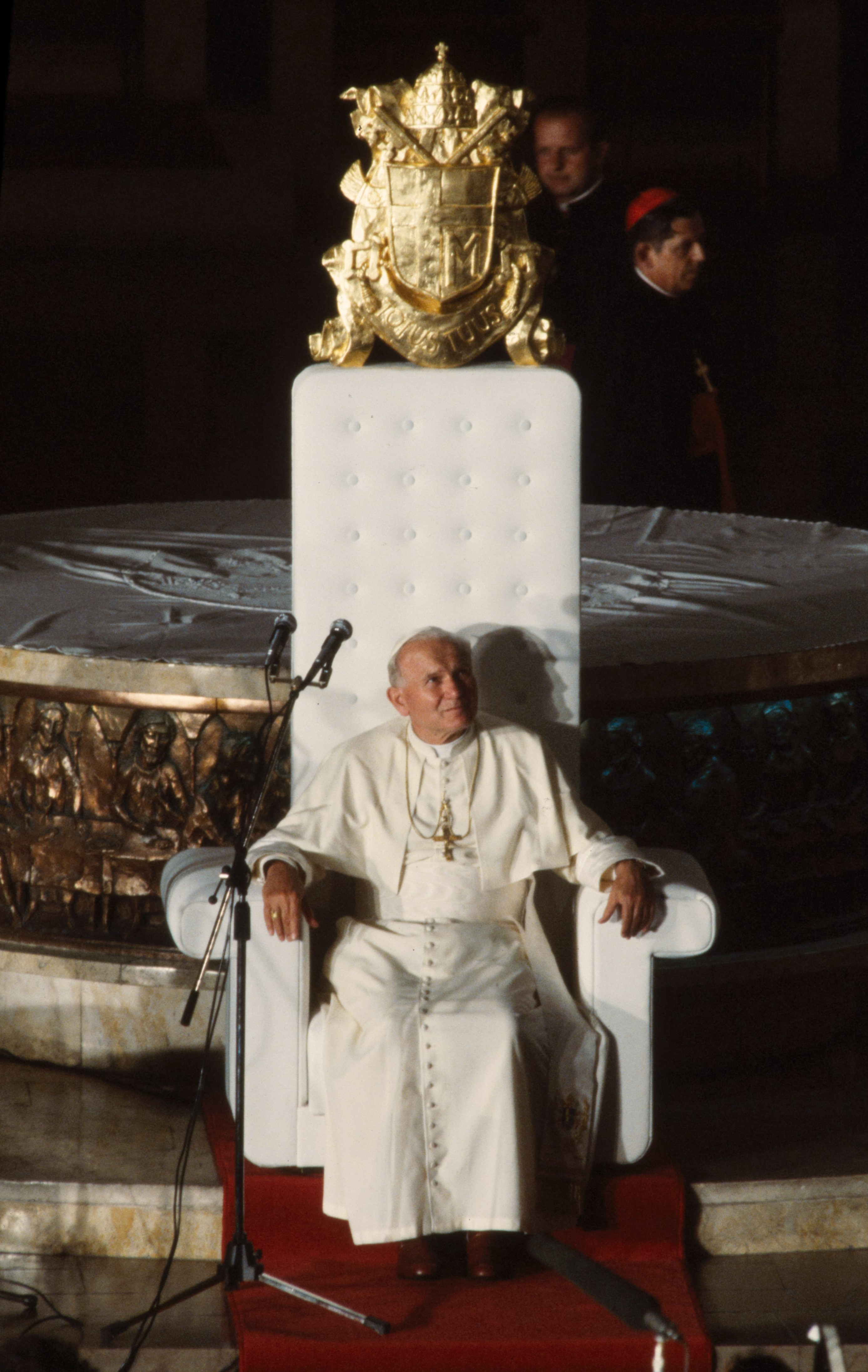
Papież Jan Paweł II wewnątrz katowickiej katedry Chrystusa Króla 20 czerwca 1983 roku

W nocy z 12 na 13 grudnia 1981 roku na terenie całego kraju wprowadzono stan wojenny. Internowano działaczy „Solidarności” i innych ugrupowań opozycyjnych. Zatrzymano m.in. rektora Uniwersytetu Śląskiego Augusta Chełkowskiego, a ogółem w województwie katowickim internowano około 1,5 tys. osób. Nazajutrz po wprowadzeniu stanu wojennego zastrajkowały załogi kilku katowickich zakładów pracy: kopalni „Staszic” i „Wieczorek”, huty „Baildon” oraz Centralnego Ośrodka Informatyki Górnictwa. Do strajku przystąpili też górnicy kopalni „Wujek”, który został spacyfikowany 16 grudnia 1981 roku. W wyniku użycia broni przez oddziały ZOMO zginęło 7 górników, a kolejnych dwóch zmarło kilka dni później w szpitalu.
W czerwcu 1983 roku podróż apostolską do Polski odbył papież Jan Paweł II. 20 czerwca odwiedził on Katowice. Do południa na lotnisku w Muchowcu odbyło się spotkanie z wiernymi, w którym uczestniczyło około 1,5 mln osób. W homilii, nawiązując do wizerunku Matki Boskiej Piekarskiej, mówił o ewangelicznym i praktycznym sensie pracy oraz o godności i prawach pracujących. Po południu papież w katowickiej katedrze modlił się z osobami chorymi i niepełnosprawnymi oraz wysłuchał fanfary Victoria skomponowanej przez Wojciecha Kilara. Na ręce prezydenta Katowic Edwarda Mechy papież Jan Paweł II przekazał medal dla Katowic.
W wyniku rozmów Okrągłego Stołu 4 czerwca 1989 roku odbyła się pierwsza tura częściowo wolnych wyborów do Sejmu i Senatu. Z województwa katowickiego do obu izb parlamentu zostali wybrani w pierwszej turze wszyscy kandydaci startujący z listy Komitetu Obywatelskiego „Solidarność”. Z okręgu nr 32 (Katowice) mandat nr 123 do Sejmu uzyskał Walerian Pańko, natomiast w wyborach do Senatu w okręgu katowickim zdobyli: Andrzej Wielowieyski, August Chełkowski i Leszek Piotrowski.

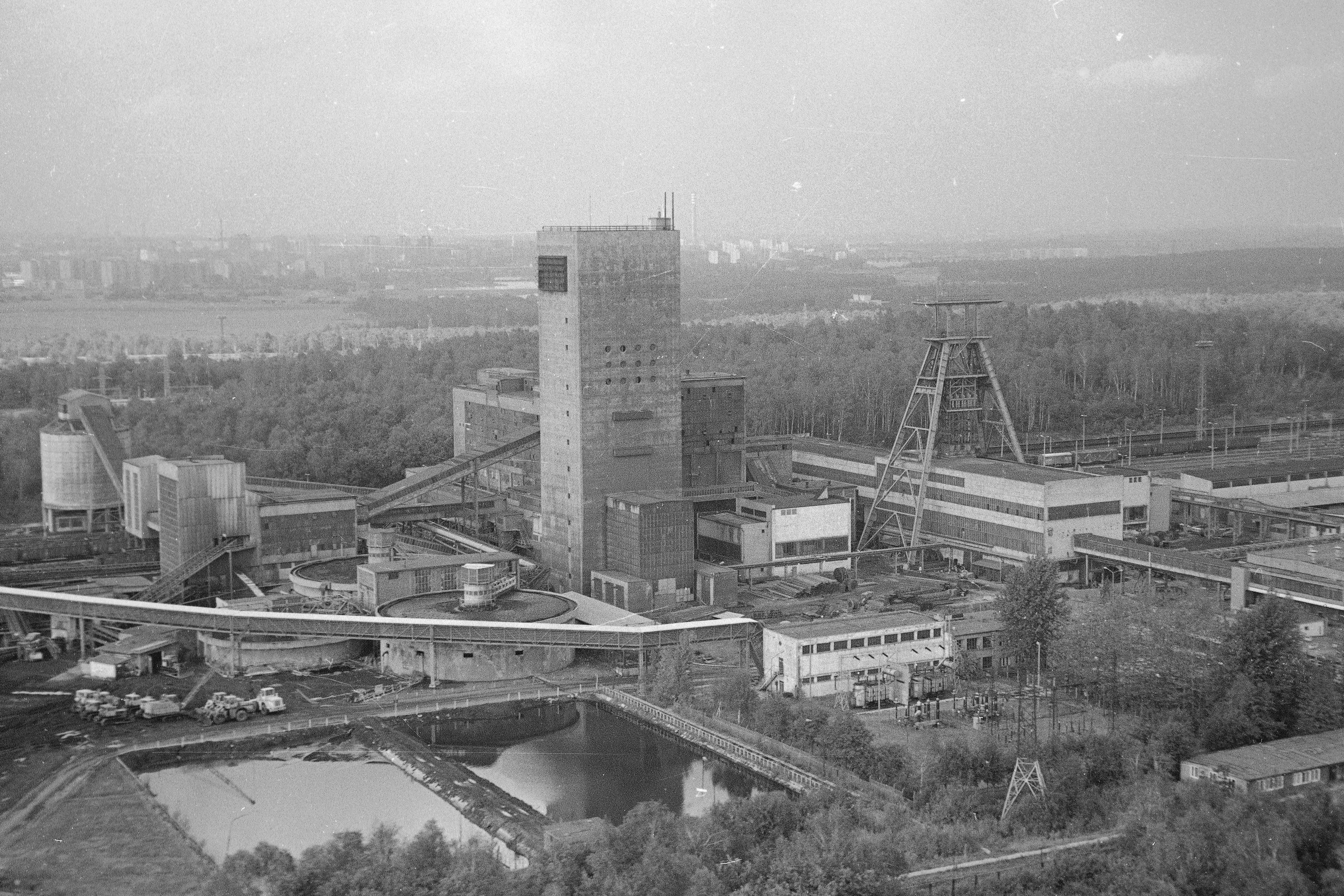
Kopalnia Węgla Kamiennego „Staszic” w 1974 roku

Zaraz po wyzwoleniu Katowic z niemieckiej okupacji w mieście zaczęto uruchamiać zakłady przemysłowe, a 3 stycznia 1946 roku Krajowa Rada Narodowa wydała dekret o nacjonalizacji przemysłu. W gospodarce regionu górnośląskiego w czasach Polski Ludowej duży nacisk położono na zwiększenie wydobycia węgla kamiennego, a jeszcze w 1946 roku poziom wydobycia osiągnął już przedwojenny pułap. W 1964 roku w Giszowcu wybudowano nowy zakład wydobywczy – „Staszic”, a 1 stycznia 1969 roku nieopodal Nikiszowca oddano do użytku Zautomatyzowaną Doświadczalną Kopalnię „Jan”. W okresie Polski Ludowej w Katowicach rozwinął się także przemysł maszynowy produkujący na potrzeby górnictwa, a do największych zakładów tego typu należały: Piotrowicka Fabryka Maszyn Górniczych „Famur”, Śląska Fabryka Urządzeń Górniczych „Montana” czy Fabryka Sprzętu i Narzędzi Górniczych. W latach 70. XX wieku nastąpiła rozbudowa i unowocześnienie katowickiego przemysłu, z czego największych modernizacji dokonano w hucie „Baildon”. Rozwijały się też inne gałęzie gospodarki, w tym m.in.: Śląskie Zakłady Mechaniczno-Optyczne Opta, Katowice Fabryka Armatur, Zakłady Urządzeń Technicznych „Elewator”, Zakłady Wytwórcze Urządzeń Sygnalizacyjnych, Katowickie Zakłady Chemii Gospodarczej „Pollena-Savona” czy Zakłady Porcelany „Giesche” (od 1950 roku „Bogucice”).

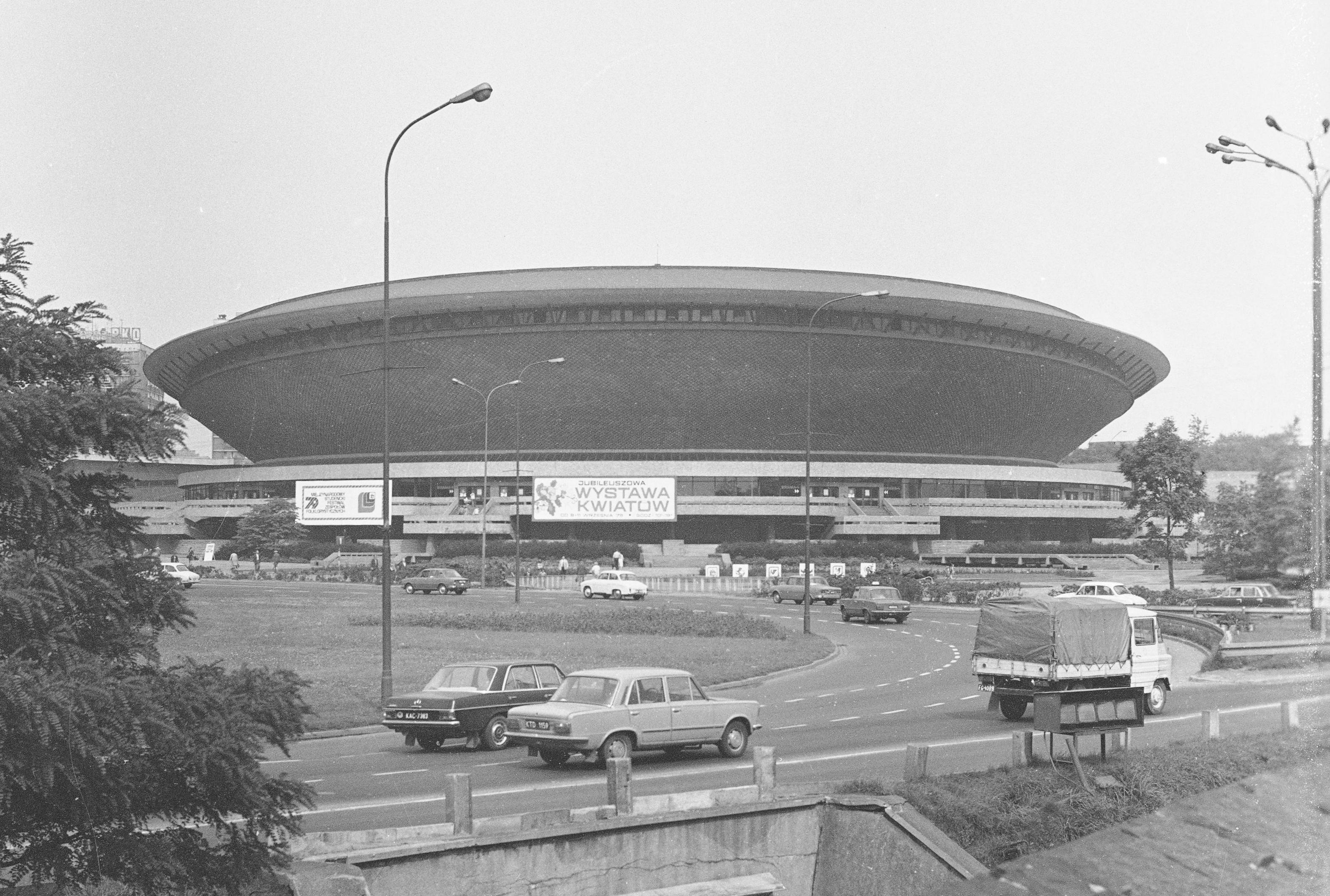
Hala Spodek w 1979 roku

W latach 1946–1947 ogłoszono pierwszy po II wojnie światowej konkurs na przebudowę centrum Katowic, lecz nie doczekał się on realizacji. W 1953 roku rząd PRL zatwierdził wytyczne rozwoju Górnośląskiego Okręgu Przemysłowego, na podstawie których rok później opracowano plan zabudowy śródmieścia Katowic. Do realizacji ostatecznie zatwierdzono projekt zabudowy centrum z 1962 roku autorstwa Zygmunta Majerskiego, Juliana Duchowicza i Wiktora Lipowczana. Na Rynku oddano do użytku w 1962 roku dom handlowy „Zenit”, rok później Dom Prasy, a w 1975 roku dom handlowy „Skarbek”. W połowie lat 60. XX wieku oddano do użytku rondo nazwane później imieniem gen. Jerzego Ziętka. Przy nim 1 września 1967 roku odsłonięto pomnik Powstańców Śląskich, a 8 maja 1971 roku uroczyście otwarto Halę Widowiskowo-Sportową „Spodek”, w którym organizowano zarówno imprezy sportowej (w tym Mistrzostwa Europy w Boksie 1975 czy Mistrzostwa Świata w Hokeju na Lodzie 1976), jak i wiece polityczno-propagandowe.

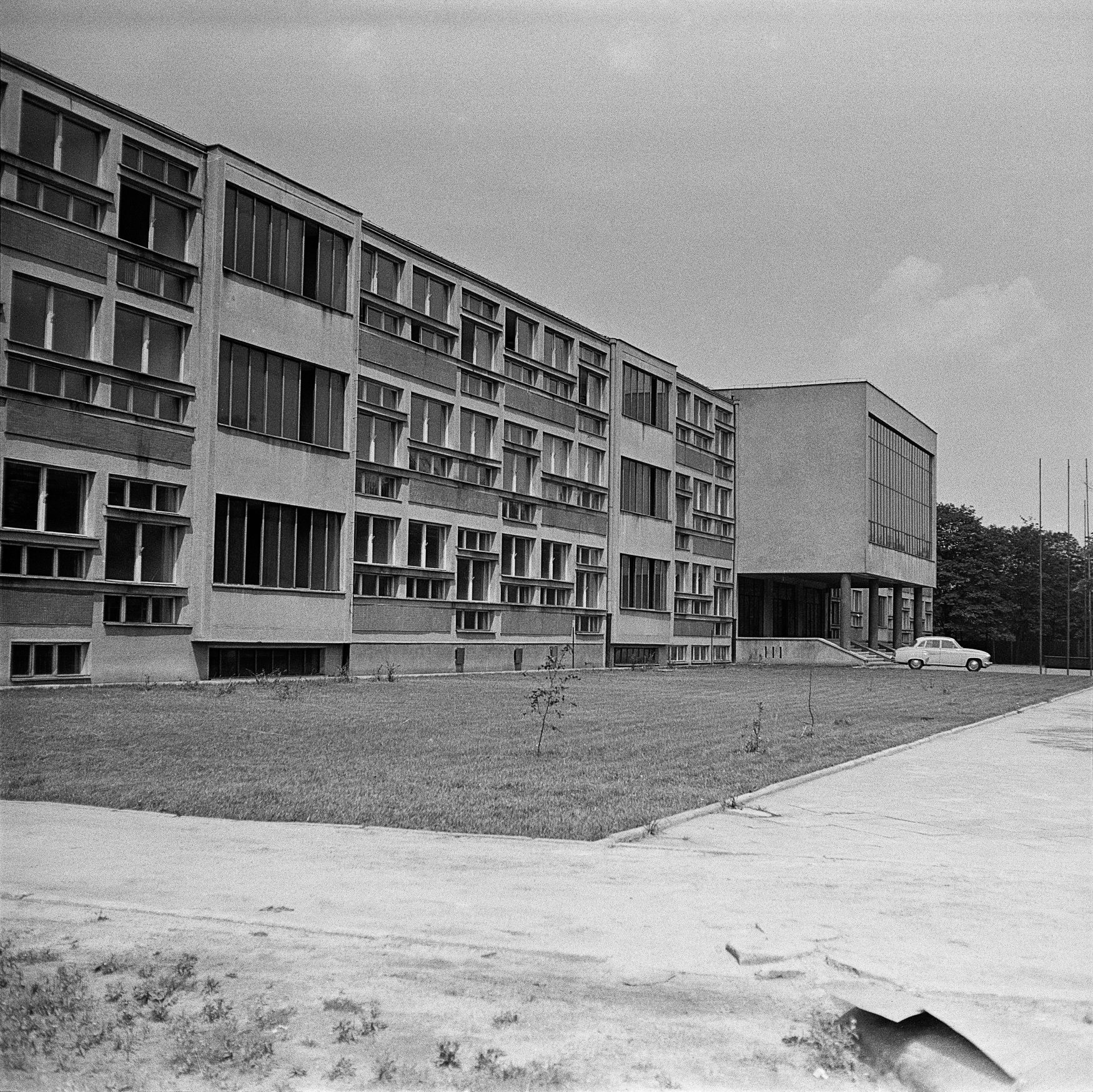
Filia Uniwersytetu Jagiellońskiego w 1964 roku – późniejszy rektorat Uniwersytetu Śląskiego

Wzdłuż obecnej alei W. Korfantego powstały m.in.: hotel Katowice, biurowiec Separator, pawilony Biura Wystaw Artystycznych i Pałacu Ślubów, Ślizgowiec czy Superjednostka. W latach 1965–1972 w kwartale ulic Młyńskiej, 3 Maja, Stawowej i J. Słowackiego wzniesiono brutalistyczny gmach dworca kolejowego stacji Katowice. Powstały nowe osiedla mieszkaniowe, a pierwsze z niej wzniesiono na terenie Koszutki (osiedle J. Marchlewskiego). W kolejnych latach oddano do użytku osiedla: Tysiąclecia, W. Witosa, S. Staszica (Giszowiec), I.J. Paderewskiego czy Odrodzenia, a także rozbudowano inne części miasta, zwłaszcza Brynów i Ligotę. W latach 80. XX wieku w Zawodziu wzniesiono osiedle W. Roździeńskiego. Rozbudowano także arterie komunikacyjne, w tym aleje Górnośląską i W. Roździeńskiego czy ulice Murckowską i Bagienną.
W pierwszych powojennych latach w Katowicach przystąpiono do tworzenia szkół wyższych. W 1945 roku działalność reaktywowało Wyższe Studium Społeczno-Gospodarcze pod kierownictwem Józefa Lisaka. W 1946 roku przeniesiono je do gmachu dawnego ratusza gminy Bogucice przy ulicy 1 Maja. Szkoła kilkukrotnie uległa przekształceniu, a w 1974 roku uczelnię zmieniono na Akademię Ekonomiczną im. Karola Adamieckiego. 1 lipca 1950 roku powołano Wyższą Szkołę Pedagogiczną w Katowicach, a jej siedziba mieściła się przy ulicy Szkolnej 9. Z połączenia Wyższej Szkoły Pedagogicznej oraz Filii Uniwersytetu Jagiellońskiego w czerwcu 1968 roku powstał Uniwersytet Śląski w Katowicach, którego pierwszym rektorem został historyk prof. Kazimierz Popiołek. W 1971 roku do Katowic przeniesiono część wydziałów Akademii Medycznej, a rok później powołano Akademię Wychowania Fizycznego. W marcu 1945 roku działalność wznowiło Śląskie Konserwatorium Muzyczne, a jego dyrektorem został Faustyn Kulczycki. Od 1 września 1945 roku placówka działała jako Państwowa Wyższa Szkoła Muzyczna i otrzymała imię Karola Szymanowskiego, a w 1979 roku nadano jej status Akademii Muzycznej.

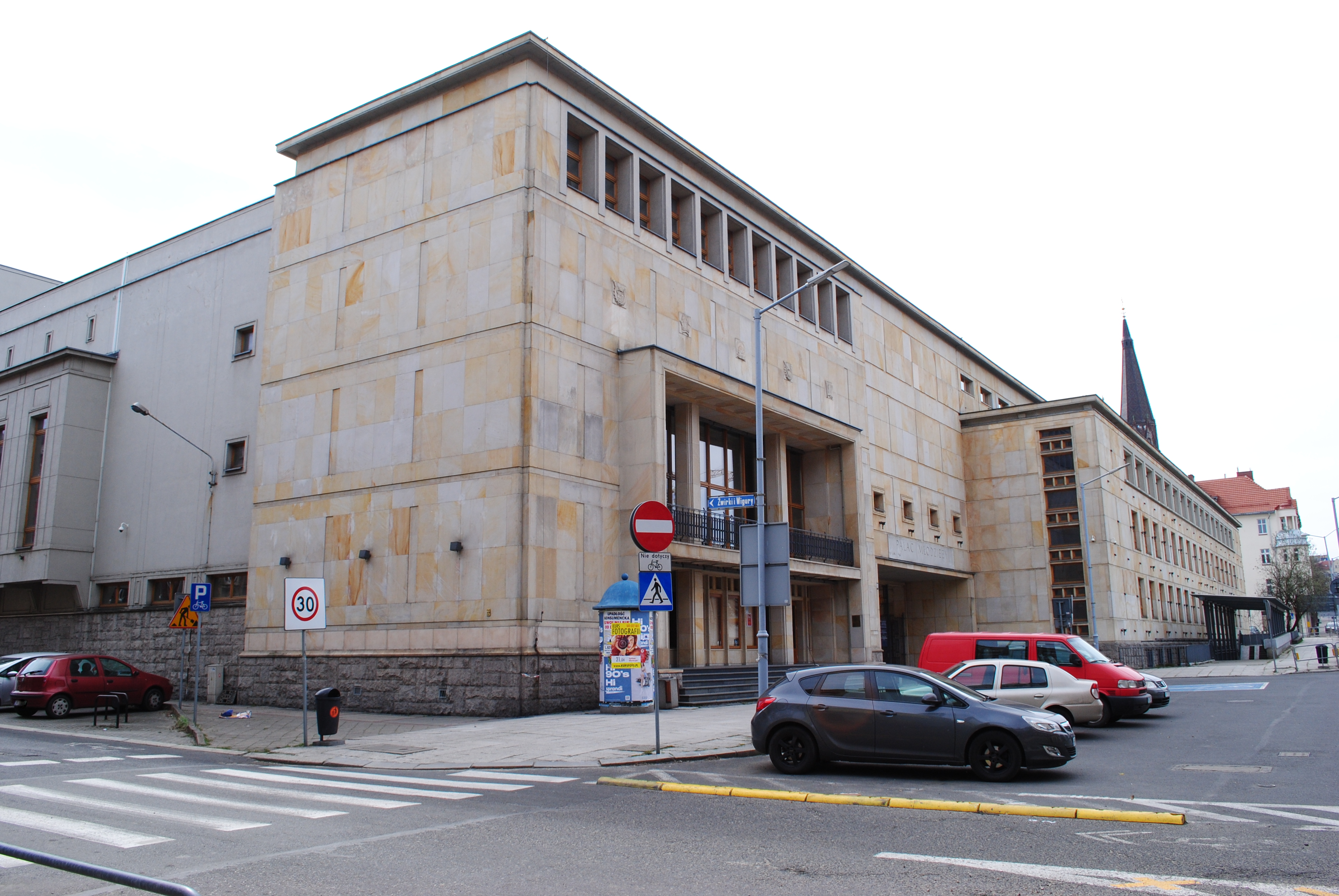
Pałac Młodzieży w Katowicach

Po II wojnie światowej w Katowicach reaktywowano bądź powołano wiele nowych instytucji kulturalnych. 2 kwietnia 1945 roku oficjalnie zainaugurowano pierwszy sezon teatralny Zemstą Aleksandra Fredry, a pierwszymi dyrektorami Teatru w Katowicach byli Wilam Horzyca i Karol Adwentowicz. Teatr ten był pierwotnie placówką miejską, a w grudniu 1946 roku instytucję przekształcono w Państwowy Teatr Śląski im. Stanisława Wyspiańskiego. W 1945 roku w Katowicach powstał Śląski Teatr Lalki i Aktora „Ateneum”, a jego założycielem był Juliusz Glatty. Na przełomie lat 40. i 50. w Katowicach powstała największa w Polsce placówka pozaszkolna – Pałac Młodzieży, której siedzibę zaprojektowaną w stylu socrealizmu otwarto 4 grudnia 1951 roku.

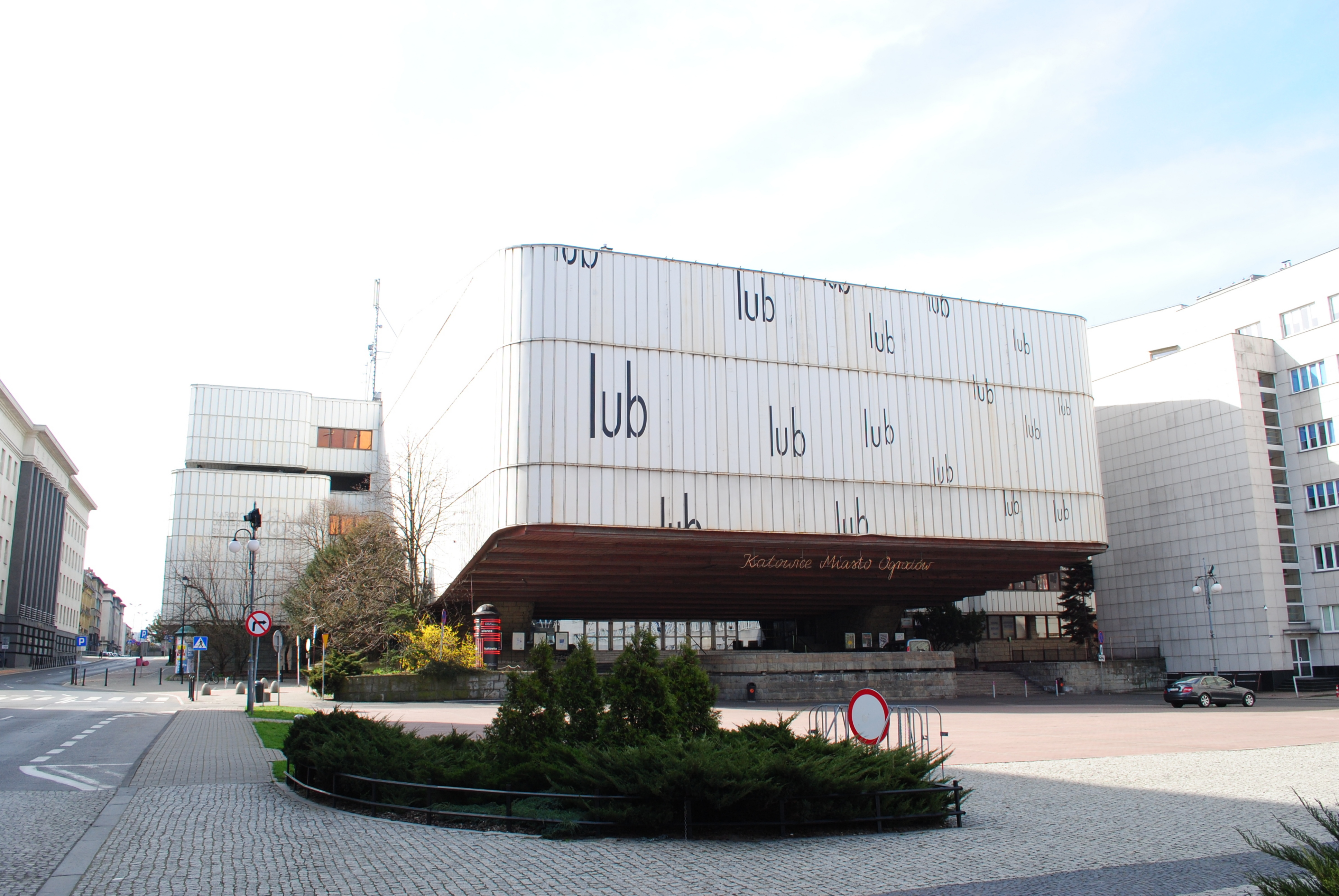
Tzw. Dezember Palast – siedziba Narodowej Orkiestry Symfonicznej Polskiego Radia przed 2014 rokiem

Od marca 1945 roku koncertowała Wielka Orkiestra Symfoniczna Polskiego Radia w Katowicach, przemianowana najpierw na Wielką Orkiestrę Symfoniczną Polskiego Radia i Telewizji, a następnie na Narodową Orkiestrę Symfoniczną Polskiego Radia. W maju 1945 roku otwarto Filharmonię Śląską pod dyrekcją Jana Niwińskiego. W okresie Polski Ludowej odbywało się też wiele wydarzeń muzycznych o zasięgu ogólnopolskim, w tym m.in.: Konkurs Młodych Dyrygentów czy Festiwal Muzyki Organowej.
Katowice w czasach Polski Ludowej stały się największym na Górnym Śląsku ośrodkiem wydawniczym. Od 2 lutego 1945 roku zaczęła wychodzić Trybuna Śląska, przemianowana miesiąc później na Trybunę Robotniczą. Od 6 lutego 1945 roku zaczęto wydawać Dziennik Zachodni, którego pierwszym redaktorem naczelnym był Stanisław Ziemba. Również w tym samym roku, na początku marca wznowiła działalność katowicka rozgłośnia Polskiego Radia, a jej dyrektorem został Edmunt Odorkiewicz. 3 grudnia 1957 roku pierwszy program wyemitował katowicki ośrodek Telewizji Polskiej, który stał się największym telewizyjnym ośrodkiem regionalnym w Polsce.
W 1981 roku powołano Muzeum Historii Katowic z siedzibą przy ulicy ks. J. Szafranka. W tym samym roku powstał komitet odbudowy Muzeum Śląskiego z prof. Kazimierzem Popiołkiem na czele. Muzeum powołano na podstawie zarządzenia wojewody z 30 czerwca 1984 roku, a swoją pierwszą siedzibę miało w budynku dawnego Grand Hotelu przy współczesnej alei W. Korfantego.

## Okres III Rzeczypospolitej

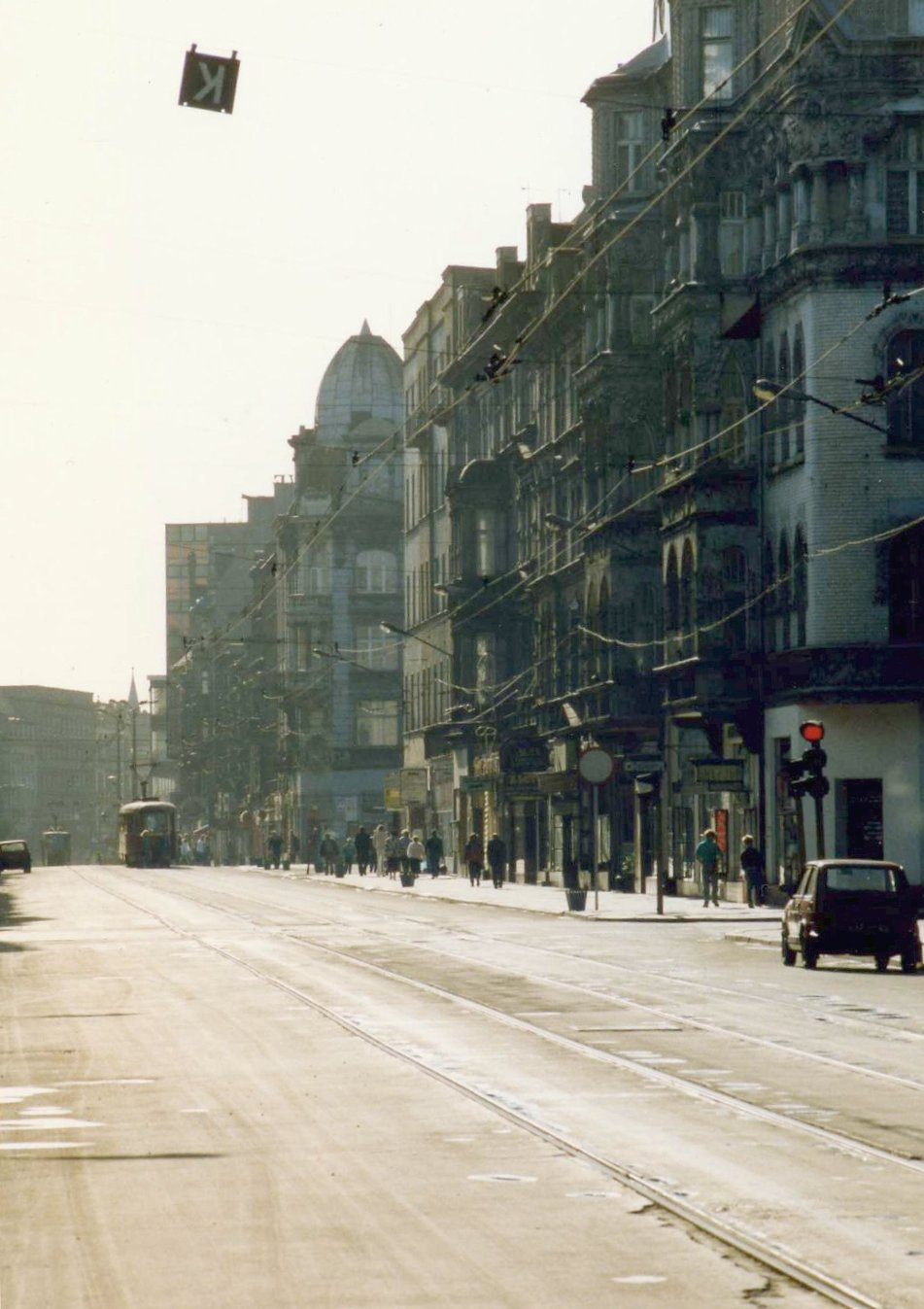
Ulica 3 Maja w 1991 roku (widok w kierunku Rynku)

Sytuacja Katowic na przełomie lat 80. i 90. XX wieku w wielu aspektach funkcjonowania miasta była zła, a w mieście żyło się coraz gorzej. Przemiany systemowe rozpoczęte w Polsce 1989 roku przyniosły nadzieje na zasadnicze zmiany tego stanu, także w postrzeganiu miasta zarówno przez mieszkańców, jak i przez osoby spoza Katowic. 8 marca 1990 roku przyjęto ustawę o samorządzie terytorialnym, będącą pierwszym aktem normatywnym wprowadzającym zasadnicze zmiany ustrojowe w Polsce. Dała ona perspektywę na upodmiotowienie społeczeństwa oraz wprowadzała możliwość decydowania o losach swojego miasta. W trakcie pierwszych wyborów samorządowych 27 maja 1990 roku lista Komitetu Obywatelskiego „Solidarność” uzyskała 49 na 55 mandatów w Radzie Miejskiej, a 18 czerwca rada wybrała na prezydenta miasta Jerzego Śmiałka związanego z NSZZ „Solidarność” i ze Związkiem Górnośląskim. 1 stycznia 1992 roku wprowadzono podział administracyjny Katowic na 22 pomocnicze jednostki samorządowe (dzielnice). W kolejnych wyborach samorządowych 19 czerwca 1994 roku największą liczbę mandatów uzyskali kandydaci Katowickiego Porozumienia Samorządowego (19 miejsc), które zapowiedziało kontynuację dotychczasowych kierunków działań władz miasta. 1 lipca na prezydenta miasta wybrano Henryka Dziewiora.
27 czerwca 1989 roku w miejscu Synagogi Wielkiej na placu Synagogi został odsłonięty obelisk upamiętniający katowickich Żydów zamordowanych przez Niemców, a 15 grudnia 1991 roku w obecności prezydenta Polski Lecha Wałęsy i nuncjusza apostolskiego abp. Józefa Kowalczyka odsłonięto pomnik poległych górników KWK „Wujek”. Również dla ich uczczenia powstał kościół Podwyższenia Krzyża Świętego, który został konsekrowany dzień wcześniej.

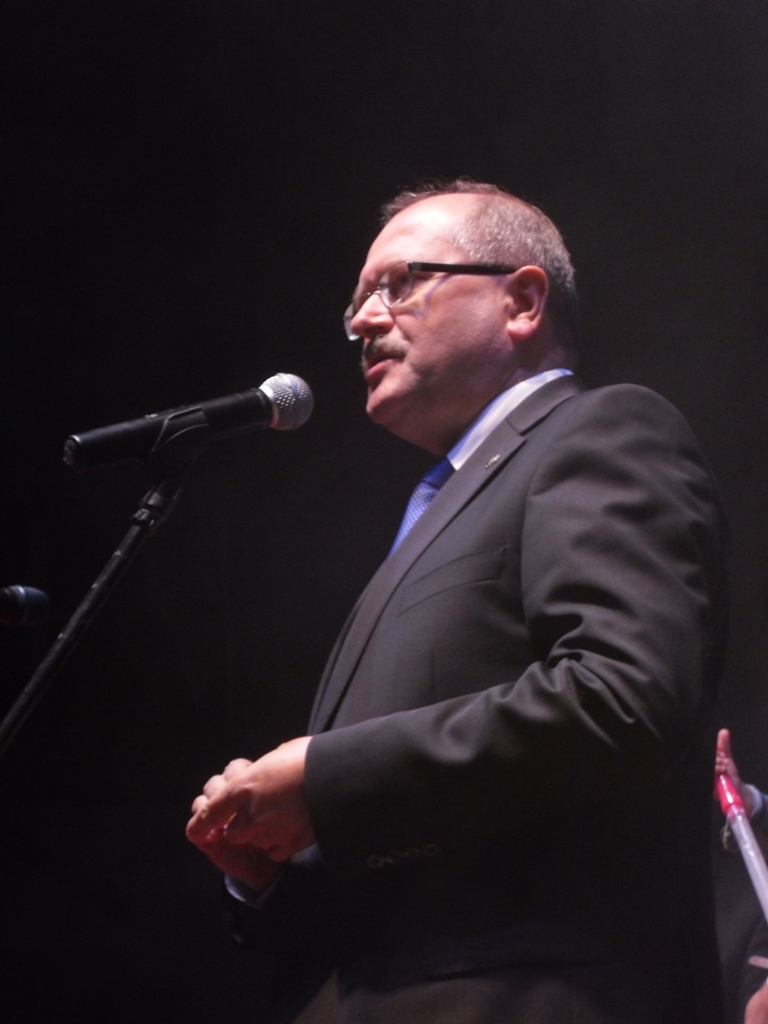
Piotr Uszok – prezydent Katowic w latach 1998–2014

Na początku lat 90. XX wieku Katowice zaczęły współpracę z pierwszymi miastami partnerskimi. W 1990 roku podpisano umowę o współpracy z Mobile w Stanach Zjednoczonych, a rok później nawiązano współpracę z Kolonią w Niemczech i Saint-Étienne we Francji. Na mocy bulli Totus Tuus Poloniae populus wydanej przez papieża Jana Pawła II 25 marca 1992 roku Katowice zostały siedzibą metropolii, a metropolitą katowickim został abp Damian Zimoń. 6 listopada 1993 roku na placu Bolesława Chrobrego odsłonięto pomnik Józefa Piłsudskiego.
24 lipca 1998 roku została uchwalona ustawa, na mocy której 1 stycznia 1999 roku wprowadzono w Polsce nowy podział administracyjny z podziałem państwa na 16 województw. Katowice włączono wówczas do województwa śląskiego, ustanawiając je siedzibą zarówno władz samorządu województwa, jak i wojewody. W wyborach 11 października 1998 roku Katowickie Porozumienie Samorządowe zgłosiło swoich kandydatów do Akcji Wyborczej Solidarność, która uzyskała 26 z 55 miejsc w Radzie Miejskiej. Na pierwszej sesji Rady Miejskiej 3 listopada na prezydenta miasta wybrano Piotra Uszoka.

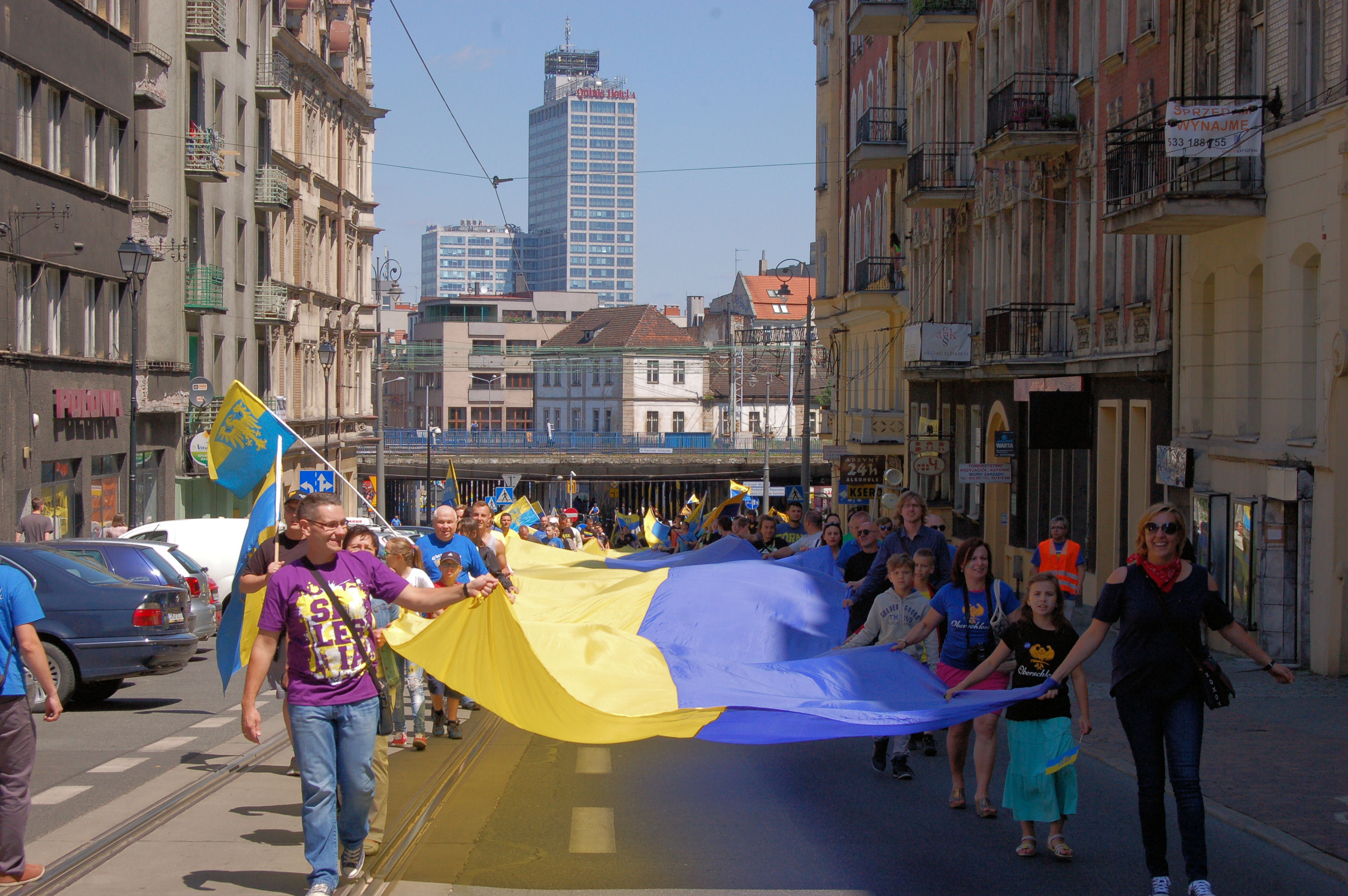
Marsz Autonomii w 2015 roku w Katowicach, współorganizowany przez Ruch Autonomii Śląska

Ważną rolę krzewienia lokalnego patriotyzmu i dorobku kulturalnego zaczęły odgrywać Związek Górnośląski i Klub Inteligencji Katolickiej, z którymi bezpośrednio lub pośrednio byli kojarzeni przedstawiciele zarządu Katowic w latach 1990–2002. Powołano też wspólnoty mieszkańców i wszelkiego rodzaju stowarzyszenia odwołujące się do lokalnego patriotyzmu, w tym m.in. Towarzystwo Miłośników Starego Giszowca czy Towarzystwo Miłośników Dębu. Zaczął też działać na terenie Katowic Ruch Autonomii Śląska i Związek Ludności Narodowości Śląskiej.
Zmiany przepisów dotyczących samorządu terytorialnego spowodowało zmniejszenie liczby miejsc do Rady Miasta, a prezydentów zaczęto wybierać w głosowaniu bezpośrednim. W wyborach 27 października 2002 roku połowę mandatów uzyskało Forum Samorządowe, które było kontynuacją Katowickiego Porozumienia Samorządowego. Prezydentem miasta został wybrany już w I turze głosowania Piotr Uszok, uzyskując 54,06% głosów. Zwyciężył on zdecydowanie w kolejnych wyborach 12 listopada 2006 roku, uzyskując 73,16% głosów oraz 21 listopada 2010 roku z wynikiem 51,7% głosów.

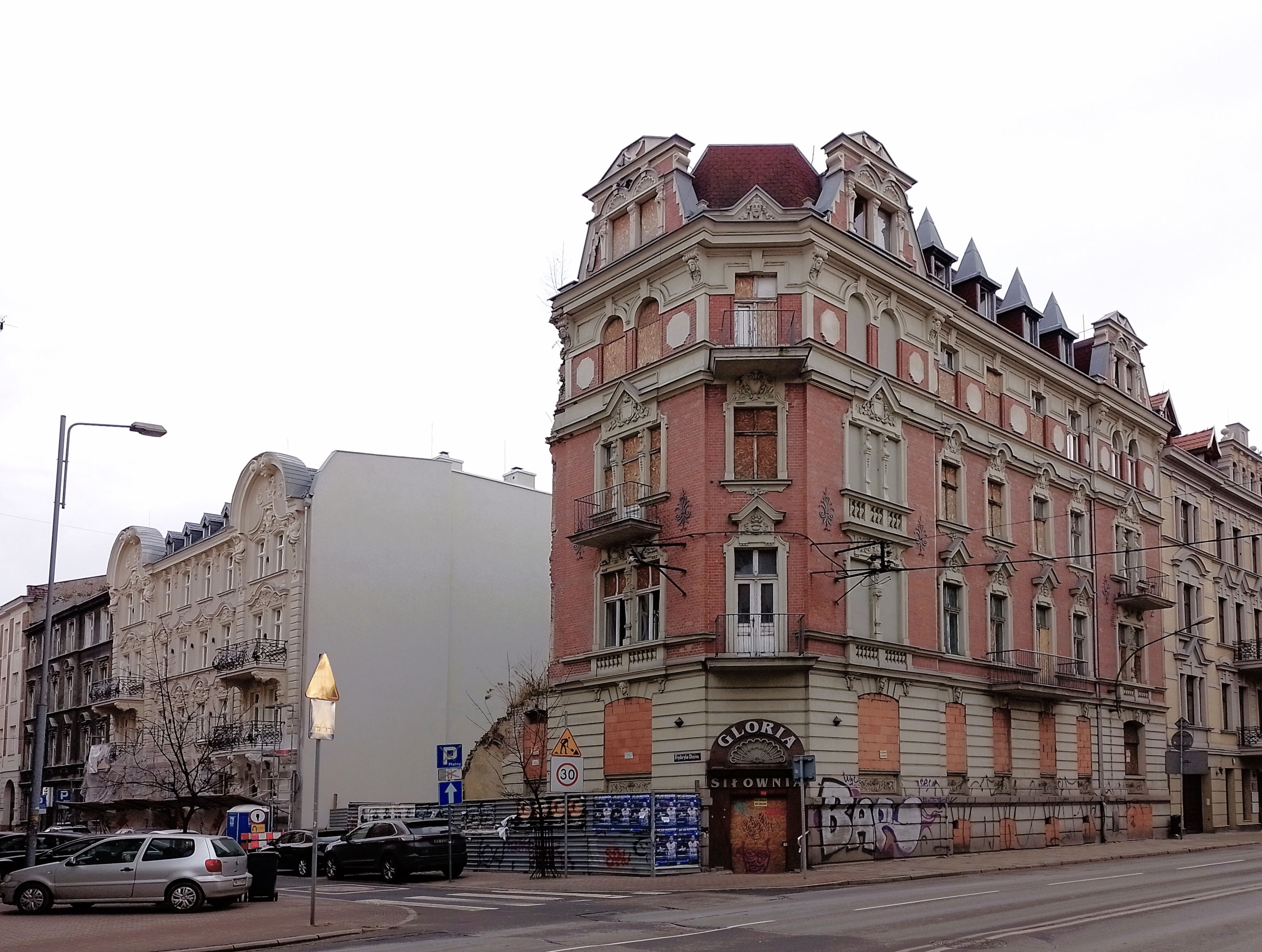
Zniszczona 23 października 2014 roku kamienica przy ul. F. Chopina 18

28 stycznia 2006 roku zawaliła się hala Międzynarodowych Targów Katowickich, w wyniku którego śmierć poniosło 65 osób, a cztery lata później, 10 kwietnia 2010 roku doszło do katastrofy lotniczej pod Smoleńskiem, w wyniku którego zginęli m.in. urodzeni w Katowicach senator Krystyna Bochenek oraz prezes NBP Sławomir Skrzypek. 23 października 2014 roku doszło do wybuchu gazu w kamienicy przy ulicy F. Chopina 18, w wyniku którego śmierć poniósł dziennikarz TVN Dariusz Kmiecik, jego żona Brygida Frosztęga-Kmiecik i ich syn.
17 maja 2008 roku w Katowicach odbył się pierwszy Marsz Równości, a kolejne manifestacje zaczęto organizować corocznie, począwszy od 2018 roku.
Prezydent Piotr Uszok zrezygnował ze startu w kolejnych wyborach samorządowych, udzielając swojego poparcia dotychczasowemu wiceprezydentowi Marcinowi Krupie. W drugiej turze głosowania 30 listopada 2014 roku zdobył on 71,31% ważnych głosów, zostając nowym prezydentem Katowic. Cztery lata później uzyskał reelekcję, zdobywając a 55,41% głosów już w pierwszej turze. 1 lipca 2017 roku powołano związek metropolitalny o nazwie Górnośląsko-Zagłębiowska Metropolia z siedzibą w Katowicach.

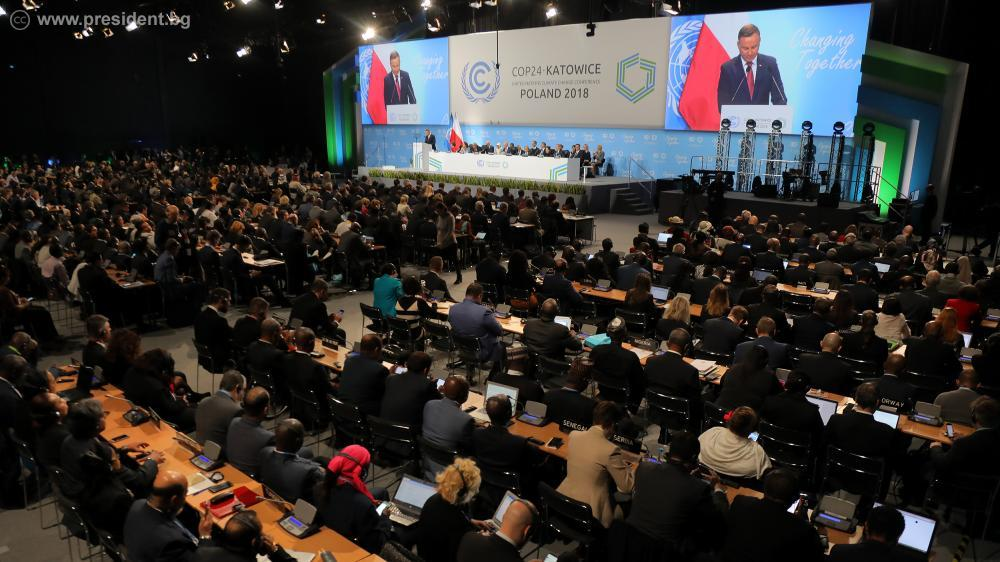
Szczyt Klimatyczny COP24 w Katowicach 3 grudnia 2018 roku

W grudniu 2018 roku Katowice były gospodarzem Szczytu Klimatycznego ONZ – COP24, podczas którego zostało zawarte porozumienie Katowice Rulebook, w którym zostały określone procedury i mechanizmy konieczne do wdrożenia Porozumienia Paryskiego. 15 sierpnia 2019 roku z okazji święta Wojska Polskiego i 100. rocznicy wybuchu I powstania śląskiego w Katowicach odbyła się defilada pod hasłem „Wierni Polsce”.
24 lutego 2022 roku doszło do pełnoskalowej inwazji Rosji na Ukrainę. Już pierwszego dnia tego aktu władze miasta oraz jego mieszkańcy okazali solidarności i wsparcie dla Ukraińców, organizując dla nich pakiety wsparcia różnego rodzaju. W tym celu uruchomiono bazę wsparcia pn. „Katowice dla Ukrainy”, a 3 marca 2022 roku Rada Miasta Katowice przyjęła oświadczenie w sprawie solidarności z mieszkańcami Ukrainy wobec agresji Federacji Rosyjskiej.

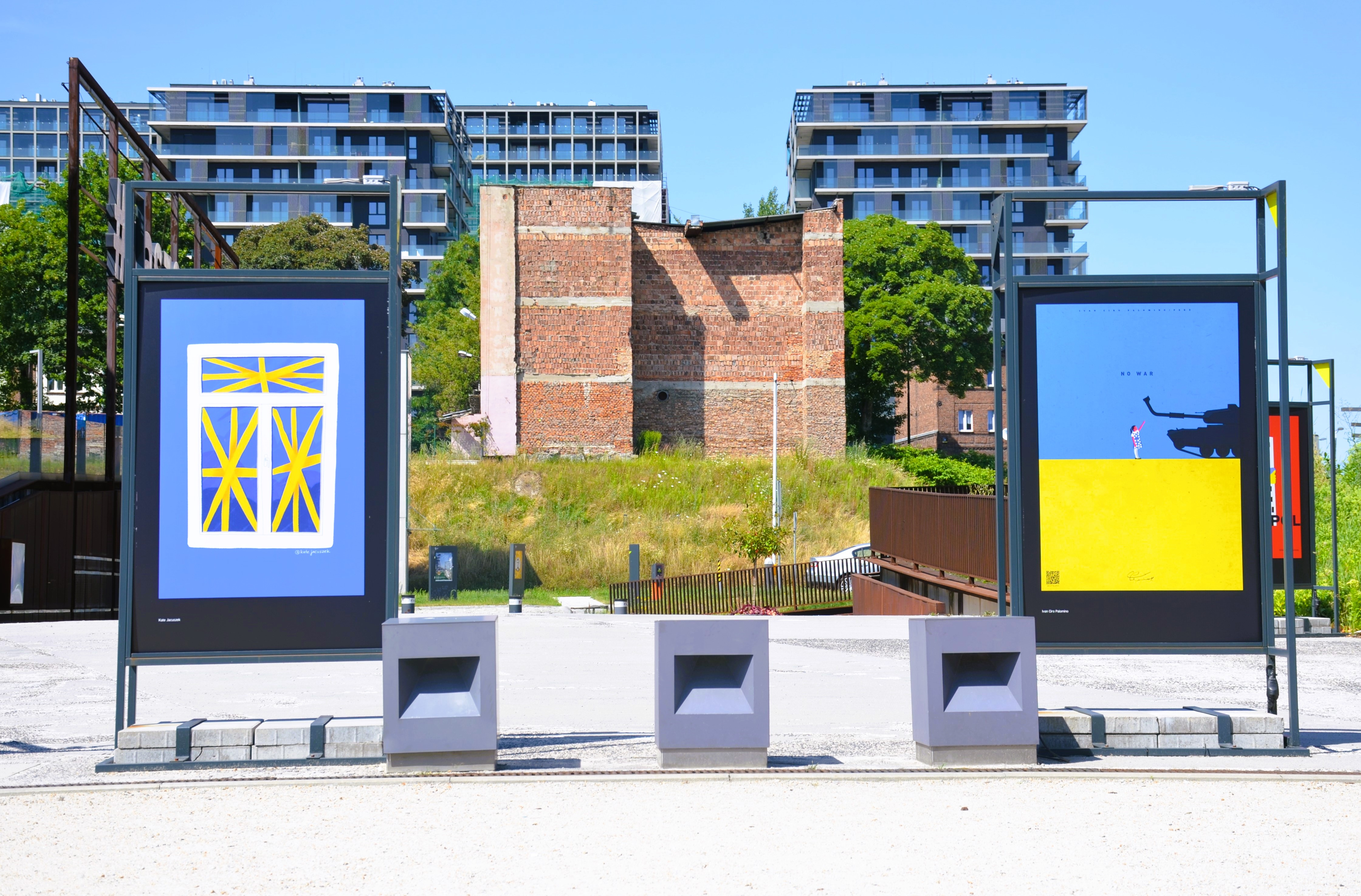
Ukraińskie antywojenne plakaty na terenie Muzeum Śląskiego w Katowicach w lipcu 2023 roku

W dniach 26–30 czerwca 2022 roku w Katowicach odbyło się Światowe Forum Miejskie WUF11.
1 stycznia 2024 roku nowym wiceprezydentem miasta został Jarosław Makowski z Platformy Obywatelskiej, który zastąpił na tym stanowisku Mariusza Skibę z Prawa i Sprawiedliwości. Zmiana ta była efektem zakończenia współpracy Forum Samorządowego i Marcina Krupy z klubem Prawa i Sprawiedliwości na rzecz Koalicji Obywatelskiej w Radzie Miasta. Koalicja Obywatelska poparła reelekcję Marcina Krupy w wyborach samorządowych 7 kwietnia 2024 roku, który wygrał w pierwszej turze z wynikiem 62,43%.

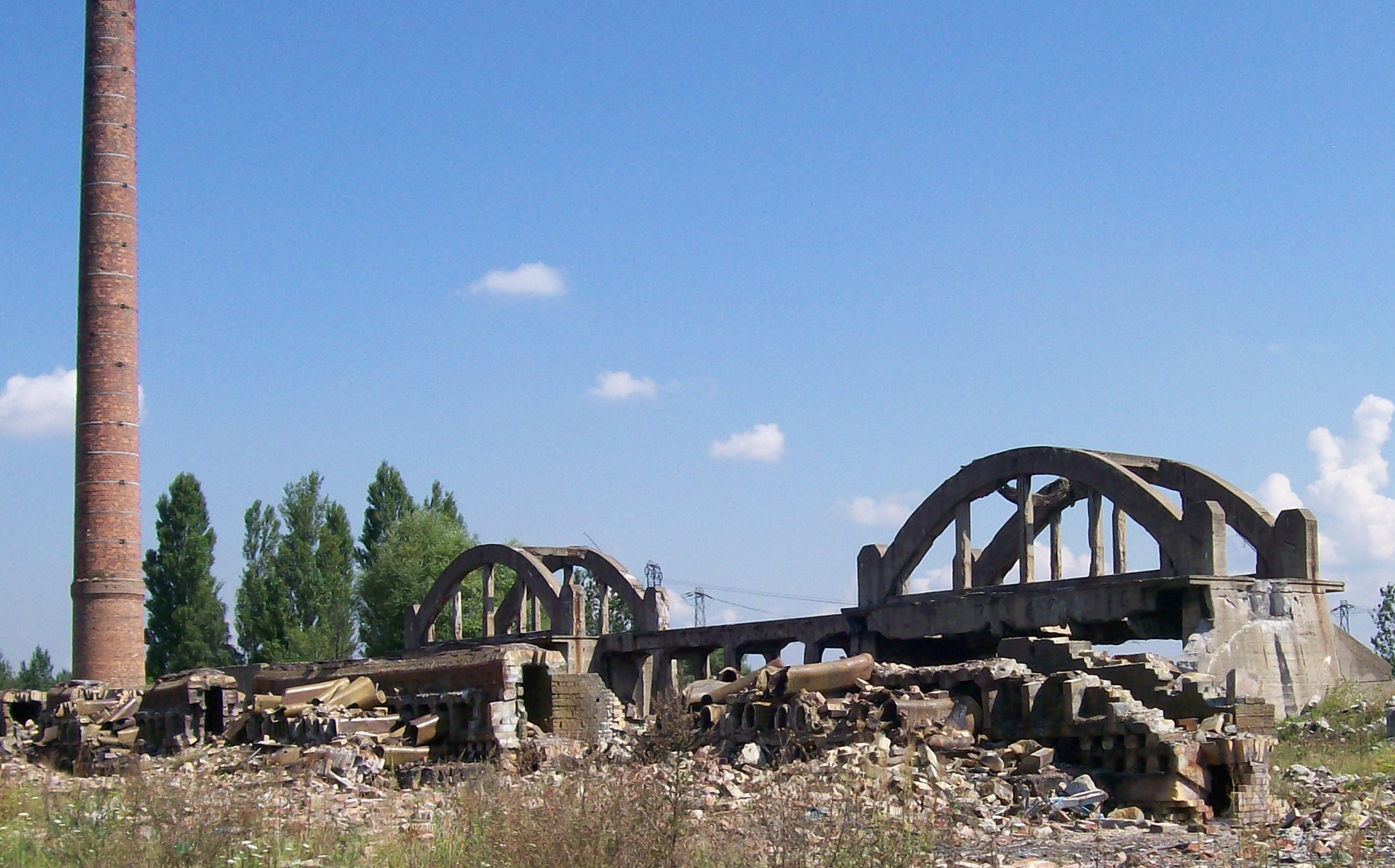
Zabudowa dawnej Huty Metali Nieżelaznych Szopienice w 2010 roku

Początek lat 90. XX wieku dla Katowic, jak i dla innych ośrodków w Polsce był okresem gwałtownych przemian własnościowych. Uległy likwidacji bądź zostały poddane prywatyzacji lub przekształceniu liczne przedsiębiorstwa czy organizacje gospodarcze. Prywatyzacja przedsiębiorstw na terenie Katowic w pierwszym rzędzie odbywała się w sferze przemysłu przetwórczego i w usługach. Pod koniec 1989 roku w Katowicach działało 1,1 tys. sklepów różnych branż, a na początku 1993 roku było ich 5,8 tys., w większości prywatnych. Wraz z prywatyzacją gospodarki w Katowicach rozwijała się przedsiębiorczość oraz zaczął do miasta napływać kapitał zagraniczny. Jednocześnie pojawił się problem bezrobocia. 2 stycznia 1989 roku w Katowicach rozpoczął działalność Bank Śląski, który miał pierwotnie siedzibę przy ulicy Warszawskiej 14. Rok później powstały kolejne instytucje wsparcia gospodarki. W lutym działalność zaczęła prowadzić Śląska Giełda Towarowo-Pieniężna, a w marcu Bank Handlowo-Kredytowy i Regionalna Izba Gospodarcza, której pierwszym prezesem był Tadeusz Donocik. Pod koniec 1994 roku w Katowicach funkcjonowało lub miało swoją siedzibę ponad 31 tys. firm, 32 banki, 8 biur maklerskich, 6 giełd, 317 spółek joint venture i 19 hoteli. Po 1989 roku zlikwidowano kilka najbardziej uciążliwych dla miasta zakładów lub ograniczono ich produkcję. Były to m.in. Kopalnia Węgla Kamiennego „Katowice-Kleofas” (wydobycie zakończono w październiku 2004 roku), Huta Metali Nieżelaznych Szopienice (od 2008 roku) czy huty „Baildon” (likwidacja od maja 2001 roku).

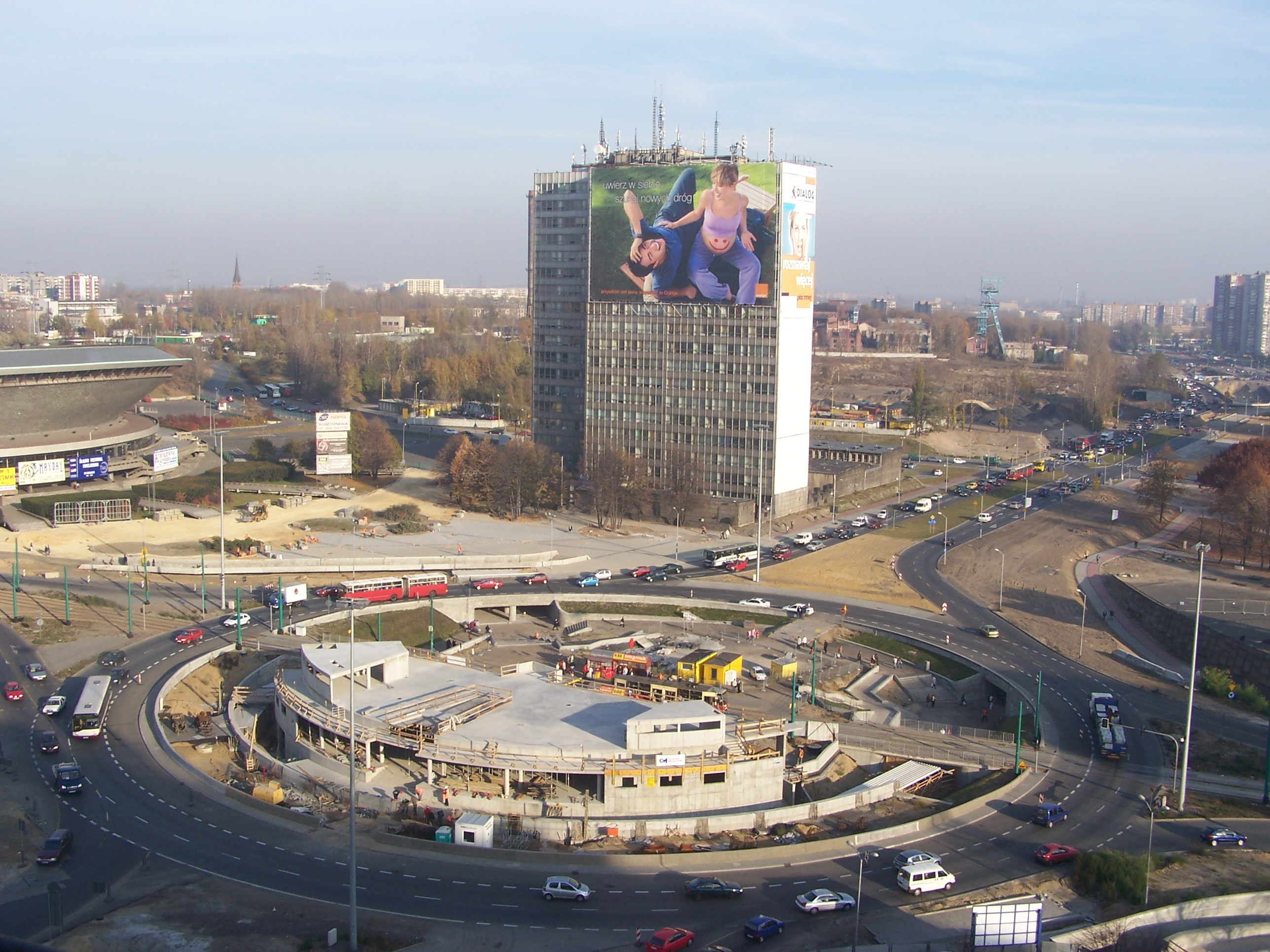
Budowa Drogowej Trasy Średnicowej wraz z budową tunelu pod rondem w listopadzie 2005 roku

Wyrazem dynamicznego rozwoju kulturalnego, gospodarczego i ekonomicznego Katowic w latach 90. XX wieku było powstanie nowego założenia urbanistycznego – placu Rady Europy. Na nim powstał w latach 1990–1997 gmach Biblioteki Śląskiej oraz dwa budynki banków – PKO Banku Polskiego i Banku Rozwoju Eksportu. W 1996 roku oddano do użytku autostradę A4 na odcinku Mysłowice – Katowice Murckowska, w 1999 roku odcinek pomiędzy ulicami Mikołowską a Francuską, a w listopadzie 2001 roku trasę do Chorzowa-Batorego. Na przełomie XX i XXI wieku zrealizowano śródmiejski odcinek Drogowej Trasy Średnicowej. W sierpniu 2003 roku został oddany do użytku jeden z kluczowych odcinków trasy – 600-metrowa estakada nad ulicą Bracką, której nadano imię Orląt Lwowskich, a w grudniu 2006 roku otwarto bezkolizyjne skrzyżowanie z dwoma tunelami pod rondem gen. J. Ziętka, a na samym rondzie w kolejnym roku oddano do użytku obiekt w kształcie półkopuły mieszczący Galerię Rondo Sztuki. Kolejną dużą inwestycją w infrastrukturę drogową stała się przebudowa węzła w Giszowcu, którego ostatni odcinek stał się przejezdny w lipcu 2022 roku.

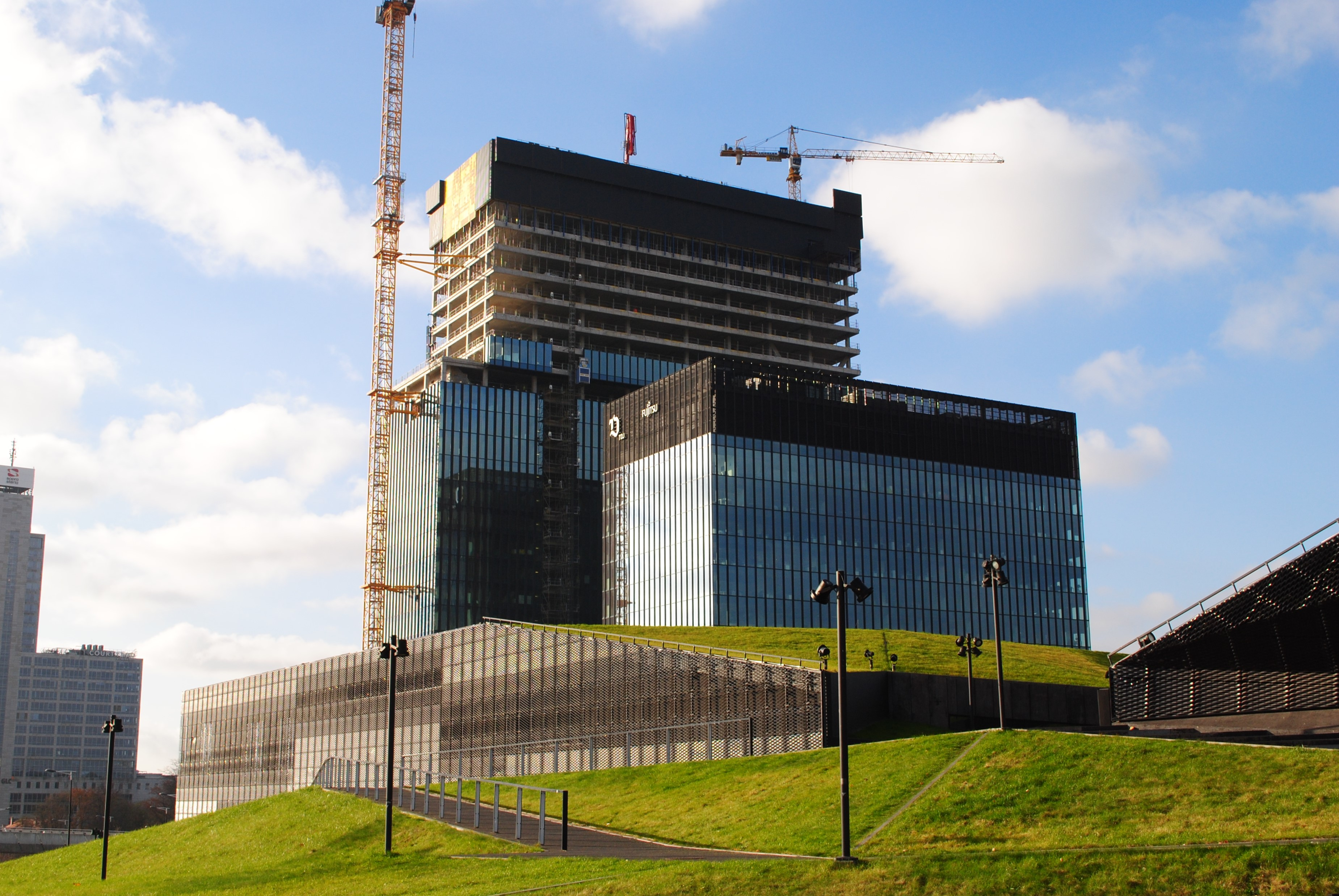
Budowa wieżowca .KTW II w listopadzie 2020 roku

Po likwidacji zakładów przemysłowych niektórym obiektom postindustrialnym w Katowicach zaczęto nadawać nowe funkcje, a pierwszym w dużej skali przekształceniem tego typu terenów było, powstałe na terenach zlikwidowanej kopalni „Gottwald”, centrum handlowo-rozrywkowe Silesia City Center otwarte 18 listopada 2005 roku. Rozpoczęto też działania na rzecz ochrony i promocji dziedzictwa poprzemysłowego miasta. 21 czerwca 2005 roku zatwierdzono listę obiektów Szlaku Zabytków Techniki Województwa Śląskiego, na którym znalazły się także katowickie obiekty: osiedla patronackie Giszowiec i Nikiszowiec, Galeria Szyb Wilson, Muzeum Hutnictwa Cynku, Muzeum Śląskie i Fabryka Porcelany.
W mieście zaczęło się intensywnie rozwijać budownictwo komercyjne. W 2001 roku oddano do użytku biurowiec przy ulicy Chorzowskiej 50, a w latach 2002–2003 przy ulicy Uniwersyteckiej został wybudowany najwyższy wówczas budynek biurowo-usługowy w Polsce – Altus, liczący 125 m wysokości. W latach 2007–2022 zostało wzniesione osiedle mieszkaniowe Dębowe Tarasy, w latach 2007–2010 osiedle Książęce, a w latach 2014–2022 osiedle Franciszkańskie. W 2022 roku ukończono budowę kompleksu biurowców .KTW, w tym 134-metrowego wieżowca – najwyższego ówcześnie obiektu tego typu w Górnośląsko-Zagłębiowskiej Metropolii.

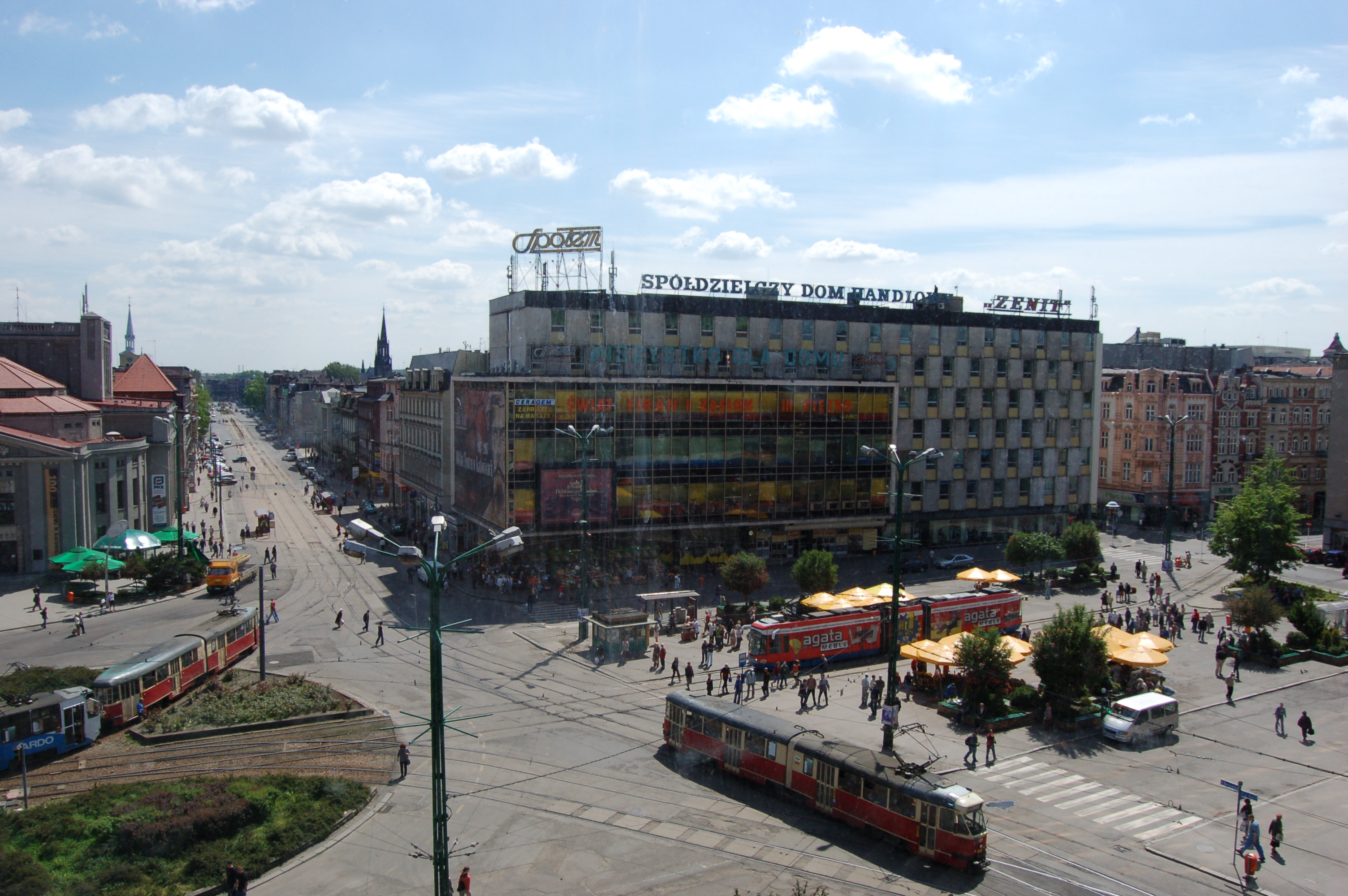
Rynek w Katowicach w maju 2007 roku – przed rewitalizacją

Wraz z rozbudową miasta rozpoczęto też proces jego rewitalizacji. W latach 2012–2015 trwały prace nad przebudową przestrzeni Rynku i jego okolic, a w 2017 roku otwarto pawilon gastronomiczny w północnej części placu. 29 października 2012 roku nastąpiło uroczyste otwarcie nowego dworca kolejowego w Katowicach. Stał się on częścią kompleksu łączącego funkcje stacji kolejowej, terminala autobusowego oraz centrum handlowo-usługowego (Galeria Katowicka).
Po 1989 roku w Katowicach zaczęła wzrastać zarówno liczba uczelni, jak i uczących się w nich studentów. Pierwszą niepubliczną szkołą wyższą w Katowicach była Śląska Wyższa Szkoła Zarządzania, która została powołana w 1993 roku. W 2004 roku oddano do użytku budynek Wydziału Prawa i Administracji Uniwersytetu Śląskiego, a w 2007 roku Centrum Nauki i Edukacji Muzycznej „Symfonia” Akademii Muzycznej im. K. Szymanowskiego w Katowicach. Miasto na początku XXI wieku było głównym ośrodkiem edukacji i nauki w regionie oraz jednym z większych Polsce. Liczba szkól wyższych w mieście wzrosła z 12 w 1998 roku do 19 w 2009 roku. W 2024 roku miasto posiadało tytuł Europejskiego Miasta Nauki 2024 przyznanego przez organizację EuroScience we współpracy z Komisją Europejską.

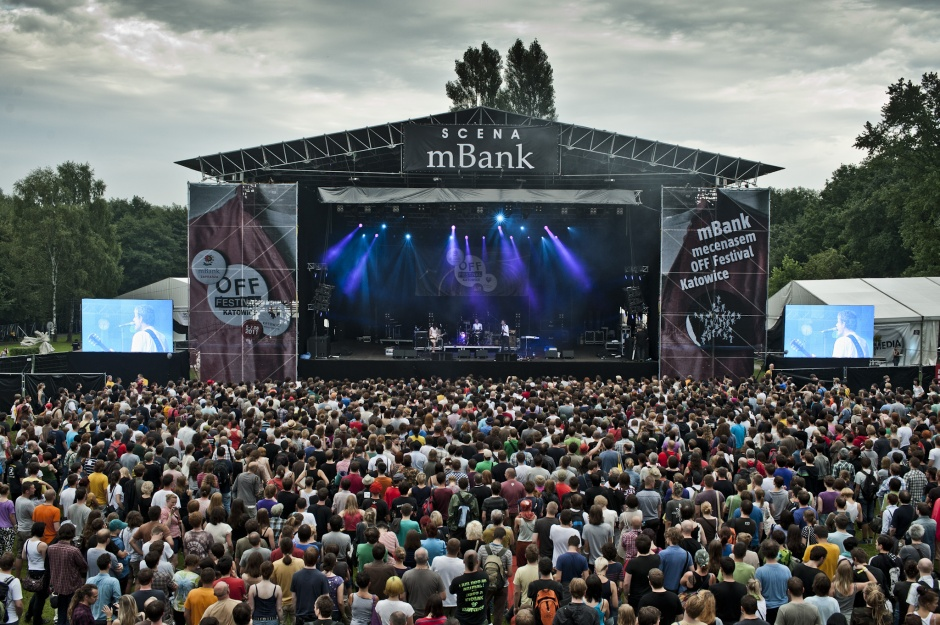
Scena Off Festivalu 2011 na terenie Doliny Trzech Stawów

W okresie III Rzeczpospolitej w Katowicach zmodernizowano oraz poszerzono bazę kulturalną i sportową. Wyremontowano gmachy Teatru Śląskiego im. S. Wyspiańskiego i Filharmonii Śląskiej im. H.M. Góreckiego oraz filii Miejskich Domów Kultury, a także wzniesiono nowe obiekty. W 2009 roku Katowice rozpoczęły starania o nadanie miastu tytułu Europejskiej Stolicy Kultury 2016, a w listopadzie Katowice zaczęto promować hasłem „Miasto Ogrodów”. W powstanie wniosku aplikacyjnego zaangażowało się wiele środowisk twórczych, znaczących przedstawicieli kultury i sztuki, a także władze i mieszkańcy Katowic. W mieście rozpoczęto organizację cyklicznych wydarzeń kulturalnych i festiwali muzycznych, w tym m.in. Katowice Street Art Festival, zainaugurowany w 2011 roku Ars Independent Festival, odbywający się od 2009 roku w Katowicach festiwal Nowa Muzyka czy od 2010 roku Off Festival.

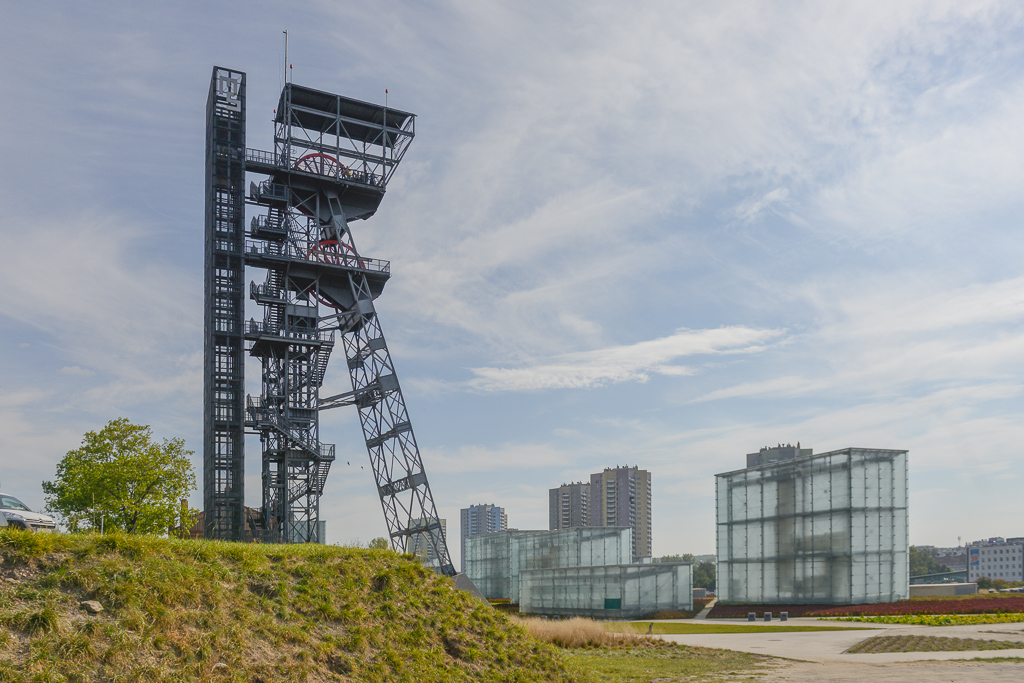
Nowa siedziba Muzeum Śląskiego w Katowicach w 2016 roku

Na terenach zlikwidowanej w 1999 roku kopalni „Katowice” powstała Strefa Kultury. Na tych terenach 1 października 2014 roku otwarto siedzibę Narodowej Orkiestry Symfonicznej Polskiego Radia, w marcu 2015 roku Międzynarodowe Centrum Kongresowe, a 26 czerwca 2015 roku nową siedzibę Muzeum Śląskiego. Jednocześnie trwała modernizacja hali Spodek – w 2011 roku gmach zyskał nową elewację, a w 2022 roku zmodernizowano jego dach. 
W rejonie Strefy Kultury wzniesiono także nowe inwestycje mieszkaniowe. W maju 2019 roku rozpoczęto budowę osiedla Pierwsza Dzielnica, a w grudniu 2021 roku kompleksu trzech budynków mieszkalnych Atal Olimpijska.
Katowice stały się organizatorem oraz współorganizatorem wielu znaczących imprez sportowych, w tym rangi światowej jak m.in.: Mistrzostwa Świata w Hokeju na Lodzie 2016 (I Dywizja), Mistrzostwa Świata w Piłce Ręcznej Mężczyzn 2023 czy Mistrzostwa Świata w Piłce Siatkowej Mężczyzn 2014 i 2022. W mieście rozwinęła się ponadto branża e-sportu – w 2013 roku po raz pierwszy w Katowicach zorganizowano turniej e-sportowy Intel Extreme Masters.